# 將軍澳新市鎮
將軍澳新市鎮（英語：Tseung Kwan O New Town）位於香港新界東南，是香港的第三代新市鎮之一，與馬鞍山（沙田新市鎮的擴展部份）和天水圍新市鎮同期發展。將軍澳新市鎮的發展可追溯至1980年代中期，人口在當時不足1萬，及後2011年迅速增加到超過40萬。隨着新市鎮的不斷發展，區內房屋、學校、社區、康樂設施及交通網絡亦漸趨完善。將軍澳隧道、地鐵（今港鐵）將軍澳綫及將軍澳—藍田隧道先後通車後，將軍澳新市鎮的對外交通更為便捷，同時將軍澳工業邨亦為區內外居民提供大量就業機會。
將軍澳新市鎮北部為寶林及坑口，西北部為翠林，東南部為百勝角及小赤沙（包括日出康城），南部為將軍澳市中心（包括將軍澳南），西南部為調景嶺，最東南端及最偏遠為大赤沙及佛堂澳。
將軍澳新市鎮在公共房屋編配（擴展市區）、醫院聯網（九龍東聯網）、警察總區（東九龍總區）、教育局區域教育服務處轄區（九龍區域教育服務處）、的士經營範圍（但新界的士可行駛坑口站、將軍澳醫院急症室、環保大道沿途至石角路）的定義下，均屬於香港市區的範圍內。

## 地理
將軍澳英文舊稱，原指鯉魚門附近的海灣，將軍澳新市鎮除了近山及較早開發的土地（包括翠林邨、景明苑、康盛花園、靈實醫院、怡心園、清水灣半島、厚德邨、健明邨、善明邨）以外，大部份土地即由此海灣填海得來。新市鎮位於新界東西貢區的西南部，南望鯉魚門，東部則為向東南伸延的清水灣半島，故整個新市鎮區域行政上屬西貢區。
新市鎮可分為八個區域，包括寶林、翠林、坑口、將軍澳市中心、調景嶺、小赤沙、大赤沙及百勝角。新市鎮當中最早開發的是翠林一帶，其次到寶琳及其南部的景林邨一帶。1990年代中期，待坑口一帶的原居民遷走之後，政府在當地興建厚德邨，並用來安置原來在調景嶺的居民及牛頭角臨屋區的住戶。將軍澳市中心一帶的尚德邨、唐明苑等在1990年代後期才開始入伙，並開始發現新填海區的不平均沉降問題。調景嶺在所有居民遷出之後全數拆卸，並進行移山填海工程，而百勝角一帶尚未發展，現時將軍澳的發展主要是房屋及社區設施。
寶林、翠林、坑口、日出康城（位於以上提及的小赤沙）、將軍澳市中心、調景嶺基本上皆屬於住宅區，建有出租公屋、居屋、村屋和私人屋苑。在屋苑基座通常設有商場，方便居民購物。小赤沙現時設有港鐵將軍澳車廠及康城站；大赤沙北部則設有將軍澳工業邨。

### 區域爭議
將軍澳新市鎮和香港其他新市鎮不同之處，就是和同區舊墟市（西貢市）相距甚遠，反而靠近東九龍，故不少地方行政及社區工作亦從屬「東九龍」，例如區內警署及消防局皆屬東九龍區、靈實醫院和將軍澳醫院隸屬醫管局九龍東聯網。加上1980年代的電話簿亦把整個西貢半島歸入「3」字頭的九龍電話區號，一些商業機構和傳媒亦習慣沿用舊有分區，至今仍錯誤渲染新市鎮為九龍的一部份，也會有人以為是九龍市區的拓展部份，視作市區內的一個區域，並不會看作為新市鎮。荃灣區和葵青區亦有人以為是西九龍的相似情況（但分別是規劃署把該兩區定義為都會區的範圍之內，將軍澳卻沒有，而將軍澳因為仍然有山分隔所以需要通過將軍澳隧道、將藍隧道或依山而建的寶琳路，而葵青和荃灣因為葵涌道位於海旁並且後期填海所以沒有需要，而兩者共通點是通往屬於九龍地區的道路牌是寫九龍，並不是寫荔枝角或深水埗和秀茂坪或觀塘）
。例子如電視廣播有限公司標示自己地址為「九龍」將軍澳工業邨電視廣播城；另於2009年，位於將軍澳寶琳的大型商場新都城在宣傳板上以「東九龍最大購物中心」自居，由於寶琳實際上是位於新界東的西貢區，因此遭到真正位於東九龍最大的購物商場——九龍灣的MegaBox去信表示不滿，並保留訴訟權利。後來新都城刪去有關字眼，事件才不了了之，但恒基兆業的網站至今仍未刪去有關字眼。
2011年位於將軍澳站上蓋天晉旁的酒店項目命名香港九龍東皇冠假日酒店及香港九龍東智選假日酒店，均位於新界東，不過以九龍東命名，引起了部份公眾和網上討論區對酒店所在地的地區爭議。2012年將軍澳新樓盤峻瀅發展商為避免再度引起爭端，索性將有關樓盤宣傳為位處「香港東部」字眼。
亦有市民誤將位於寶琳路的寶達邨與寶林邨混淆，以為同屬將軍澳新市鎮的屋邨，但寶達邨早於興建前已屬觀塘區的秀茂坪，與西貢區將軍澳新市鎮沒有關連。
除此以外，將軍澳新市鎮的市中心選址自發展以來不斷修改，故此實際位置及定義亦成為爭議焦點，但據政府官方地圖，將軍澳市中心標示在寶邑路近將軍澳站附近、私人住宅天晉的所在位置。

## 歷史
明代刊行的地方誌一《粵大記》當中的廣東沿海圖已清楚標示「將軍澳」，故此，起碼在明代，將軍澳已經有居民定居。1982年香港政府正式落實發展將軍澳為第三代新市鎮，發展計劃分三期進行。簡略來說，第一期發展於1983年開始，涉及範圍包括了三個住宅區：翠林、寶林和坑口，以及兩個工業發展區域：小赤沙和大赤沙。
翠林主要由翠林邨和康盛花園組成。翠林邨於1988年落成入伙，是將軍澳最早建成的公共屋邨之一，同時是將軍澳新市鎮內唯一不是建在填海土地上的公共屋邨。
寶林主要由將軍澳村對外的海灣填海而成，區內主要有寶林邨、景林邨、欣明苑、旭輝臺、慧安園、富麗花園、茵怡花園、疊翠軒、怡心園和新都城。寶林邨於1988年入伙，是此區另一個最早建成的屋邨。
坑口大部份土地也是填海發展而成。區內主要有富寧花園、安寧花園、厚德邨、頌明苑、明德邨、東港城、海悅豪園、蔚藍灣畔、南豐廣場和新寶城。富寧花園和安寧花園同於1990年落成，為此區最早建成的屋苑。
第二期發展於1987年開始，這期規劃主要是要發展將軍澳市中心。此區大部份土地是把調景嶺東北部的海灣填海發展而成，主要有將軍澳中心、尚德邨、唐明苑、富康花園、寶盈花園和清水灣半島等。尚德邨於1998年入伙，是區內最大的公共屋邨之一，也是此區最早建成的住宅，由於屋邨規模較大而且最早發展，早年連路牌亦清楚地標示了「市中心（尚德）」，故此，部份人或會將「將軍澳市中心」一詞與「尚德」交替使用。到了2021年，路牌開始更換，改為直接標示「尚德」二字，以騰出空間標示連接將軍澳跨灣連接路的「九龍」，可見尚德是將軍澳市中心的另一名稱。現在，「將軍澳市中心」一詞泛指港鐵將軍澳站、天晉、尚德邨、廣明苑及將軍澳南一帶。
而到了2000年代，政府才開始重點發展市中心的南部，主要興建了低密度的臨海住宅，大多為私人豪宅，也會興建重要社區設施，而該區也是現在最新發展的區域，預計2030年前會完成發展。
第三期發展計劃於1991年展開。此區主要的發展地區為將軍澳市中心南部、調景嶺和大赤沙。主要的發展項目包括有將軍澳工業邨、碼頭、海濱休憩用地、避風塘、都會駅、城中駅、彩明苑、和維景灣畔。
在寶林及坑口一帶發展之時，將軍澳獲規劃成新市鎮，所以區內都有不少單車徑及康樂設備。但自從區內的新填海地進一部發展，為避免居民的生活對港島區之中環、上環、銅鑼灣、太古和觀塘過於依賴，政府改變規劃，把整個將軍澳區按市區的模式重新規劃。現時不少市民都發現區內的設計比較奇怪，分區之間似被切開，連接不太方便。這些都是規劃轉變的影響，也有觀點認為是回歸後各種政治目標（如八萬五建屋計劃）等所引致。

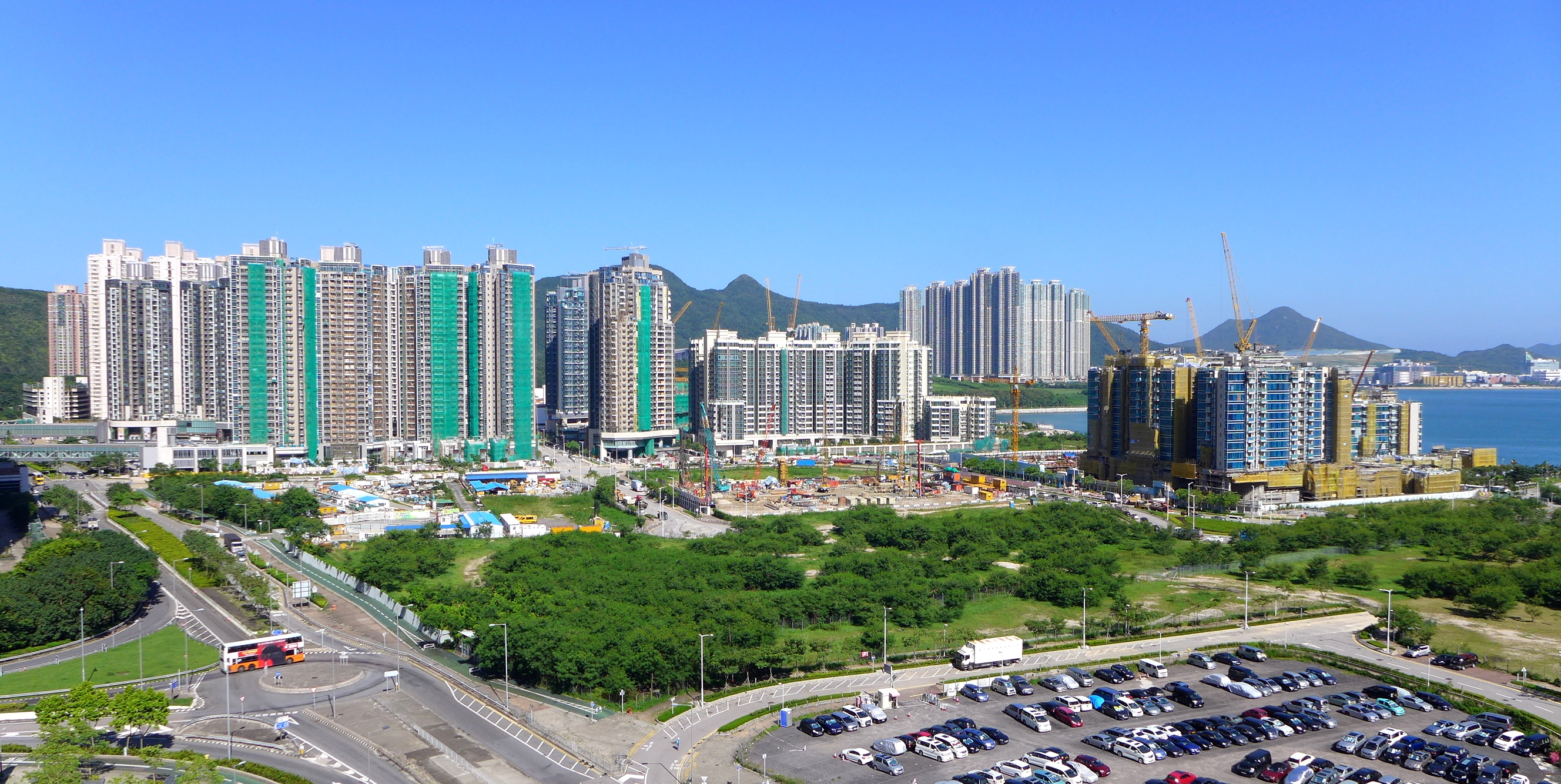
將軍澳南全景

將軍澳市中心南部發展計劃於2000年展開，屬於將軍澳市中心一部份，當時唯一已落成的住宅為寶盈花園，其後因重新規劃而被強制暫停發展。現時規劃被銳意打造，住宅項目圍繞政府設施（包括將軍澳政府合署（興建中）及入境事務處總部（興建中））、將軍澳市鎮公園（擬建中）及將軍澳海濱公園而建，物業發展高度亦以階梯式向海旁遞減。該區亦設出租公屋怡明邨。
自2010年2月至2013年7月，經過3年多時間，政府一共推出12幅住宅地皮，最終為庫房帶來接近293億元賣地收入，合共提供超過7,400個單位。現時地皮由6個發展商瓜分，會德豐及新地各佔4幅，其餘包括華懋、信置、嘉華及麗新財團。其中以麗新財團於2012年11月投得的臨海地皮，每方呎樓面地價4,929元最貴，並刷新區內地價紀錄，成為將軍澳新地王。
至於大、小赤沙則仍在發展當中，發展中和已發展的項目包括有足球場、污水處理廠、港鐵將軍澳車廠及其上蓋物業日出康城。小赤沙因座落在該處的住宅物業，而常稱作康城（位於將軍澳新市鎮86區），並在將軍澳創新園（前將軍澳工業邨）及大赤沙以北。

### 大事年表
- 明代：《粵大記》廣東沿海圖已經標有「將軍澳」，當時已經有村民在此地聚居
- 1982年：政府開始發展將軍澳。
- 1987年9月1日：位於寶林邨的迦密主恩中學開課。
- 1988年4月：區內首個公共屋邨——寶林邨入伙。

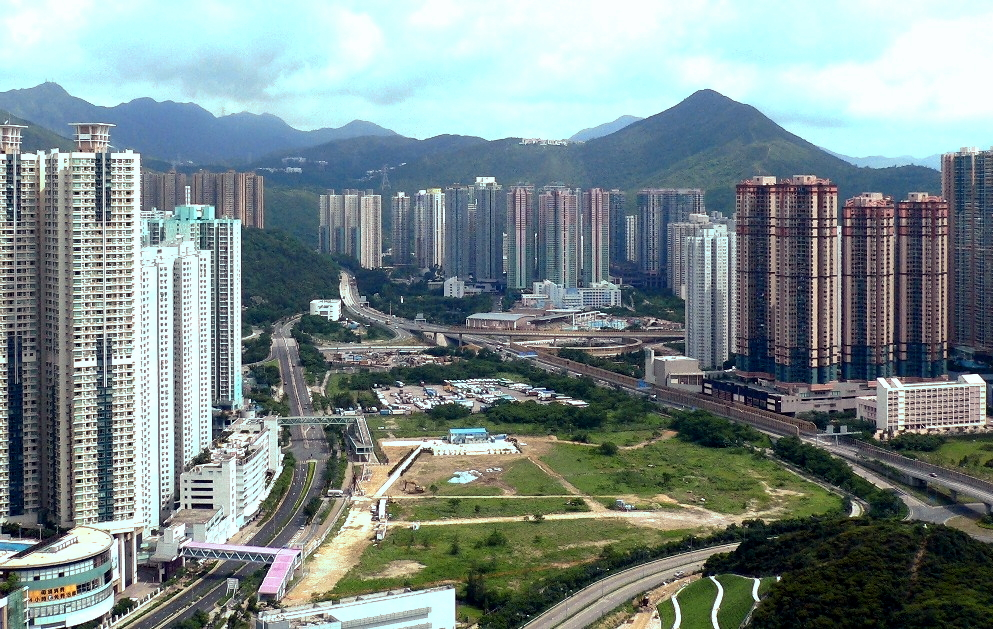
將軍澳新市鎮（2006年）

坑口

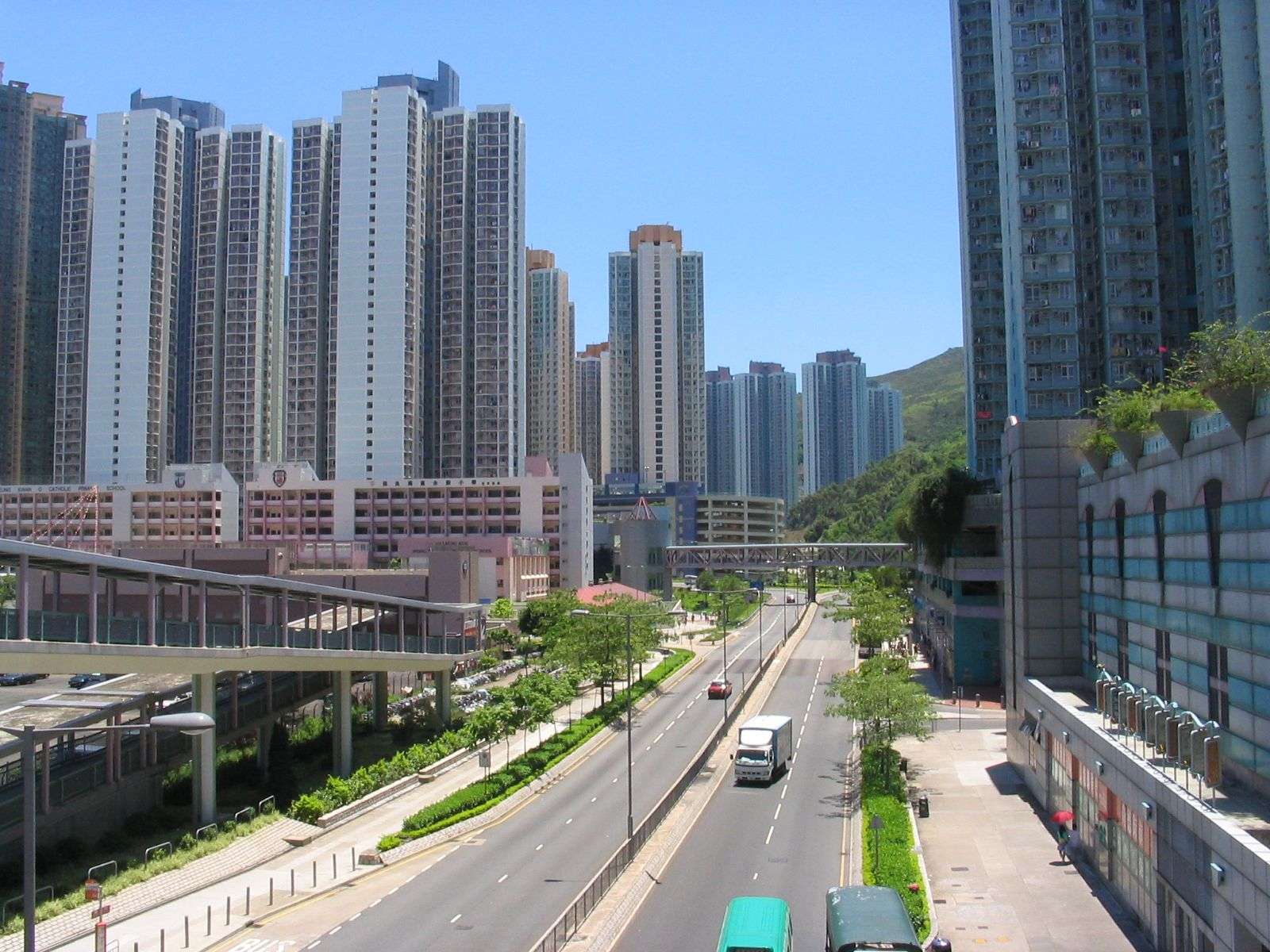
將軍澳市中心的尚德邨

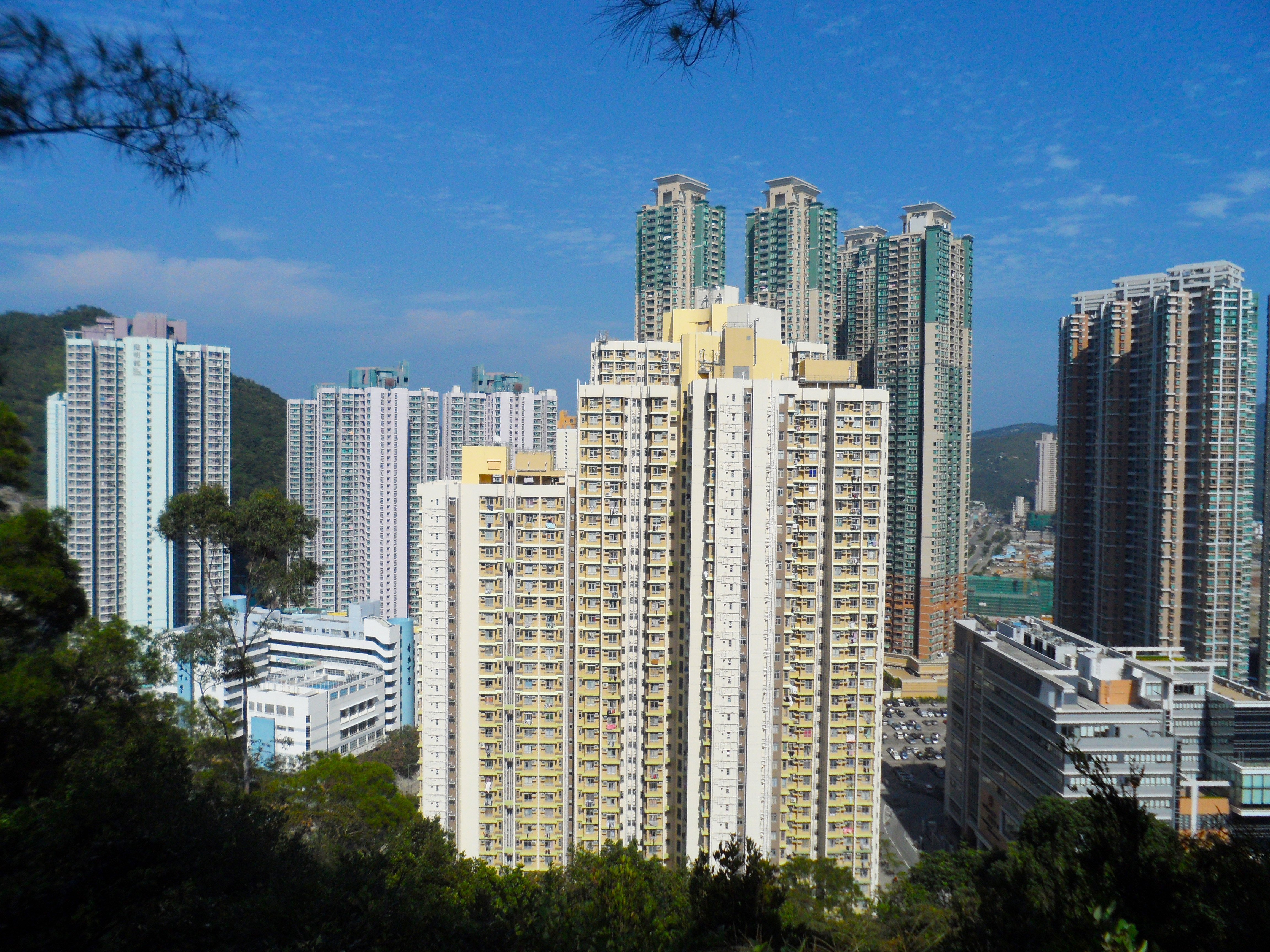
調景嶺

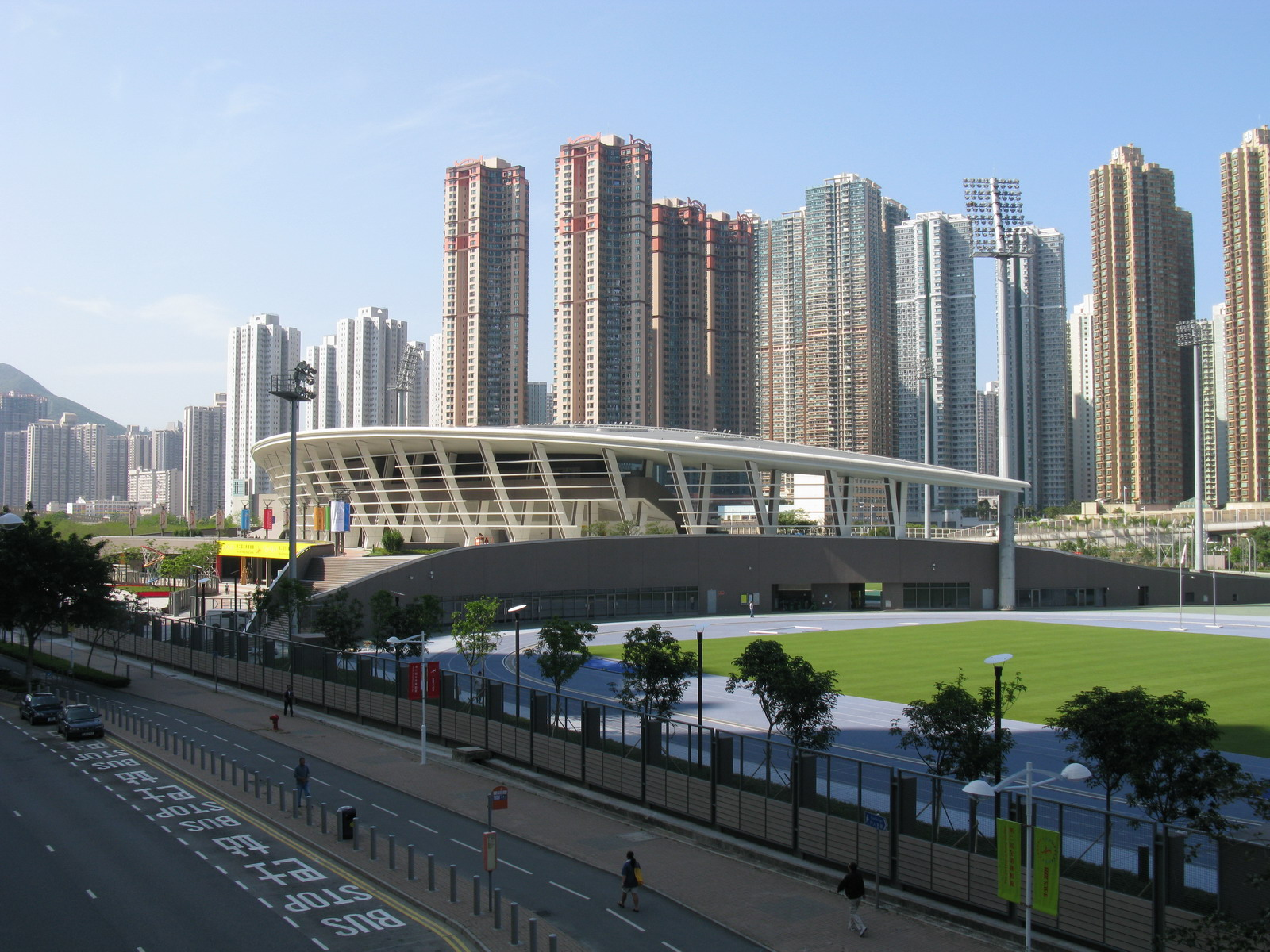
將軍澳運動場

日出康城

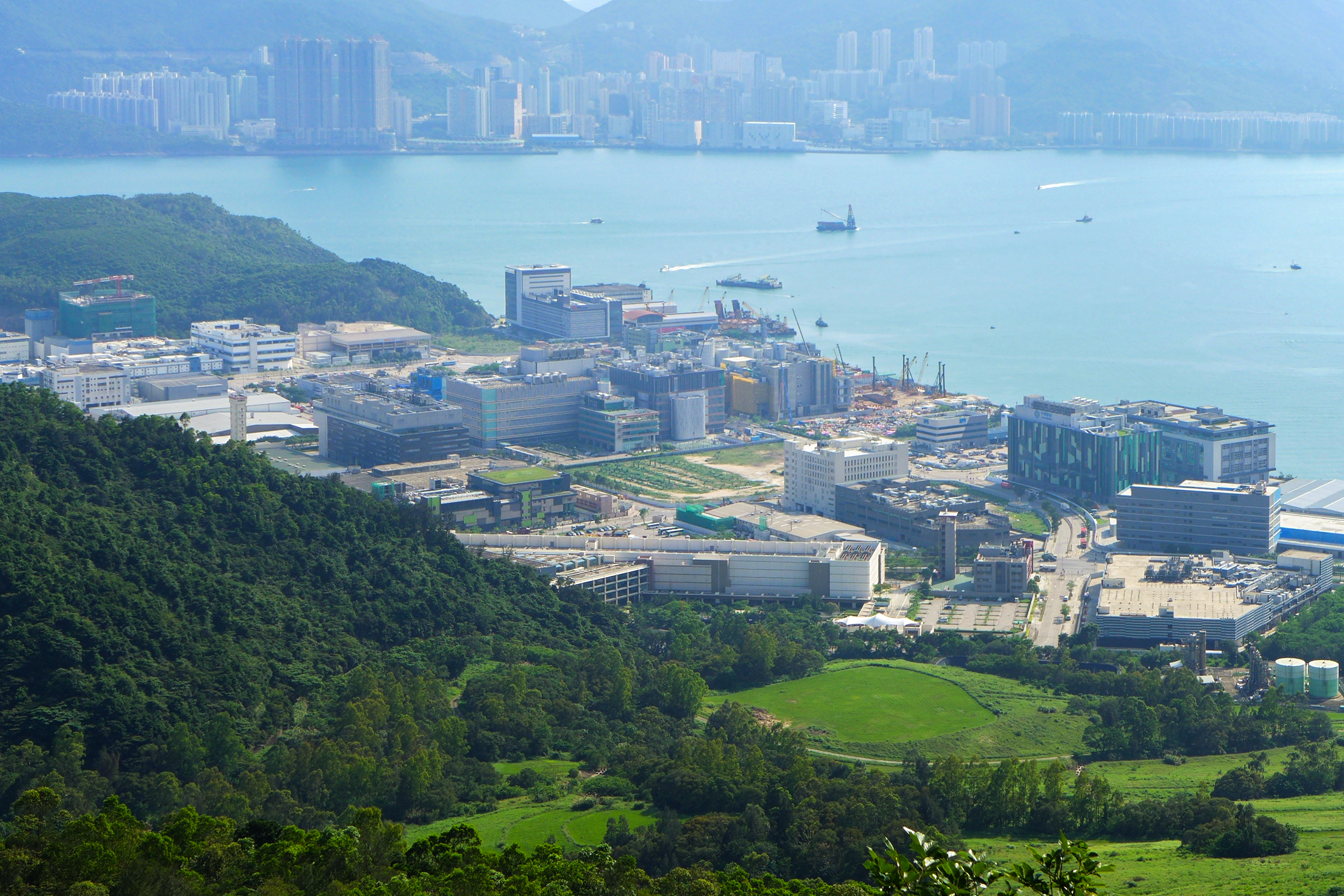
將軍澳工業邨

- 1989年6月：地名訂正委員會決定把將軍澳新市鎮的英文名稱，由"Junk Bay"改作"Tseung Kwan O"。
- 1990年：連接九龍藍田至將軍澳新市鎮的將軍澳隧道通車。
- 1994年：厚德商場開幕。
- 1995年：將軍澳工業邨落成。
- 1996年：政府清拆調景嶺平房區, 新都城中心一期落成。
- 1997年：東港城落成。
- 1998年：將軍澳市中心內首個公共屋邨尚德邨及尚德商場（現稱：TKO Spot）正式入伙和開幕。
- 1999年：地下鐵路將軍澳支綫動工。
- 2000年：新都城中心二期落成。
- 2002年8月18日：地鐵（今港鐵）將軍澳綫通車。
- 2006年：將軍澳運動場動工; 君薈坊及都會駅開幕。
- 2009年5月：將軍澳運動場落成開幕，迎接年底舉行的2009年東亞運動會。
- 2009年7月26日：港鐵康城站啟用。
- 2010年：位於調景嶺的香港知專設計學院落成，其校舍以空中平台設計，為區內地標。
- 2012年3月31日：將軍澳站商場「PopCorn」開幕，吸引了不少遊人到場參觀及購物。
- 2013年11月17日：將軍澳海濱公園正式啟用。
- 2013年12月30日：將軍澳香港單車館竣工。
- 2014年5月21日：立法會工務小組通過擴建將軍澳堆填區的撥款申請。
- 2015年5月29日：教育局公佈「分配空置校舍及全新土地作為國際學校發展」的結果，法國國際學校Victor Segalen Association Limited獲分配將軍澳市中心天晉附近的第67區用地；而英國Shrewsbury International School Hong Kong Limited獲分配日出康城對面峻瀅側的第85區用地，預計在2016/17學年和2018/19學年開始辦學。
- 2018年7月16日：香港足球總會旗下將軍澳足球訓練中心竣工。
- 2019年8月4日：將軍澳首次舉行大規模遊行，屬反對逃犯條例修訂草案運動的一部分，原本與港島西遊行同時舉行，惟最後只有將軍澳遊行獲批出不反對通知書，港島西改為集會。遊行原定於7月28日舉行，但因應7月21日元朗襲擊事件，主辦方遂宣布改期以支持「光復元朗」遊行示威活動。路線由寶林寶翠公園出發，途經寶林北路、坑口，以將軍澳單車公園為終點，並於該處舉行集會。後主辦方宣布遊行人數為15萬人，警方則稱經原定路線遊行的人數為2萬7000人。
- 2019年11月4日：香港科技大學學生周梓樂於尚德邨停車場離奇墮樓，周梓樂同學在2019年11月8日不治身故。坊間有說法指周同學是被警方從高處推下, 墮樓重傷, 延至2019年11月8日不治。
- 2020年8月23日：日出康城大型商場「The LOHAS 康城」開幕，吸引了不少遊人到場參觀及購物。
- 2021年7月1日：原定2018年首季開放的「海天晉滙」（Ocean PopWalk）開幕，為海天晉的基座商場。

## 主要道路

### 聯外幹道
- 將軍澳隧道（接駁位於觀塘區的將軍澳道）
- 寶琳路（接駁位於觀塘區的秀茂坪道）

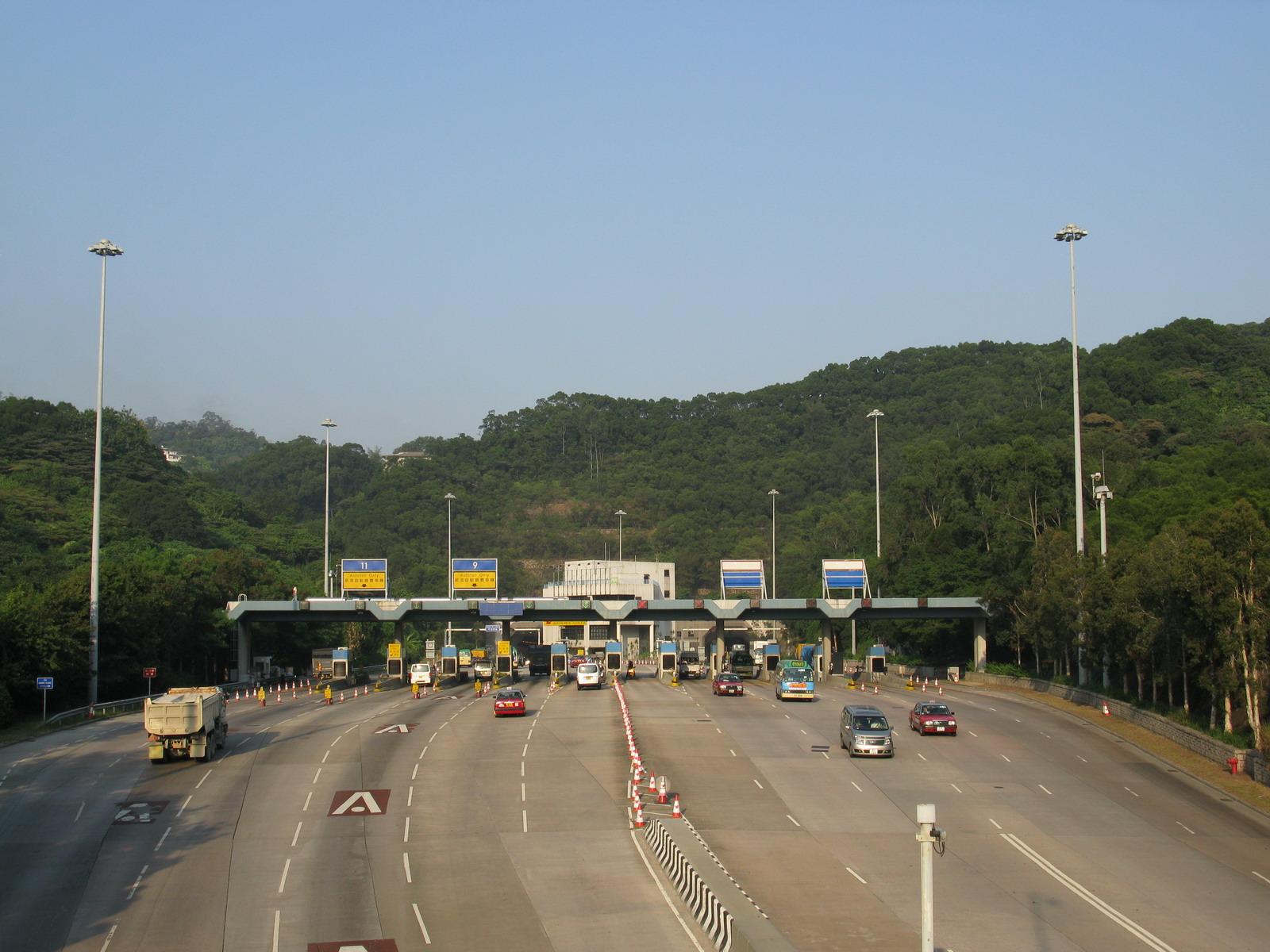
將軍澳隧道收費站

- 坑口道/影業路（接駁位於西貢區及觀塘區的清水灣道）
- 將軍澳－藍田隧道（接駁位於觀塘區的東南九龍T2主幹道）

### 區內幹道
- 寶琳北路（連接翠林、寶林及坑口）
- 寶康路（連接將軍澳市中心至寶林）
- 寶邑路（連接坑口、將軍澳市中心及調景嶺）
- 寶順路（連接坑口、將軍澳市中心及調景嶺）

環保大道（小赤沙段）

- 寶寧路（連接坑口至清水灣、寶林及將軍澳市中心）
- 環保大道（往將軍澳工業邨必經之路）
- 將軍澳隧道公路（將軍澳隧道將軍澳端唯一道路）
- 將藍公路
- 將軍澳跨灣連接路（連接將軍澳工業邨、日出康城、調景嶺、將軍澳市中心及將軍澳－藍田隧道）

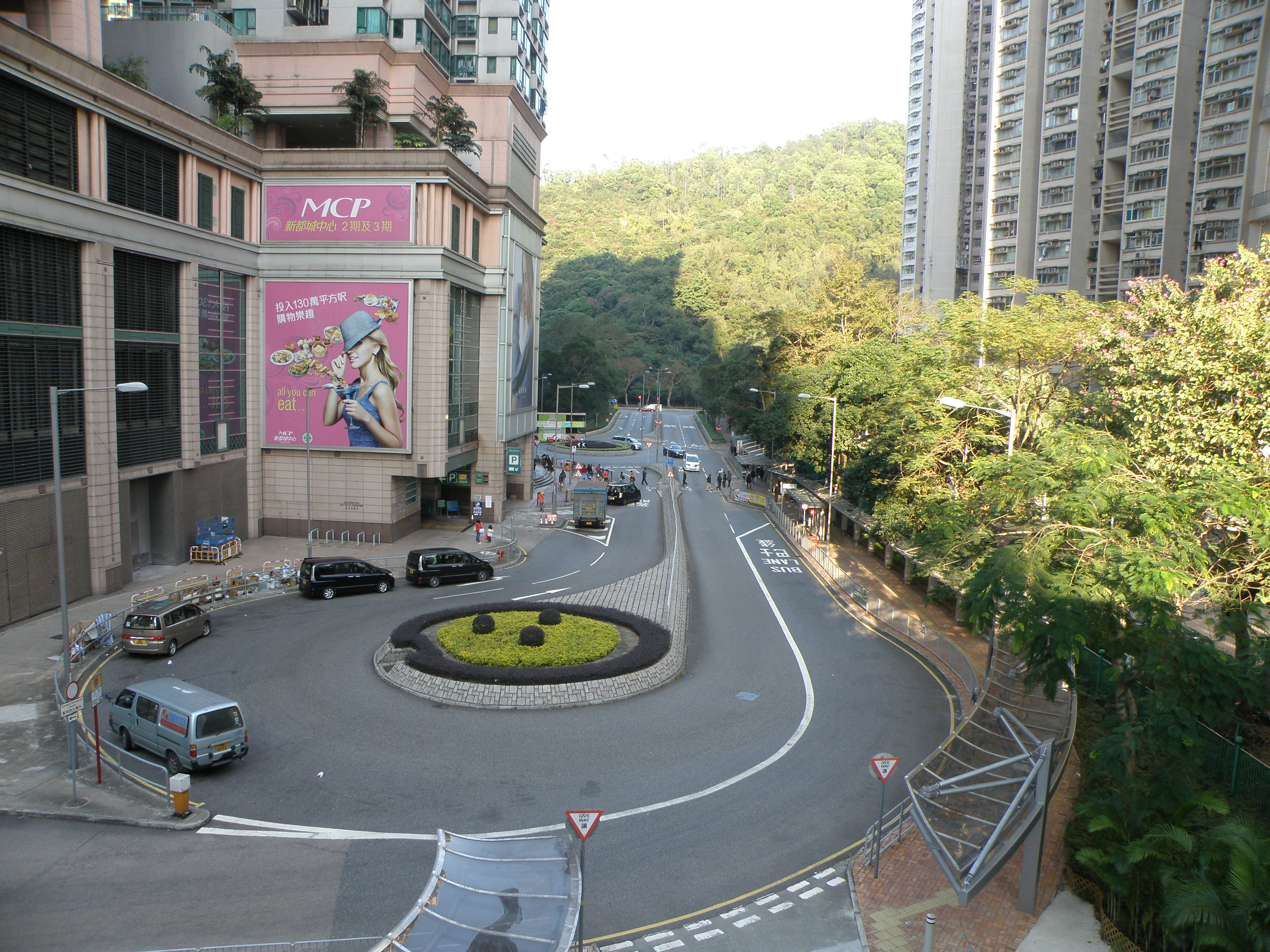
佳景路
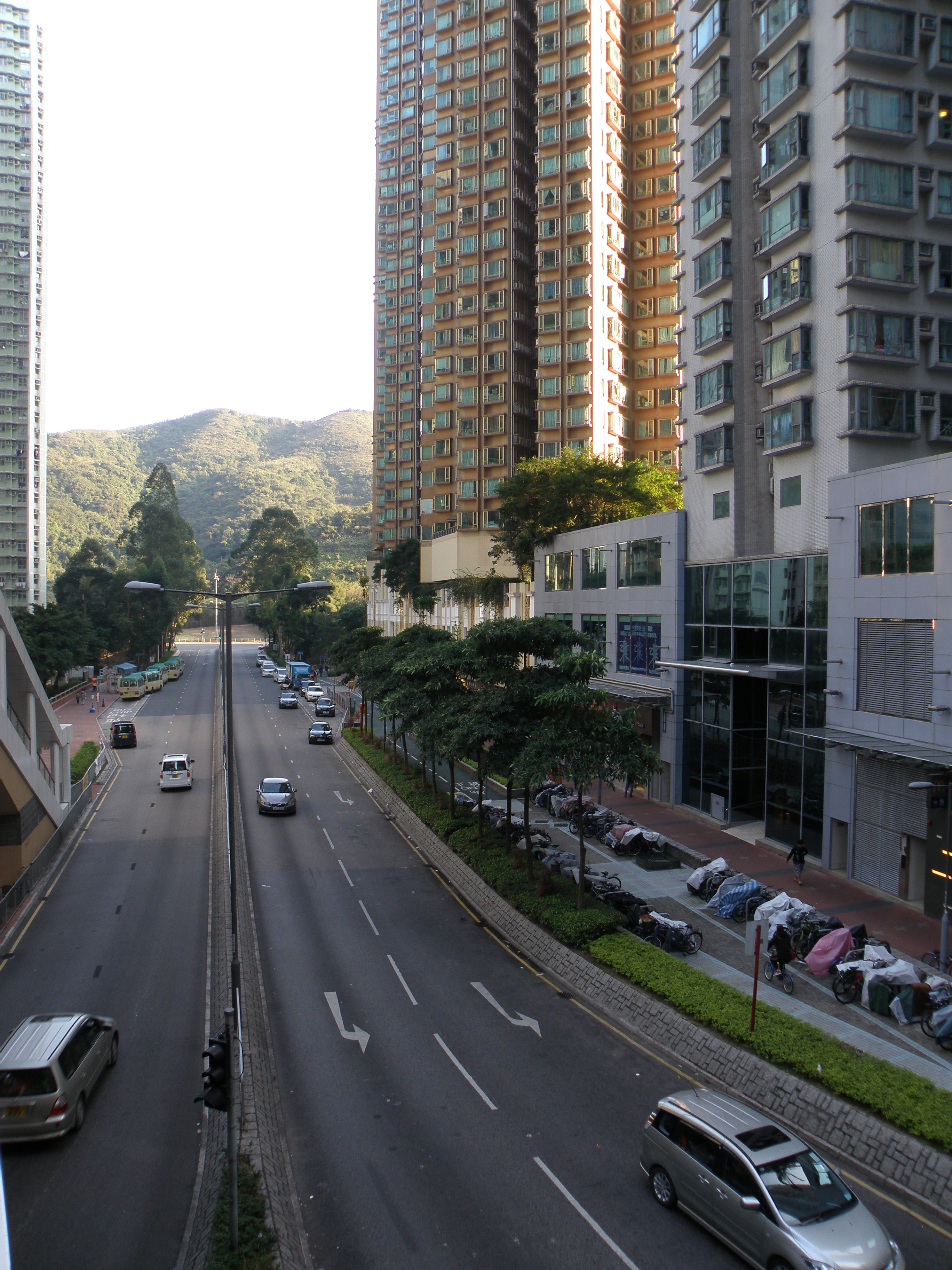
銀澳路

- 寶豐路（寶林主要街道）
- 欣景路（寶林主要街道）
- 佳景路（寶林主要街道）
- 常寧路（坑口主要街道）
- 重華路（坑口主要街道）
- 培成路（坑口主要街道）
- 銀澳路（坑口主要街道）
- 昭信路（坑口主要街道）
- 唐明街（將軍澳市中心主要街道）
- 至善街（將軍澳市中心主要街道）
- 唐俊街（將軍澳市中心主要街道）
- 景嶺路（調景嶺主要街道）
- 康城路（日出康城主要街道）

已消失
- 禮樂街[9][10]（現今天晉II範圍內）

- 佳景路
- 銀澳路

## 住宅

### 公共屋邨/公營房屋
- 厚德邨
- 明德邨
- 茵怡花園（香港房屋協會，同時作是居屋及出租公屋）
- 尚德邨
- 健明邨
- 善明邨
- 怡明邨
- 彩明苑（出租公屋部份）

#### 計劃/興建中公營房屋
房委會計劃，在將軍澳四幅用地增建8,170伙公營房屋，預計新增人口約22,900人，其中一幅已建成。
- 將軍澳電影城以東（佔地2.26公頃3,140個單位）2027/28年落成
- 將軍澳影業路以西北（佔地1.59公頃1,730個單位，已劃作居屋用途）2027/28年落成
- 將軍澳魷魚灣村以西（佔地2.95公頃四座2,700個單位，已劃作居屋用途）2027/28年落成

#### 過渡性房屋
- 將軍澳唐賢街過渡性房屋項目（1幢約4層高住宅樓宇提供約282個單位）2023年第2季落成
- 將軍澳至善街（寶邑路）過渡性房屋項目（2幢約4層高住宅樓宇提供約413個單位）2023年第2季落成

#### 租者置其屋公共屋邨

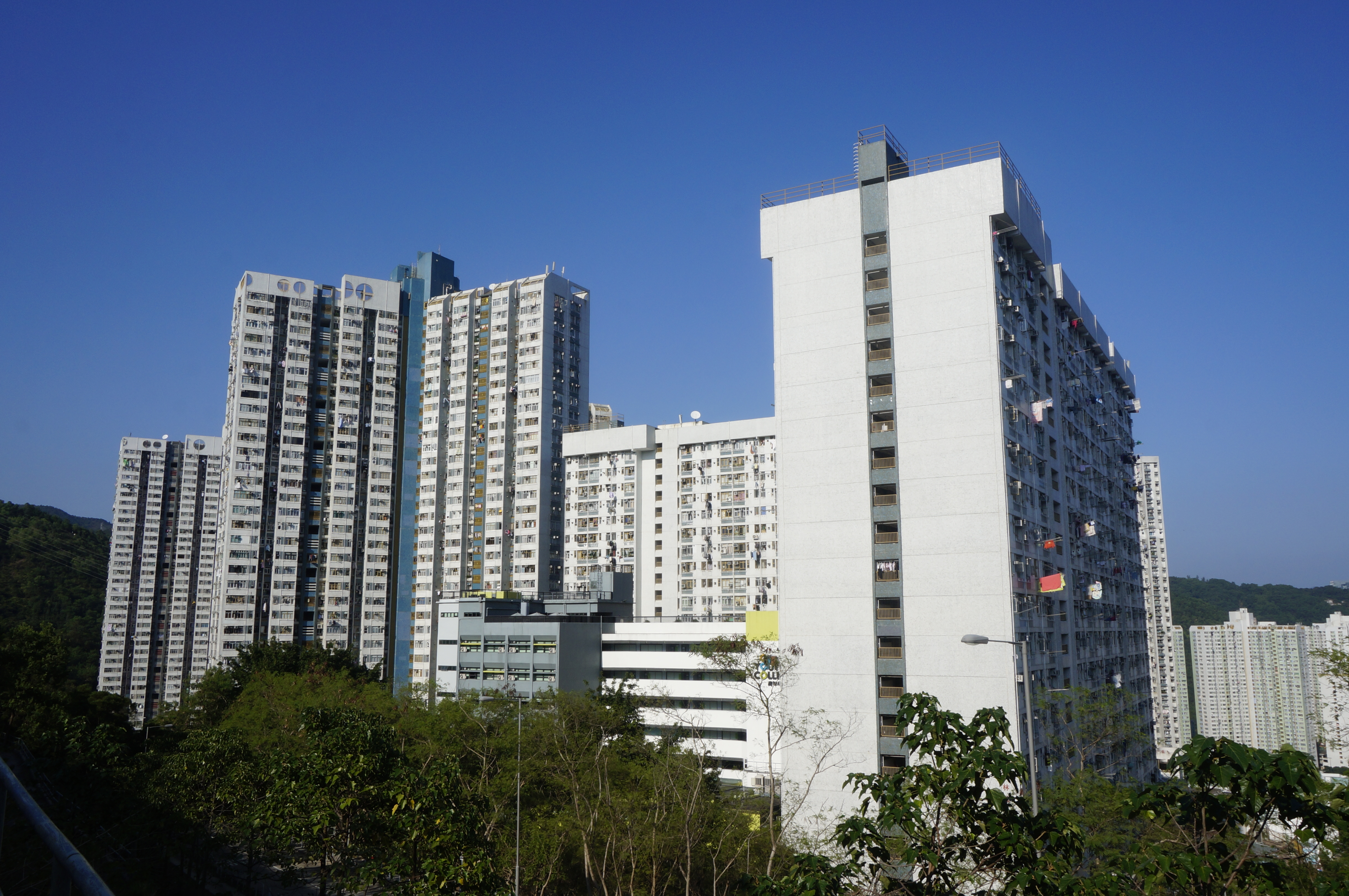
翠林邨
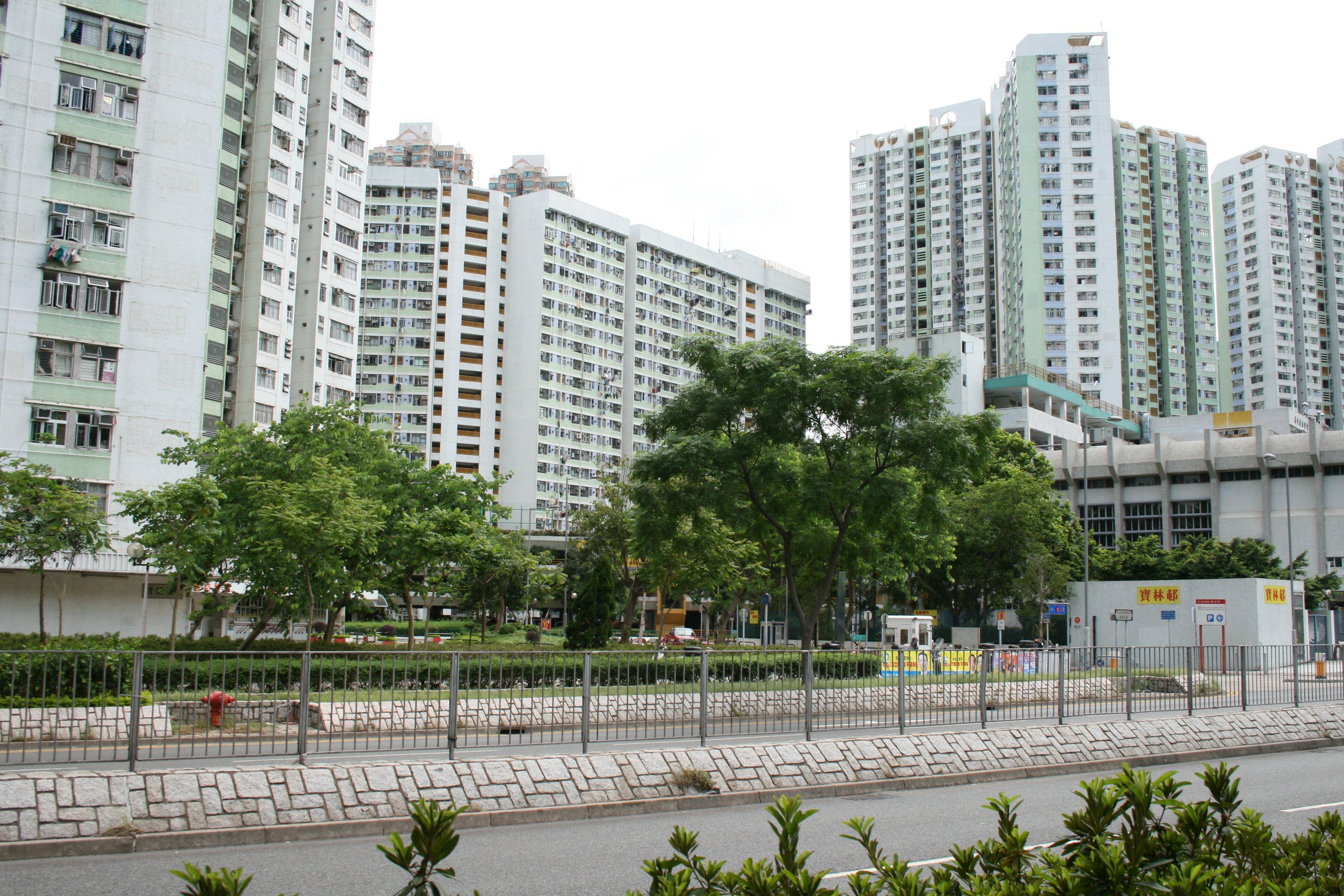
寶林邨
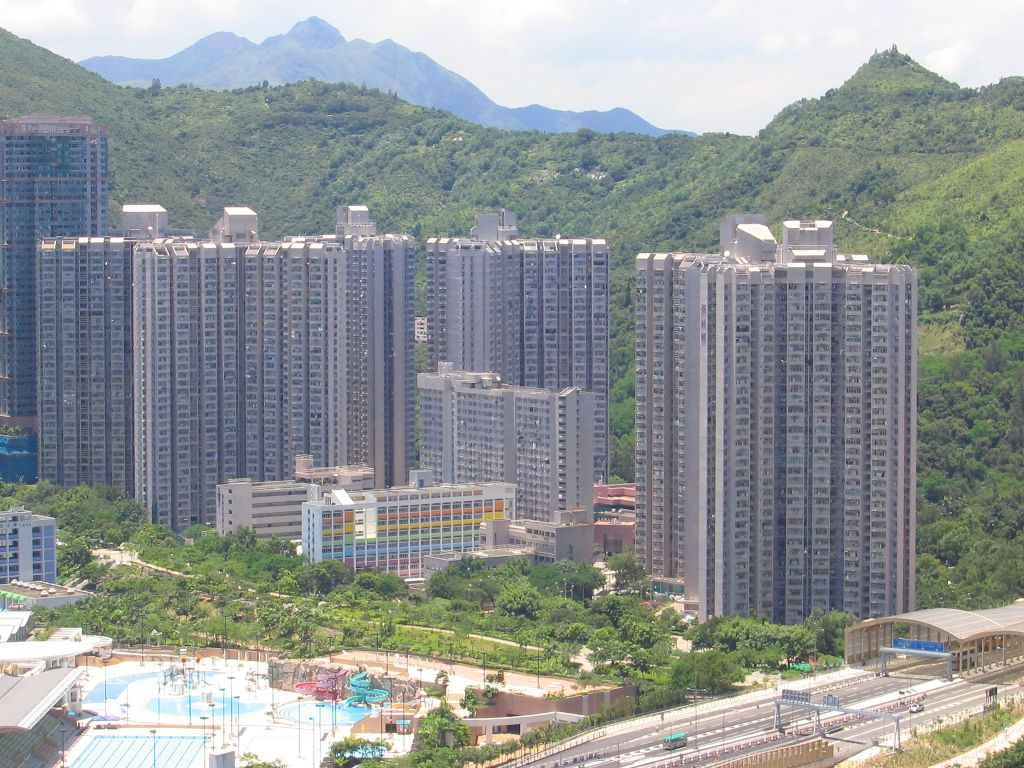
景林邨
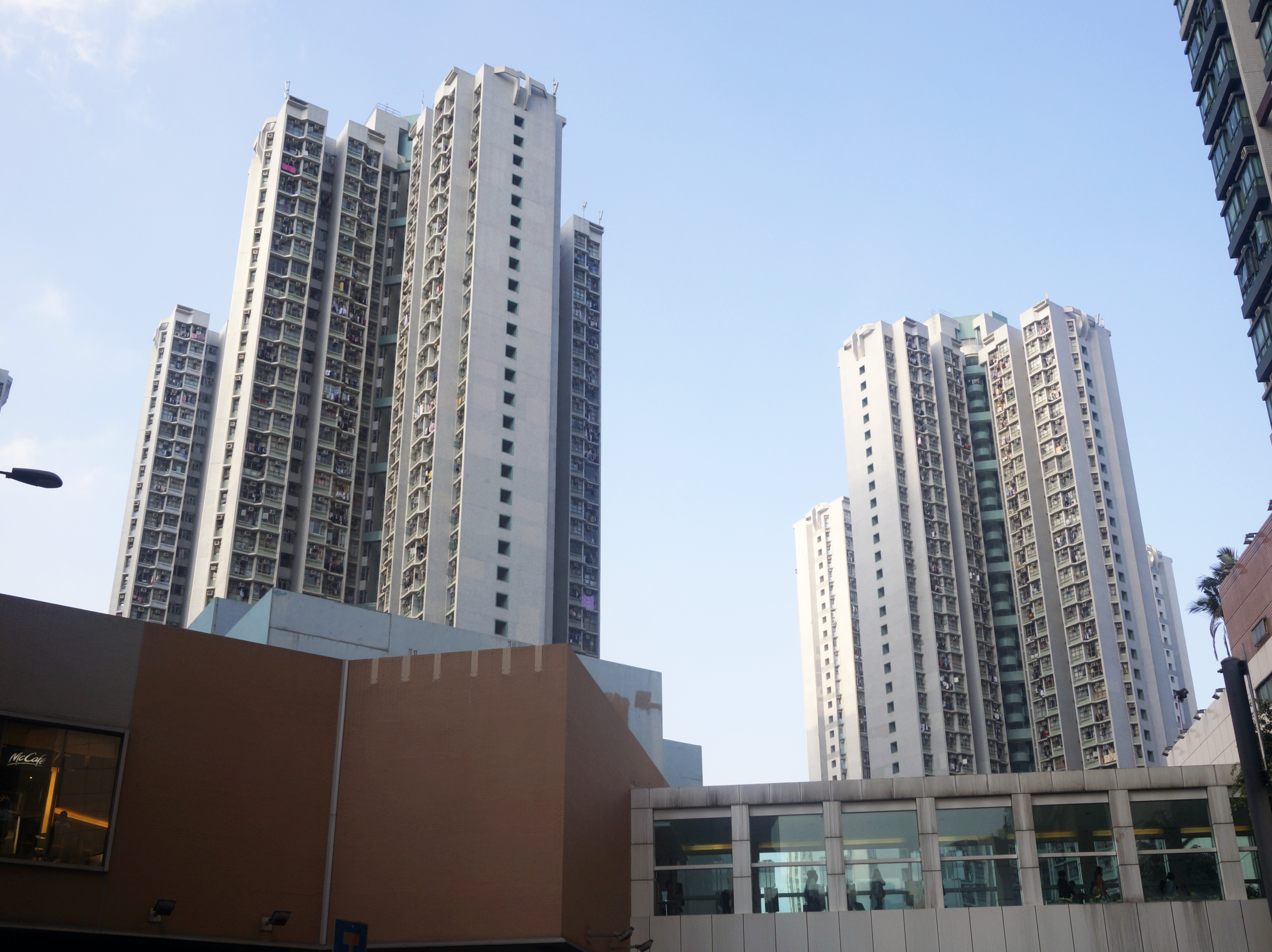
厚德邨
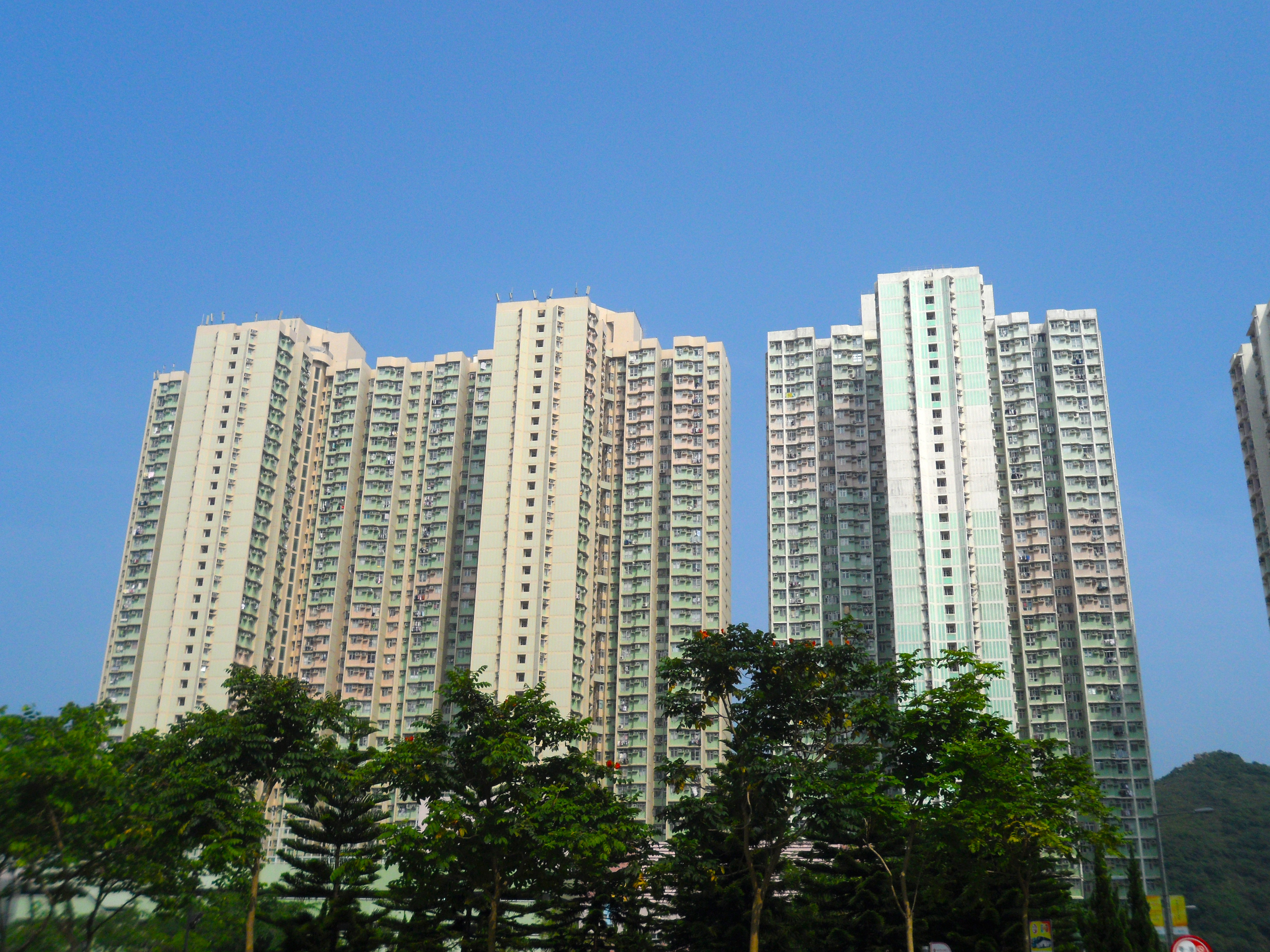
明德邨
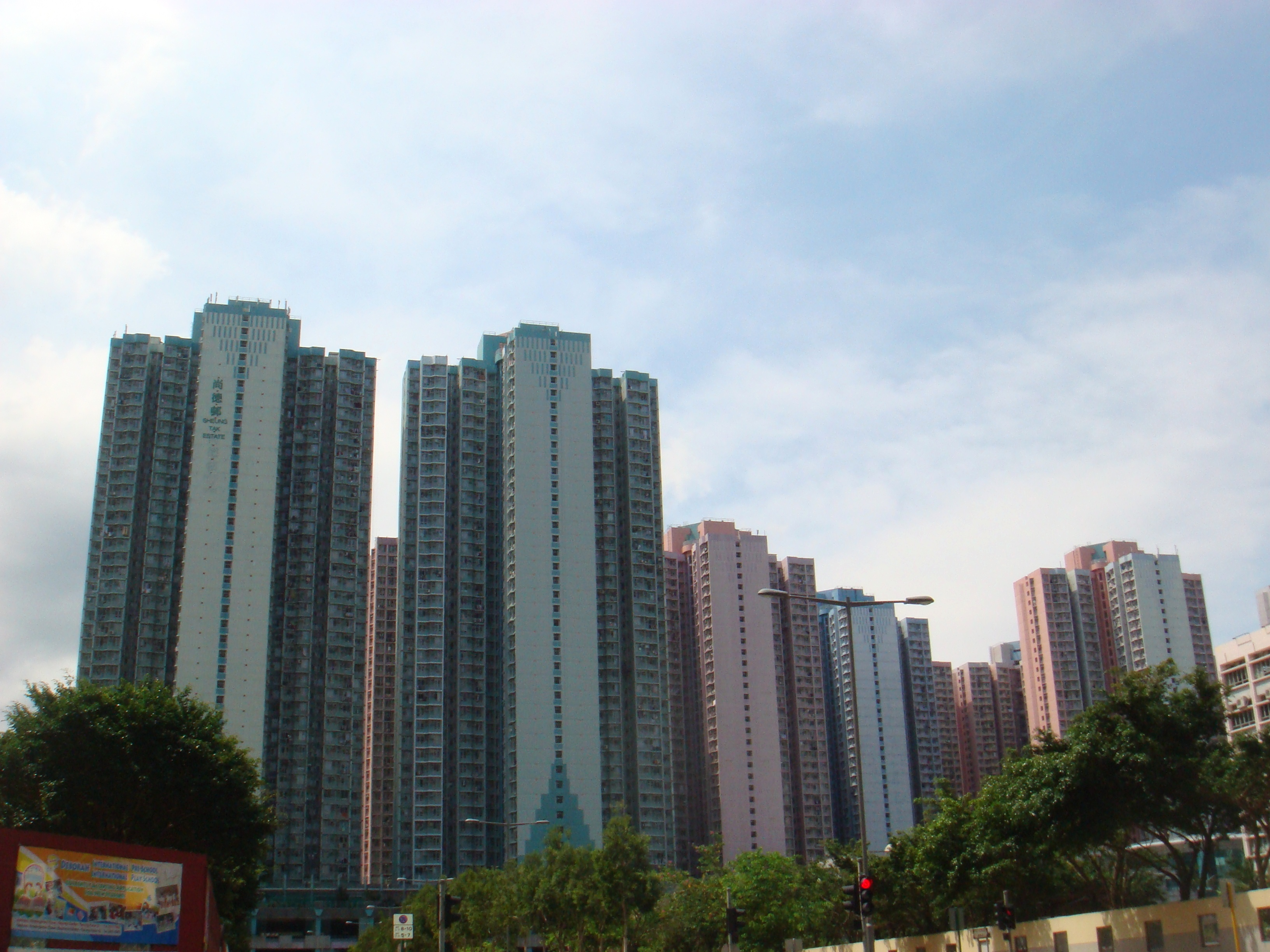
尚德邨
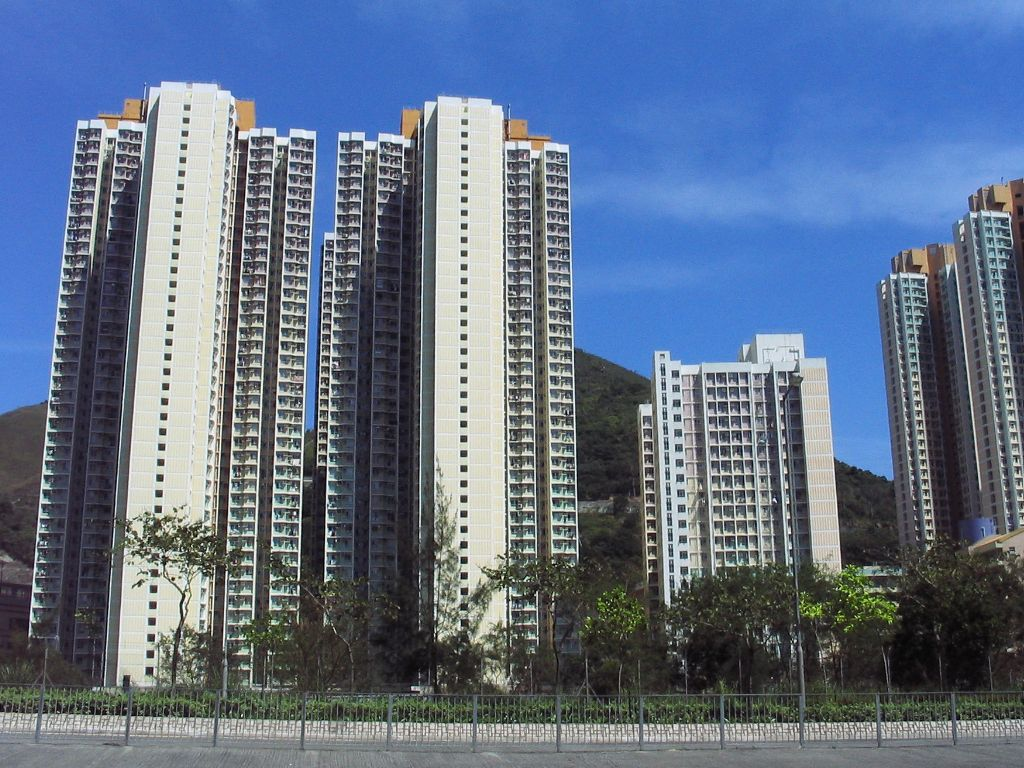
彩明苑（出租公屋部份）
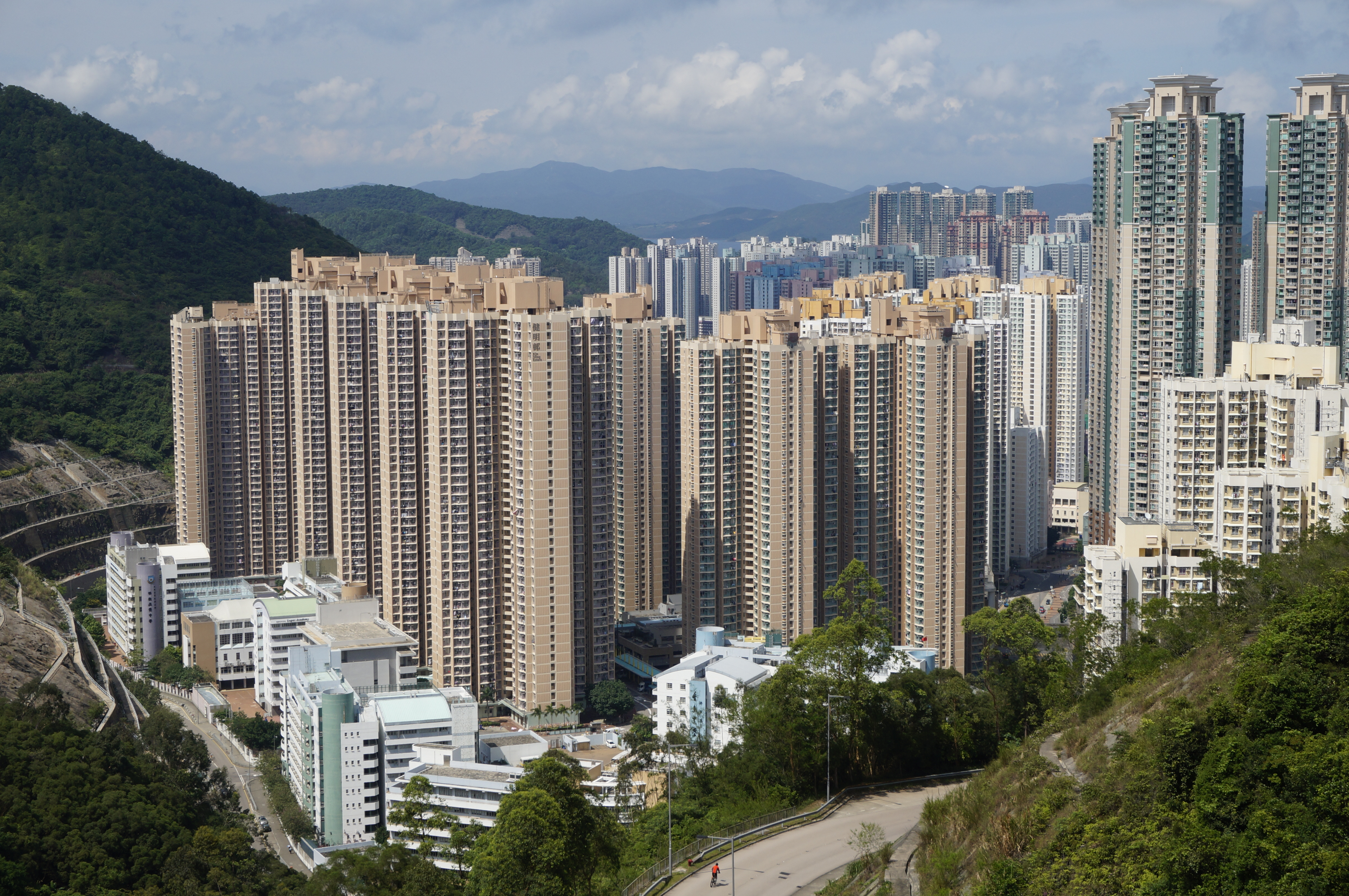
健明邨
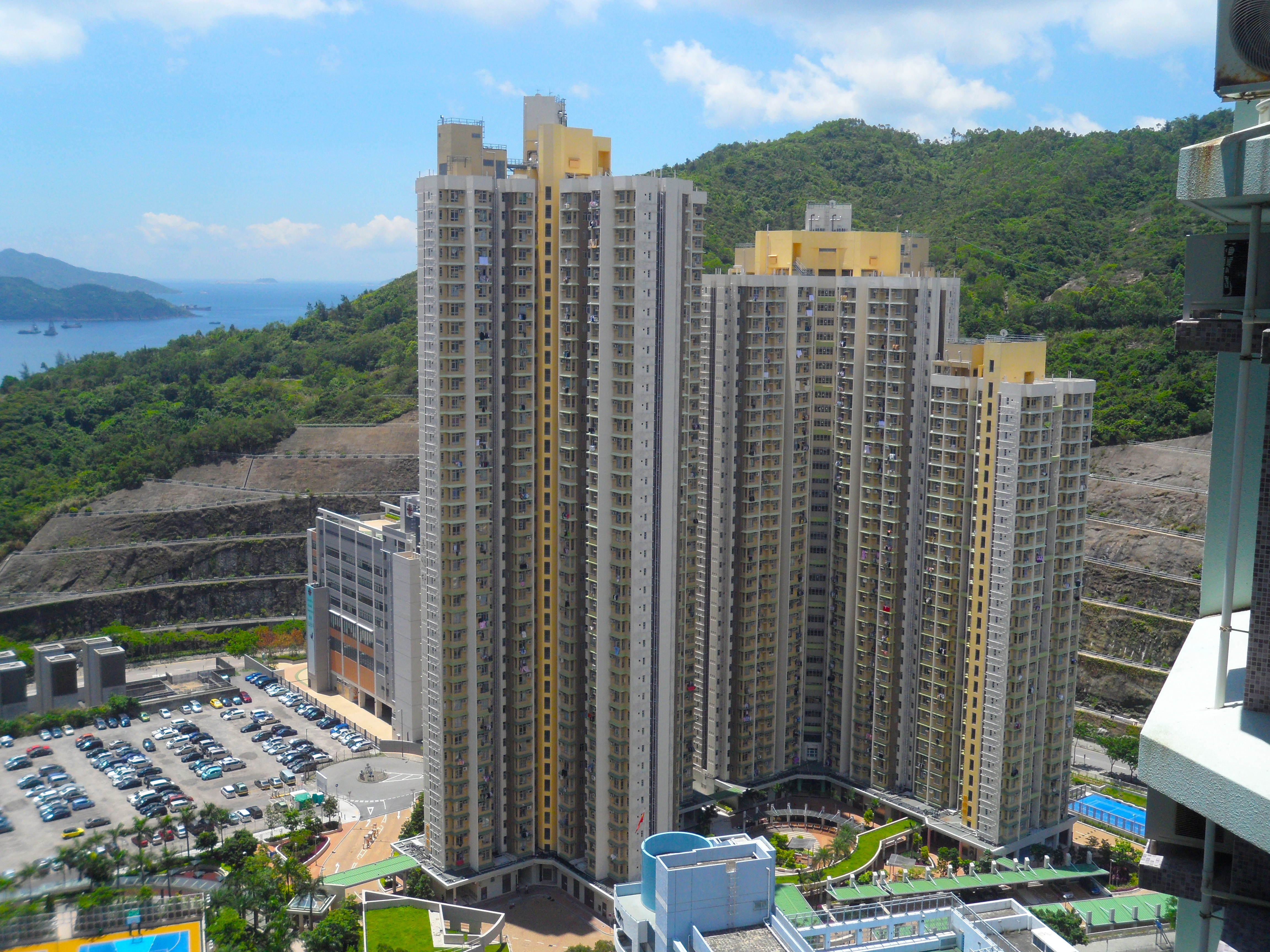
善明邨
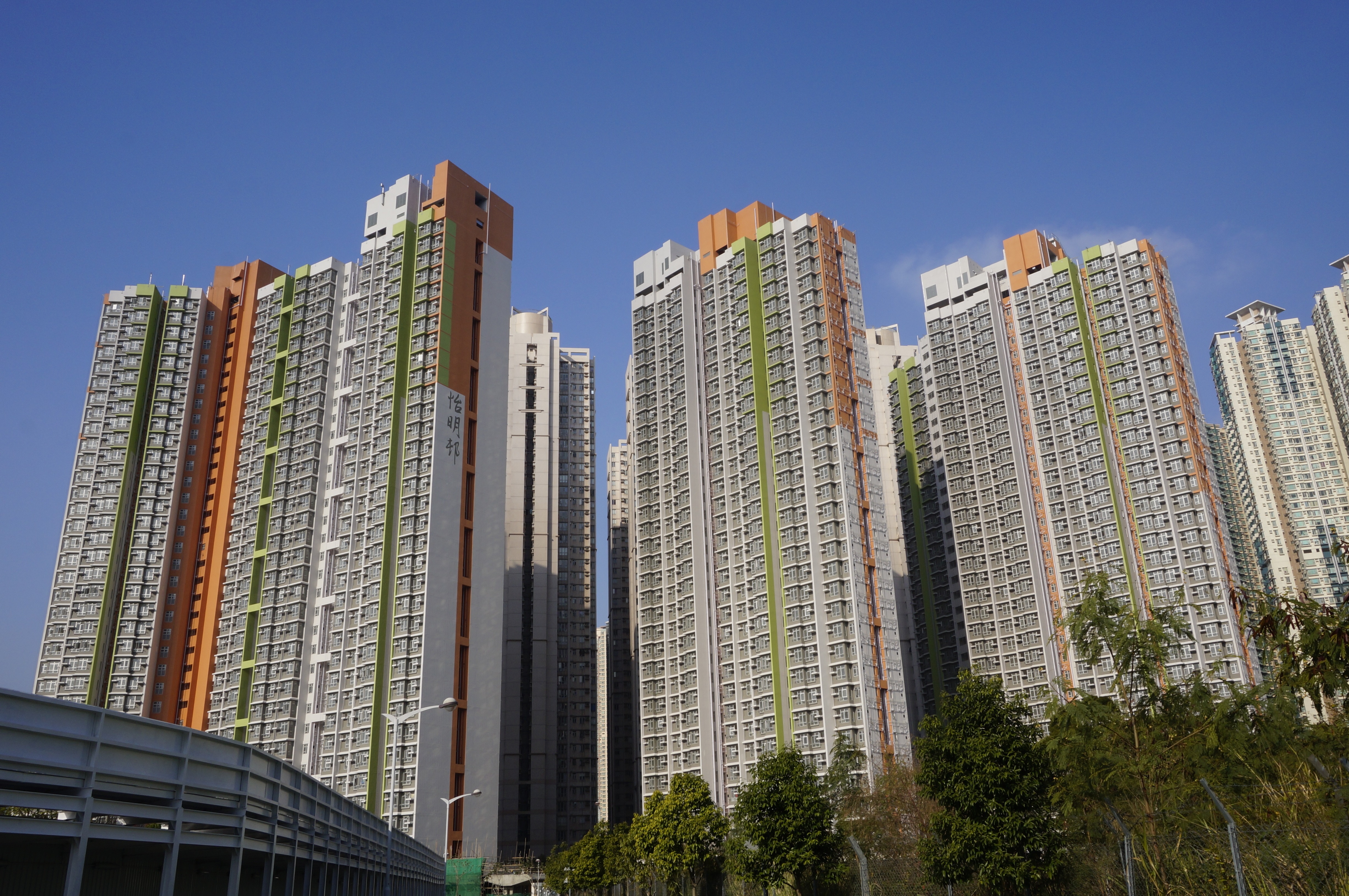
怡明邨

- 翠林邨
- 寶林邨
- 景林邨
- 厚德邨
- 明德邨
- 尚德邨
- 彩明苑（出租公屋部份）
- 健明邨
- 善明邨
- 怡明邨

### 居屋屋苑
| 屋苑名稱       | 座數 | 單位數目                                | 屋苑名稱 | 座數 | 單位數目 |
| -------------- | ---- | --------------------------------------- | -------- | ---- | -------- |
| 香港房屋委員會 |      |                                         |          |      |          |
| 景明苑         | 3    | 1050                                    | 顯明苑   | 1    | 759      |
| 英明苑         | 5    | 1750                                    | 廣明苑   | 7    | 4526     |
| 欣明苑         | 5    | 1750                                    | 寶明苑   | 2    | 1476     |
| 浩明苑         | 1    | 816                                     | 唐明苑   | 3    | 1920     |
| 頌明苑         | 5    | 1750                                    | 和明苑   | 4    | 1640     |
| 裕明苑         | 2    | 1216                                    | 彩明苑   | 6    | 1920     |
| 煜明苑         | 3    | 1824                                    | 雍明苑   | 2    | 1395     |
| 昭明苑         | 1    | 594                                     |          |      |          |
| 香港房屋協會   |      |                                         |          |      |          |
| 茵怡花園       | 7    | 第1至6座： 1894個出售 第7座： 971個出租 | 翠嶺峰   | 1    | 320      |

#### 私人參建居屋
| 屋苑名稱 | 發展商              | 座數 | 單位數目 |
| -------- | ------------------- | ---- | -------- |
| 康盛花園 | 瑞安建業            | 5    | 1850     |
| 富寧花園 | 德榮建築 今標準資源 | 6    | 2450     |
| 安寧花園 | 德榮建築 今標準資源 | 6    | 2300     |
| 富康花園 | 其士集團            | 10   | 3966     |
| 寶盈花園 | 瑞安建業            | 8    | 3200     |

### 香港房屋協會夾心階層住屋
- 翠軒
- 樂頤居（長者安居樂屋苑，由基督教靈實協會管理）

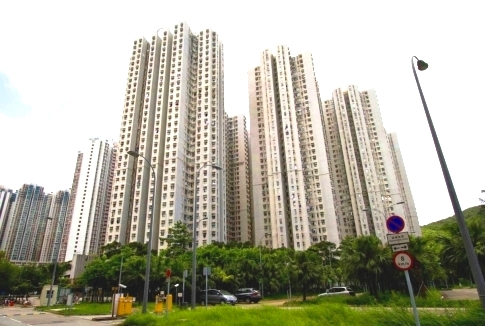
富寧花園
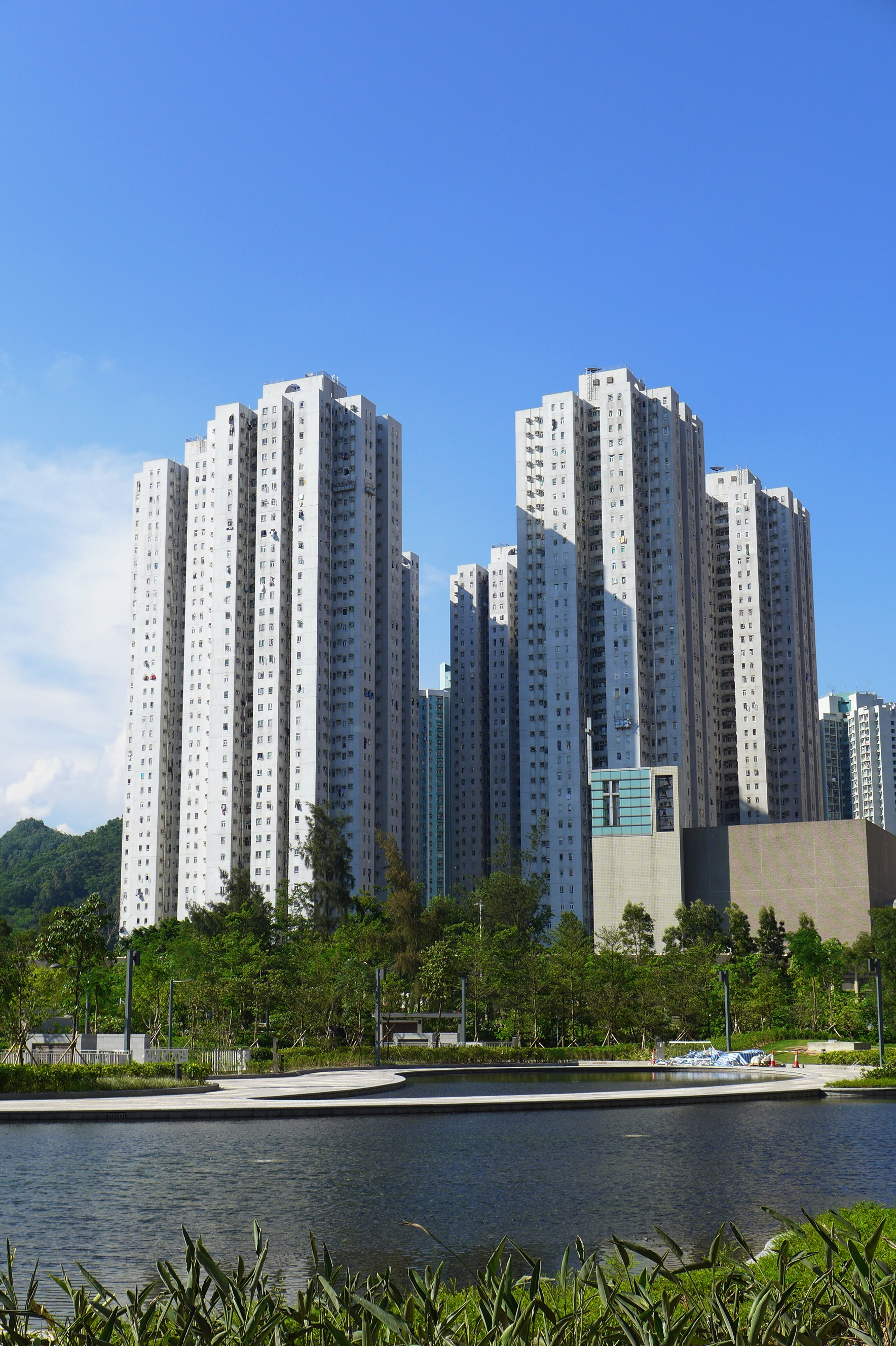
安寧花園
頌明苑
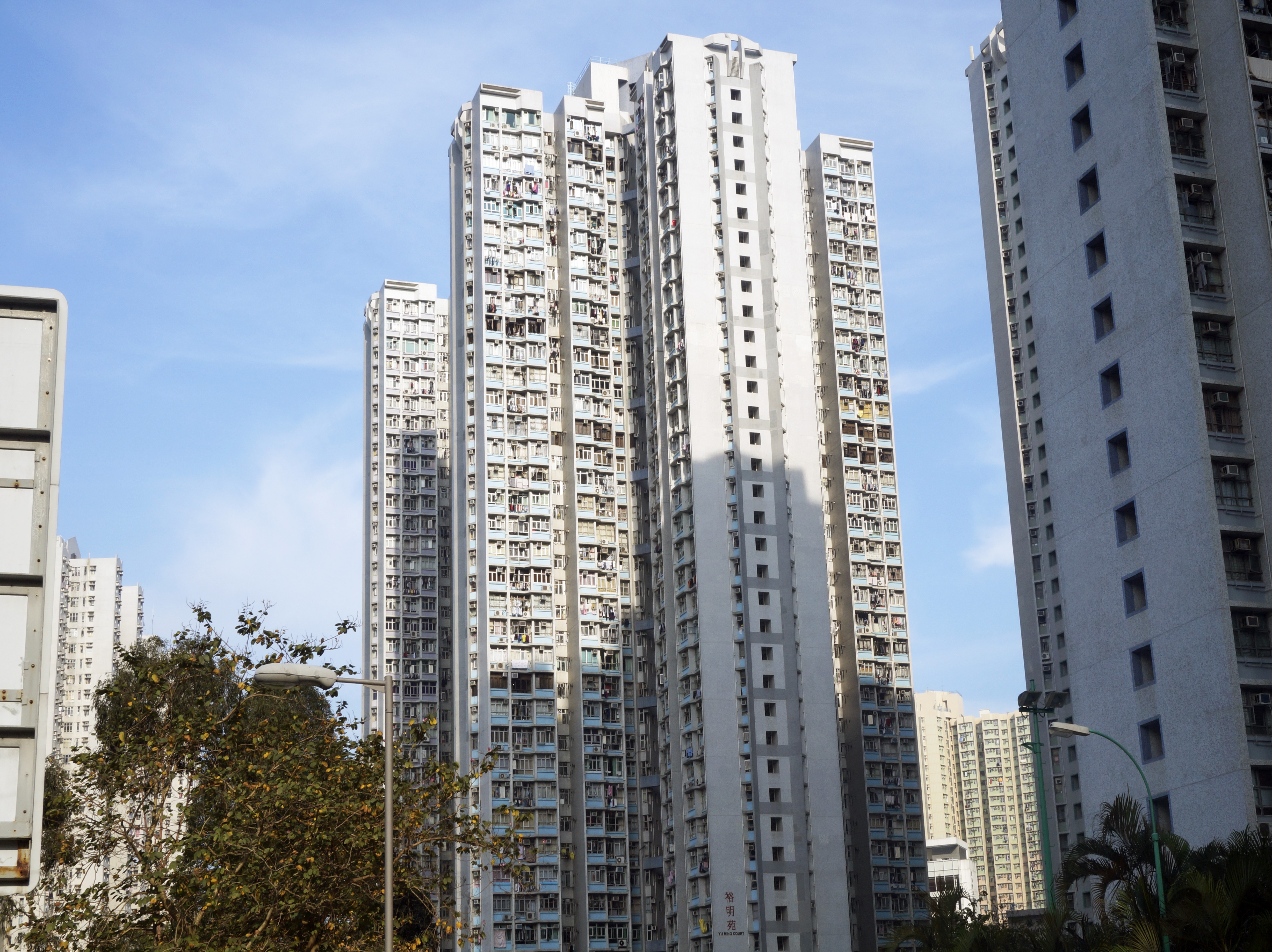
裕明苑
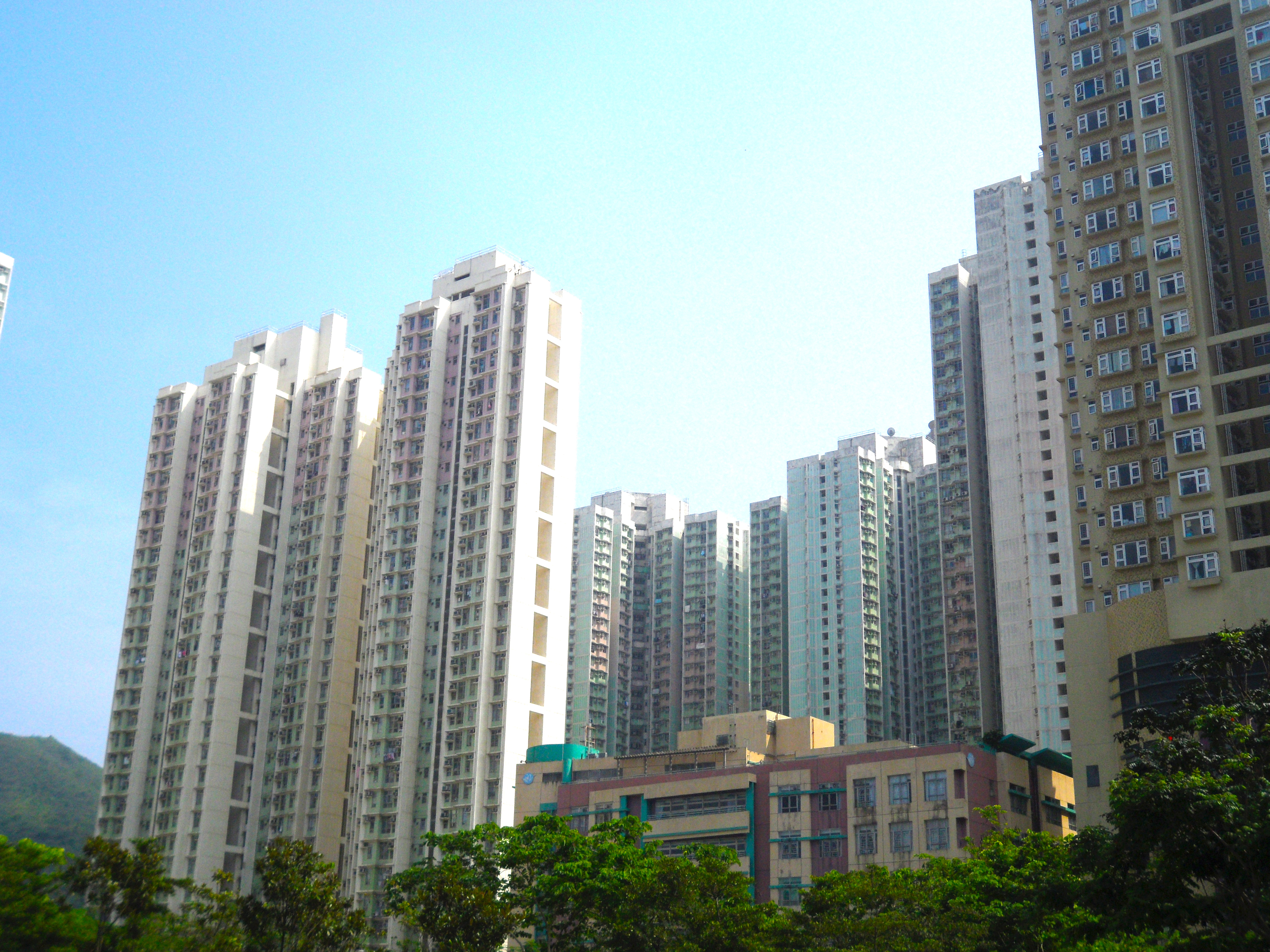
煜明苑與和明苑
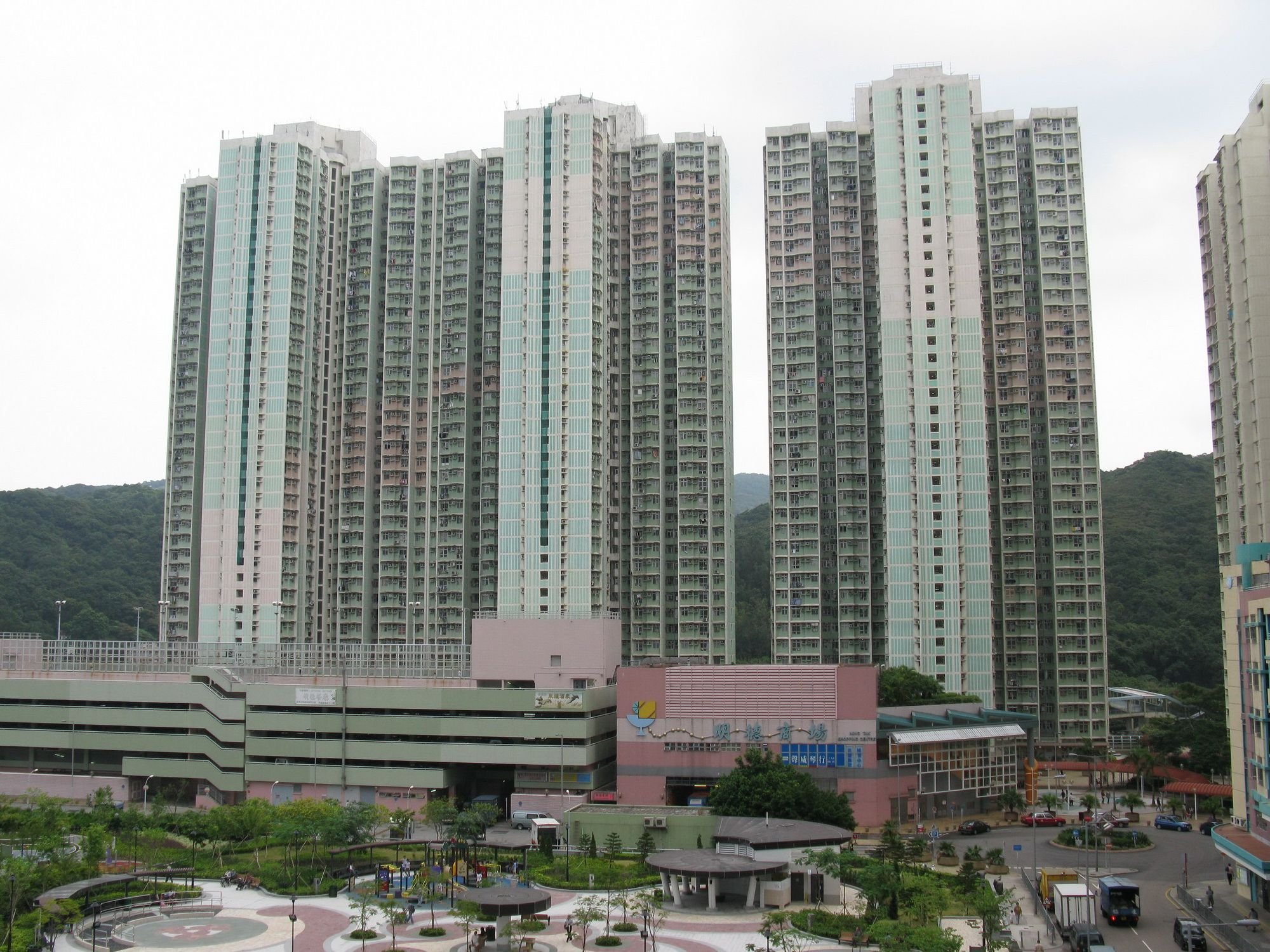
顯明苑
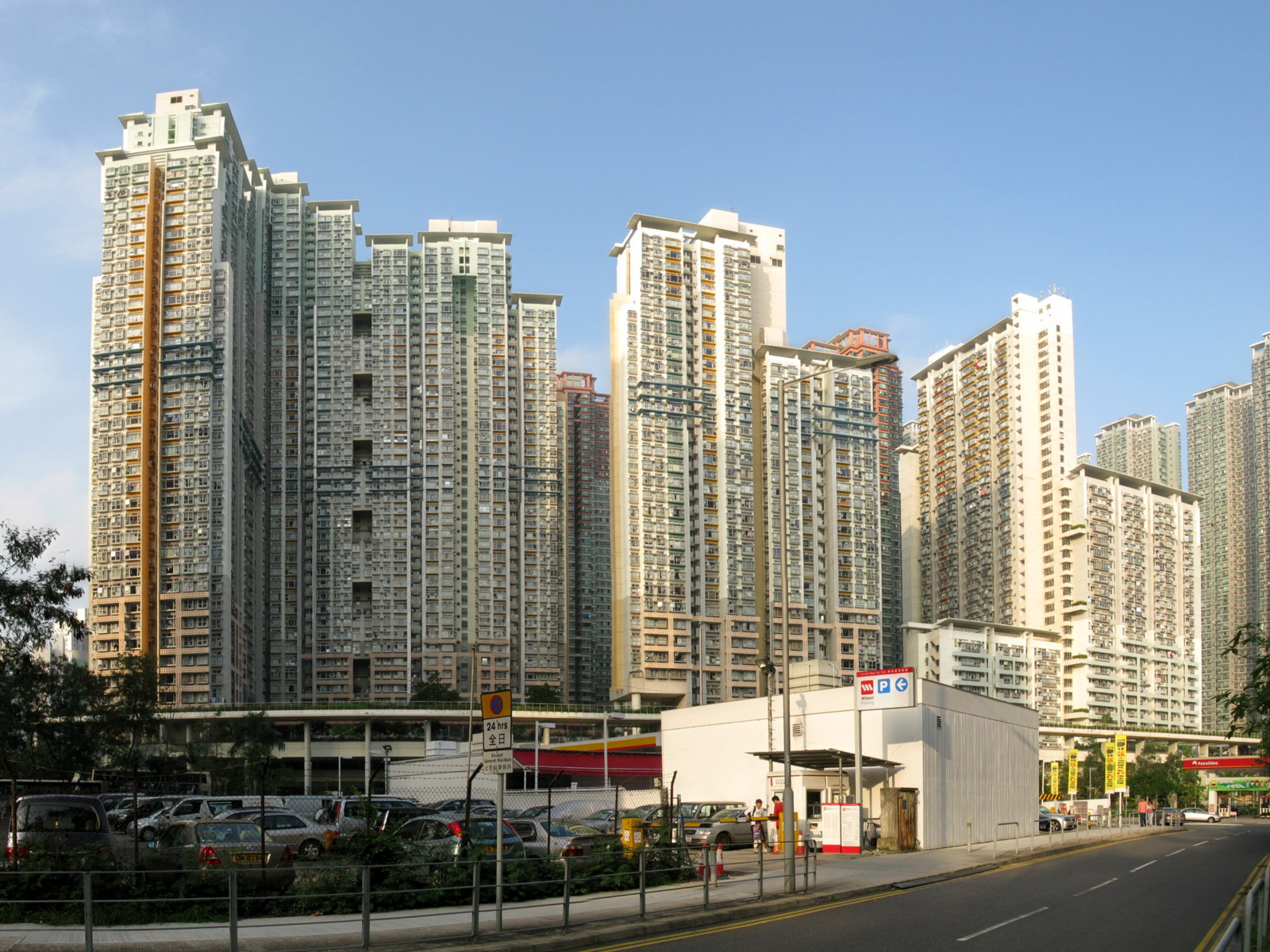
茵怡花園
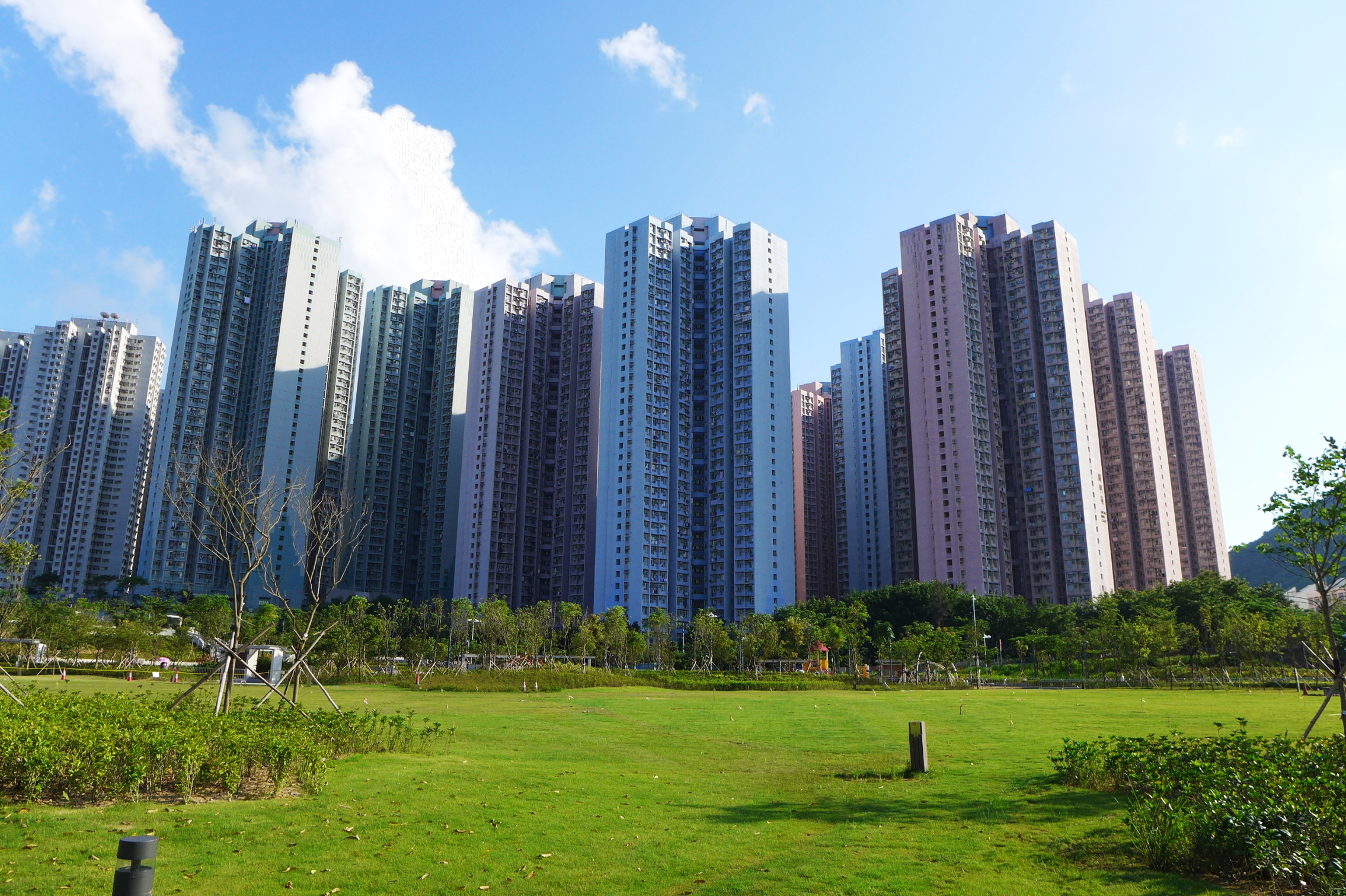
廣明苑與寶明苑
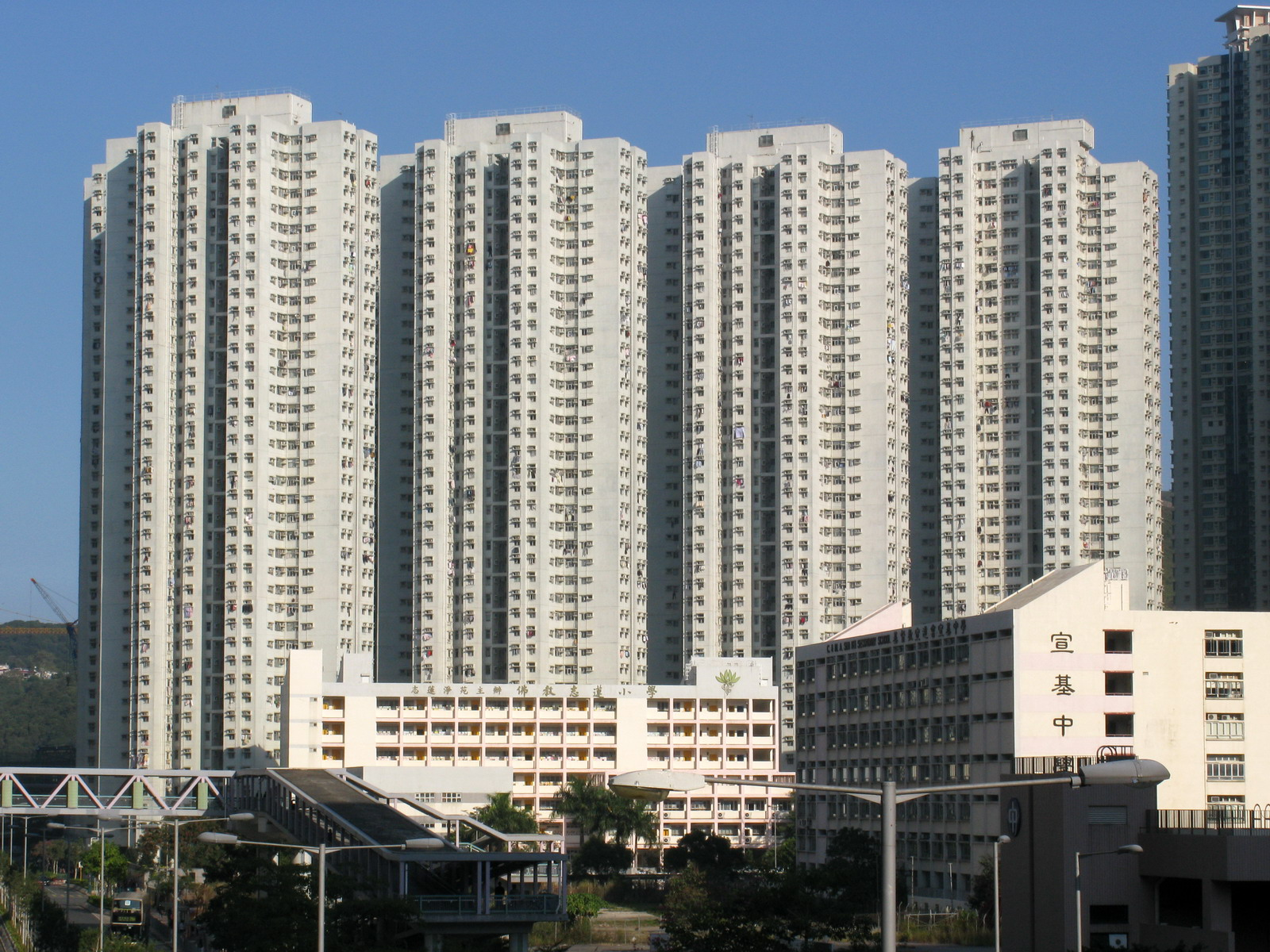
富康花園
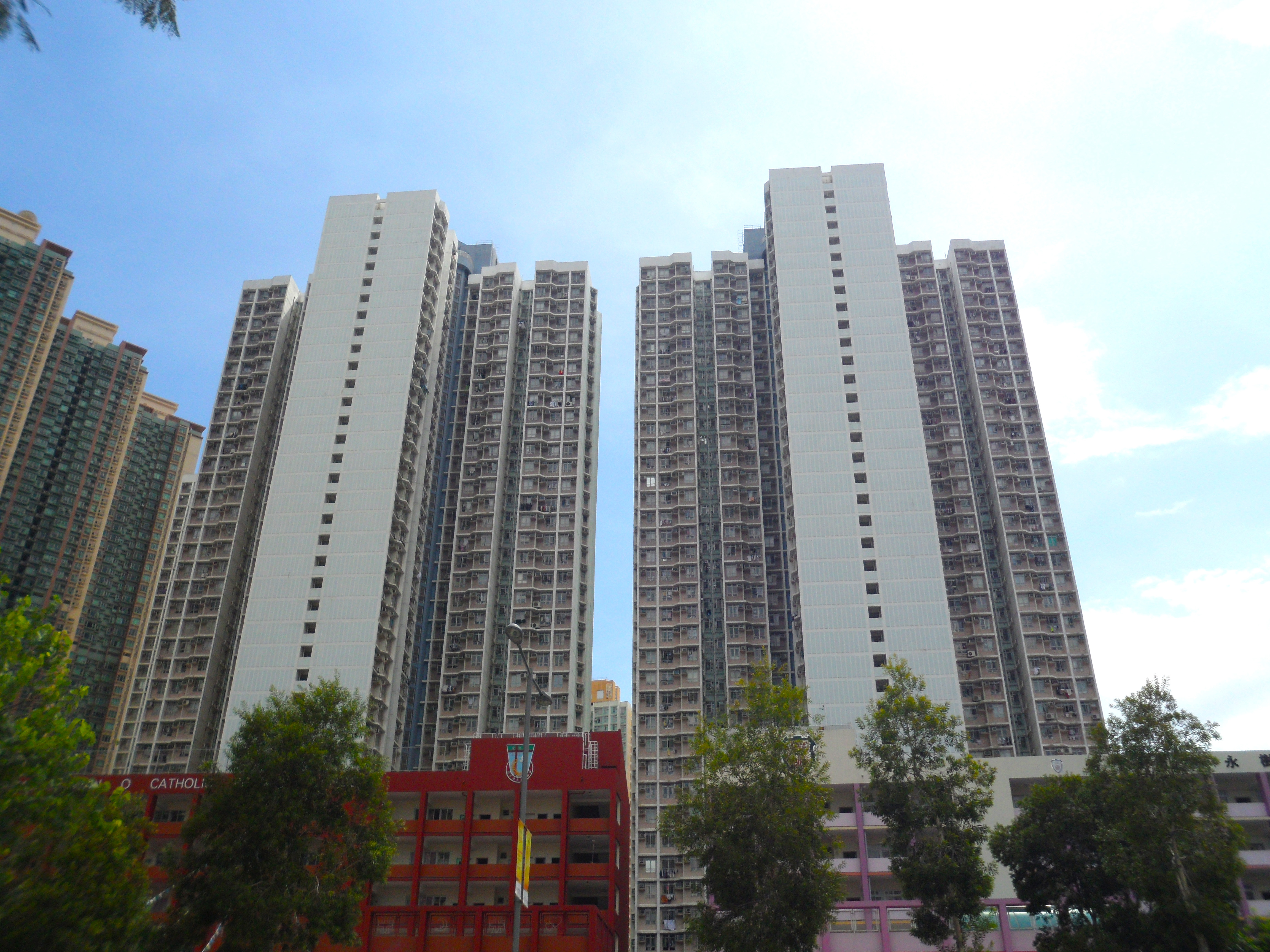
唐明苑
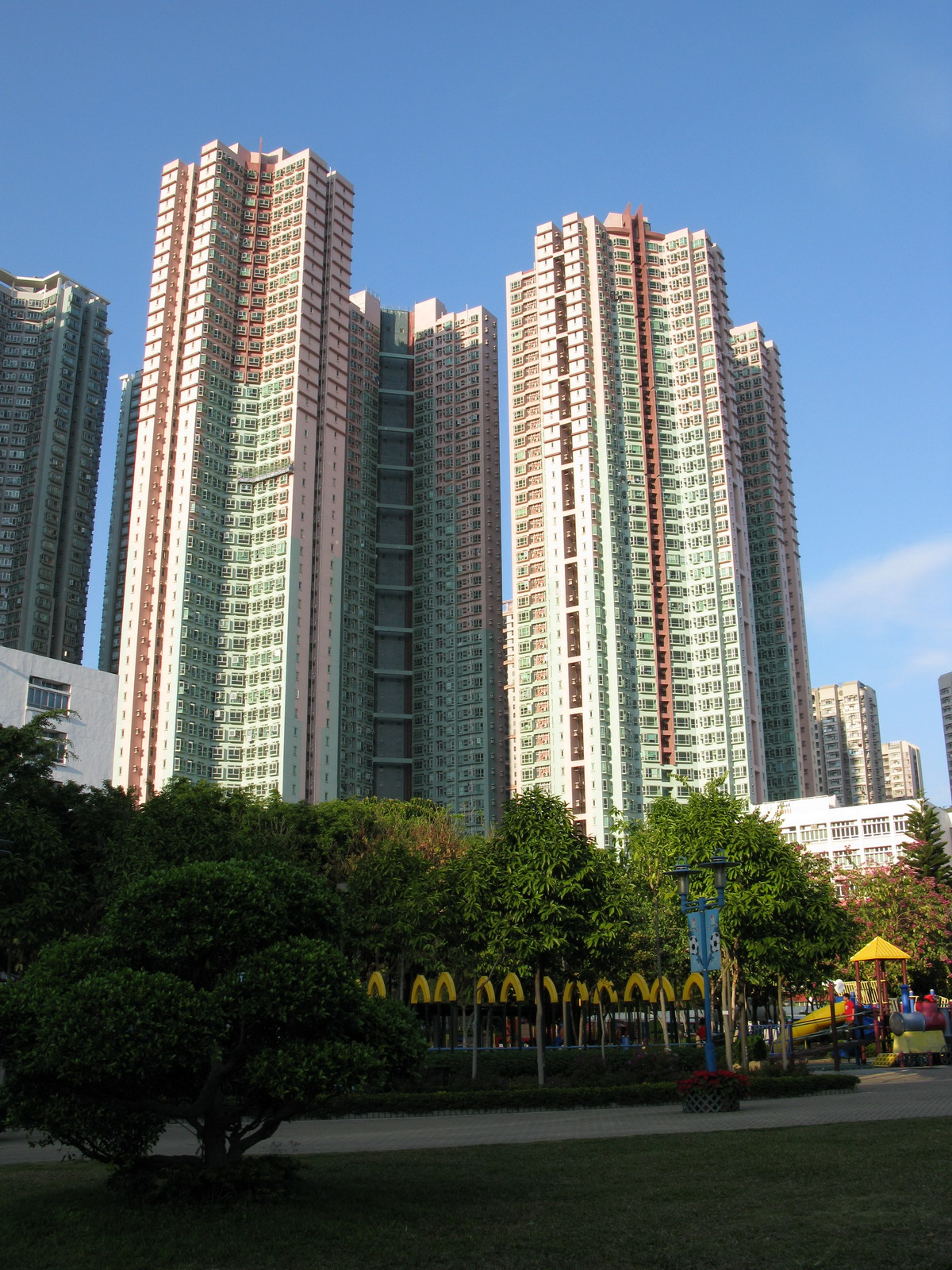
叠翠軒
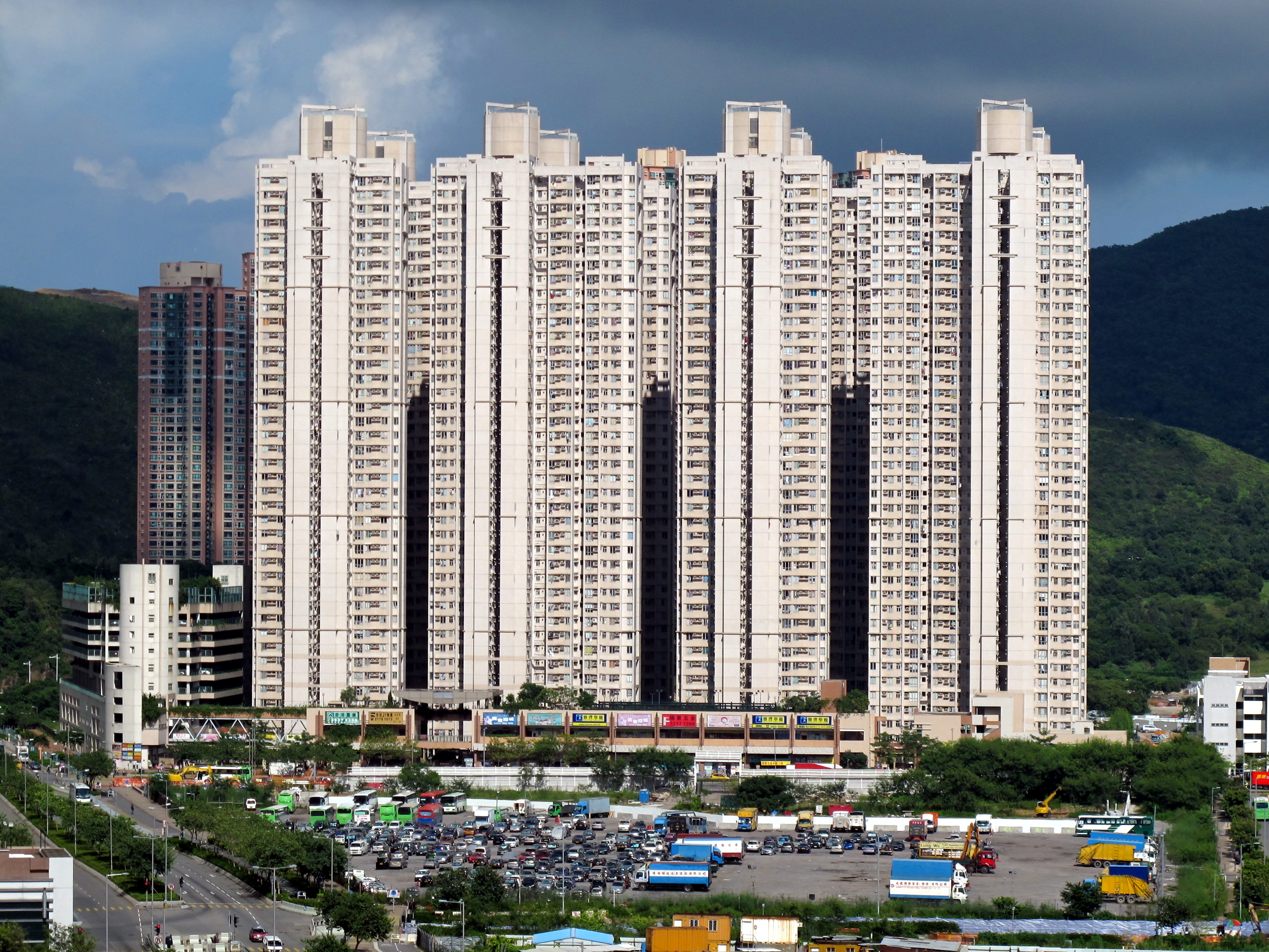
寶盈花園
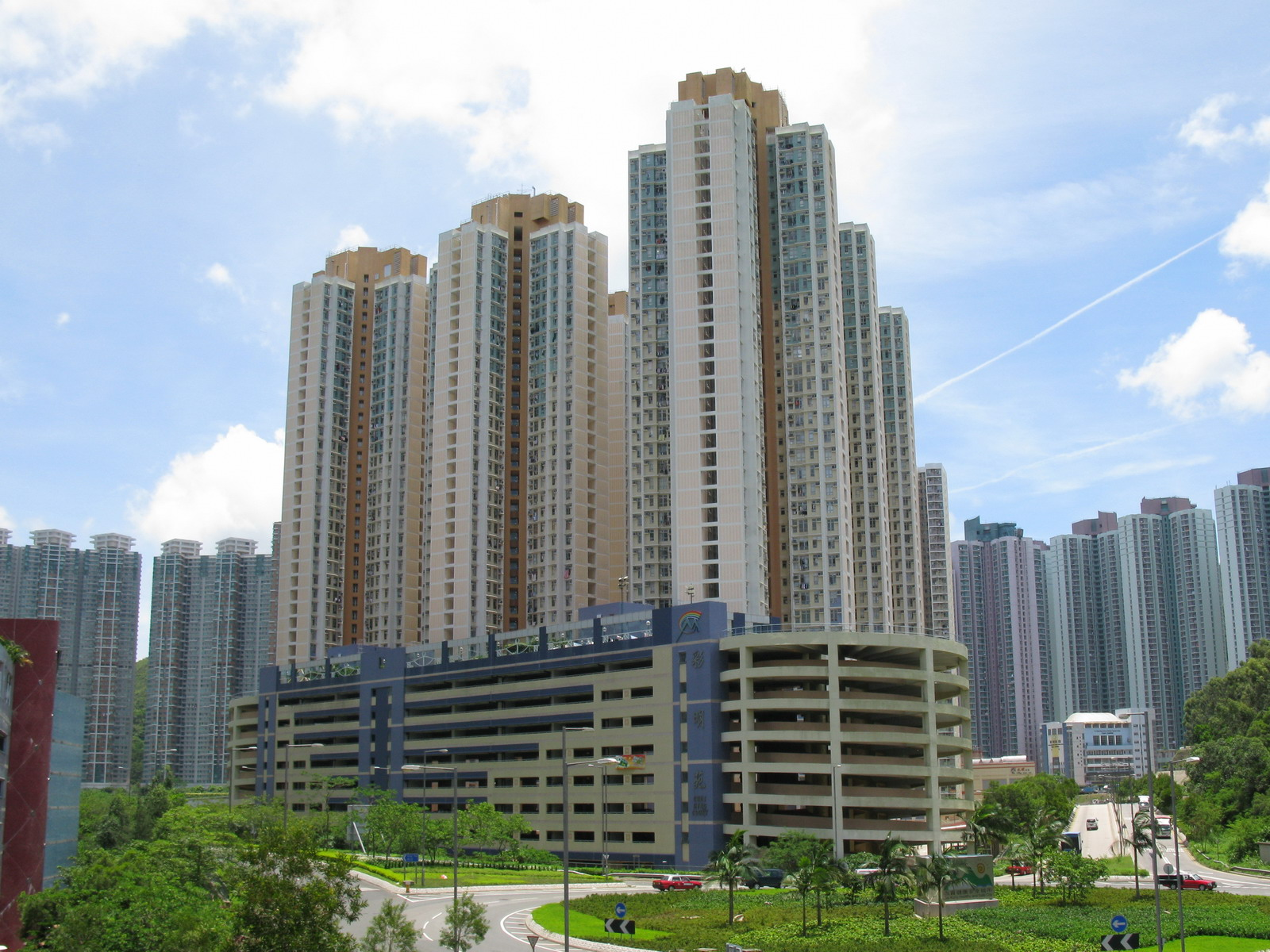
彩明苑（居屋部份）
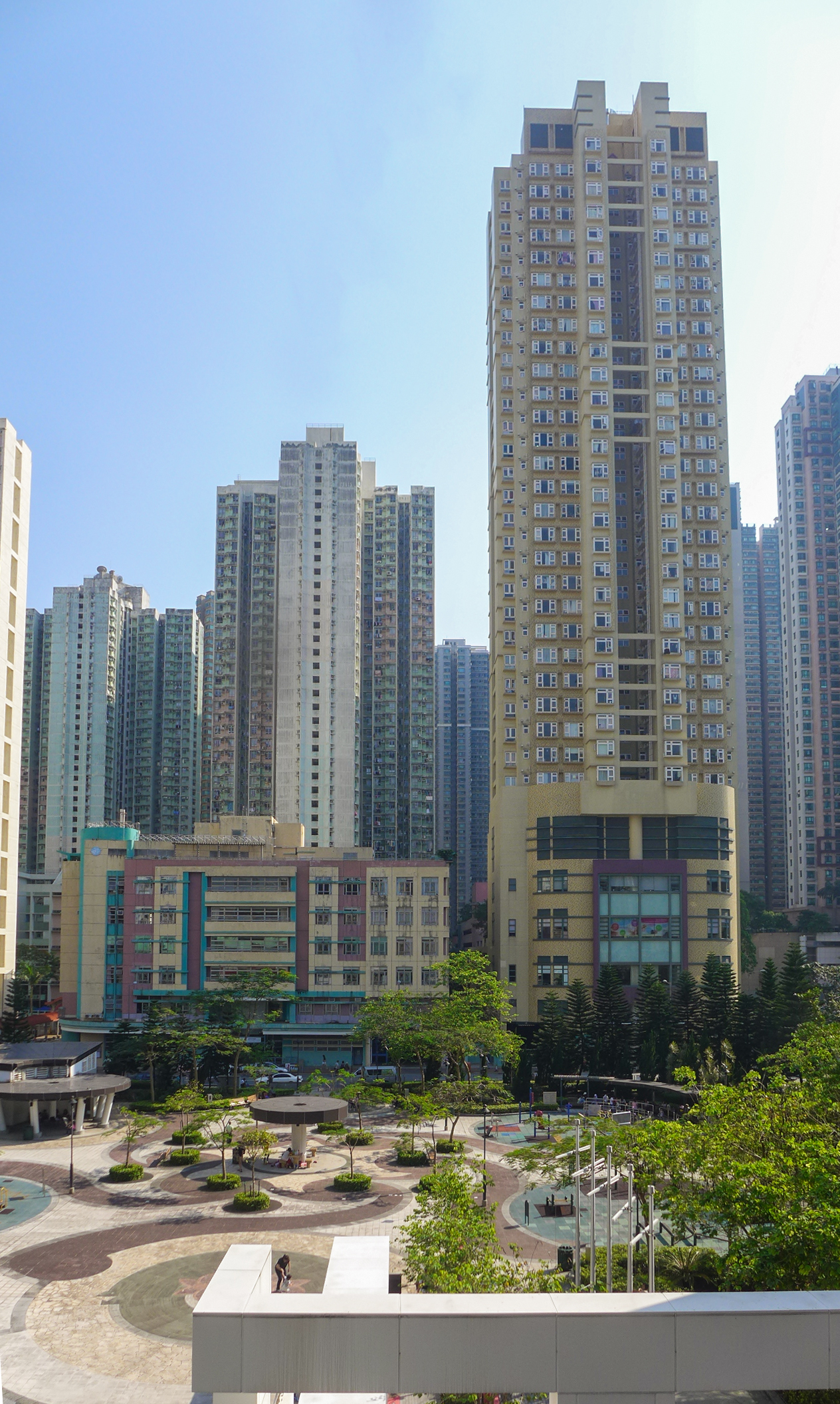
樂頤居
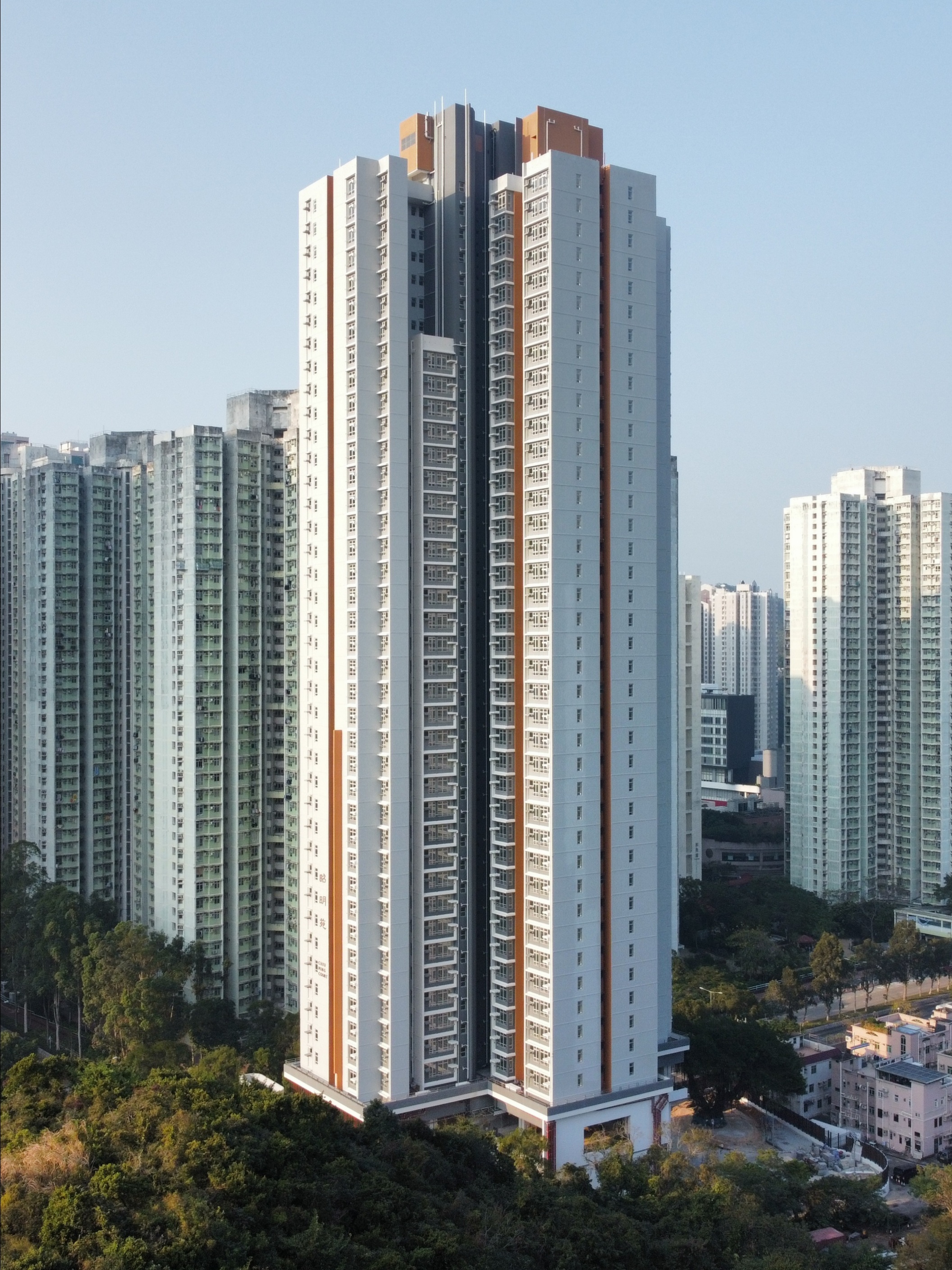
昭明苑

### 政府宿舍
- 消防處百勝角已婚人員宿舍
- 將軍澳消防宿舍
- 魷魚灣海關人員宿舍
- 寶琳路紀律部隊宿舍
- 將軍澳第72區消防宿舍（建築中）

### 私人屋苑
備註：括號內為該屋苑之發展商。

#### 位於小赤沙（近康城站）
- 日出康城 LOHAS Park 第1期   - 首都 The Capitol（港鐵公司、長江實業地產、南豐發展)（共5座10翼2097個單位）
- 日出康城 LOHAS Park 第2A期  - 領都 Le Prestige（港鐵公司、長江實業地產、南豐發展）（共4座8翼1688個單位）
- 日出康城 LOHAS Park 第2B期  - 領峯 Le Prime（港鐵公司、長江實業地產、南豐發展）（共3座6翼1416個單位）
- 日出康城 LOHAS Park 第2C期  - 領凱 La Splendeur（港鐵公司、長江實業地產、南豐發展）（共3座6翼1168個單位）
- 日出康城 LOHAS Park 第3期  - 緻藍天 Hemera（港鐵公司、長江實業地產、南豐發展）（共4座1648個單位）
- 日出康城 LOHAS Park 第4A期  - 晉海 Wings at Sea （港鐵公司、新鴻基地產）（共2座1040個單位）
- 日出康城 LOHAS Park 第4B期  - 晉海II Wings at Sea II（港鐵公司、新鴻基地產）（共2座1132個單位）
- 日出康城 LOHAS Park 第5期  - MALIBU（港鐵公司、會德豐地產）（共3座1600個單位）
- 日出康城 LOHAS Park 第6期  - LP6（港鐵公司、南豐發展60%、遠洋集團40%）（共4座2392個單位）
- 日出康城 LOHAS Park 第7A期  - MONTARA（港鐵公司、會德豐地產）
- 日出康城 LOHAS Park 第7B期  - GRAND MONTARA（港鐵公司、會德豐地產）
- 日出康城 LOHAS Park 第8期  - SEA TO SKY（港鐵公司、長江實業地產）
- 日出康城 LOHAS Park 第9A期  - MARINI（港鐵公司、會德豐地產）
- 日出康城 LOHAS Park 第9B期  - GRAND MARINI（港鐵公司、會德豐地產）
- 日出康城 LOHAS Park 第9C期  - OCEAN MARINI（港鐵公司、會德豐地產）
- 日出康城 LOHAS Park 第10期  - LP10（港鐵公司、南豐發展）
- 日出康城 LOHAS Park 第11期  - 凱柏峰(Villa Garda) （港鐵公司、信和置業、嘉華國際、招商局置地）（預計2025年落成）
- 日出康城 LOHAS Park 第12期 （港鐵公司、會德豐地產）（預計2025年落成）
- 日出康城 LOHAS Park 第13期 （港鐵公司、信和置業、嘉里建設、嘉華國際、招商局置地）（預計2025年落成）
- 峻瀅 The Beaumount I （長江實業及捷和鑄造廠）（1777個單位）
- 峻瀅II The Beaumount II （長江實業及東洋鋁建香港有限公司）（872個單位）
- 海茵莊園 Manor Hill（前身為捷和製鋼廠及捷和神鋼中心）（九龍建業）（1556個單位）

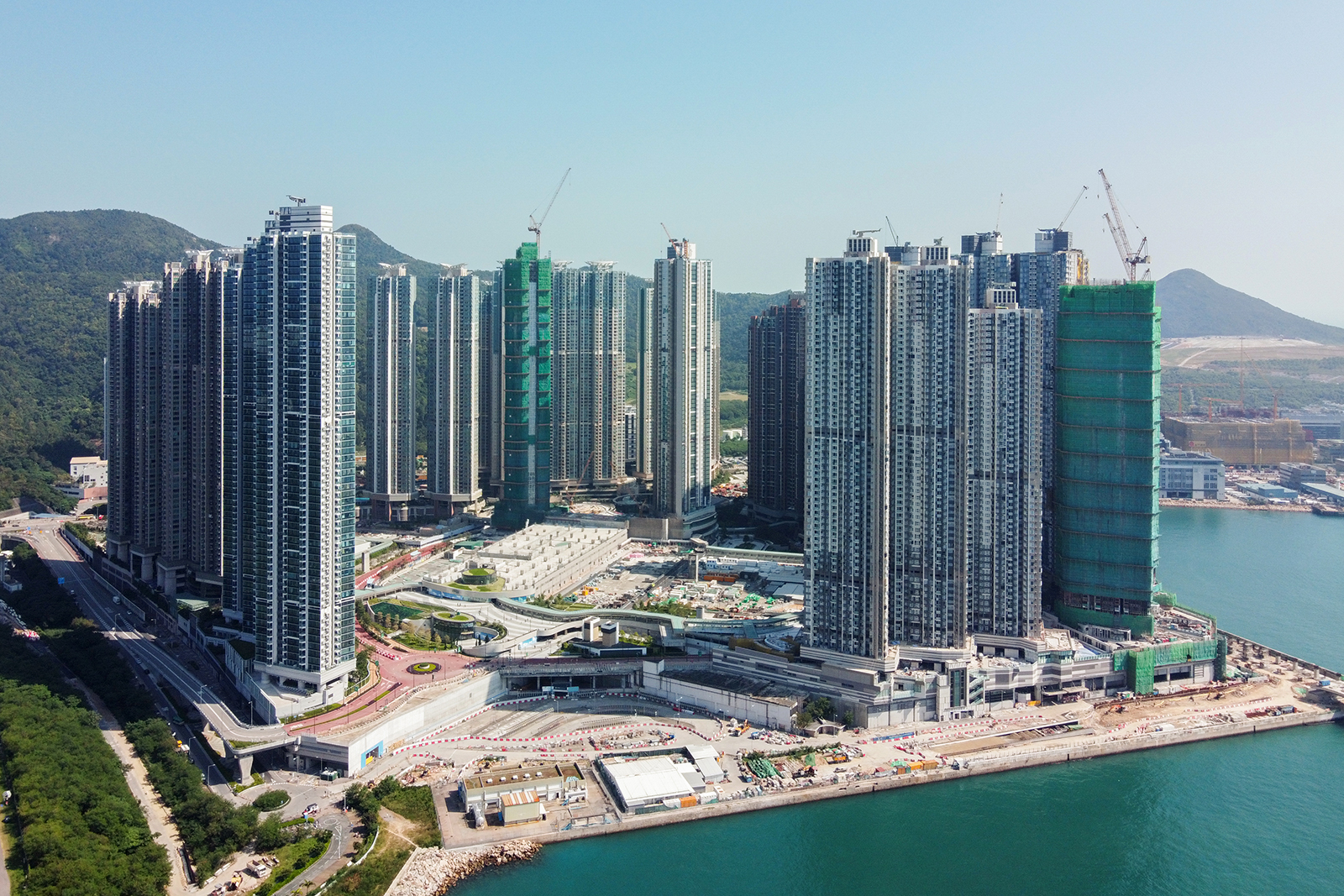
日出康城
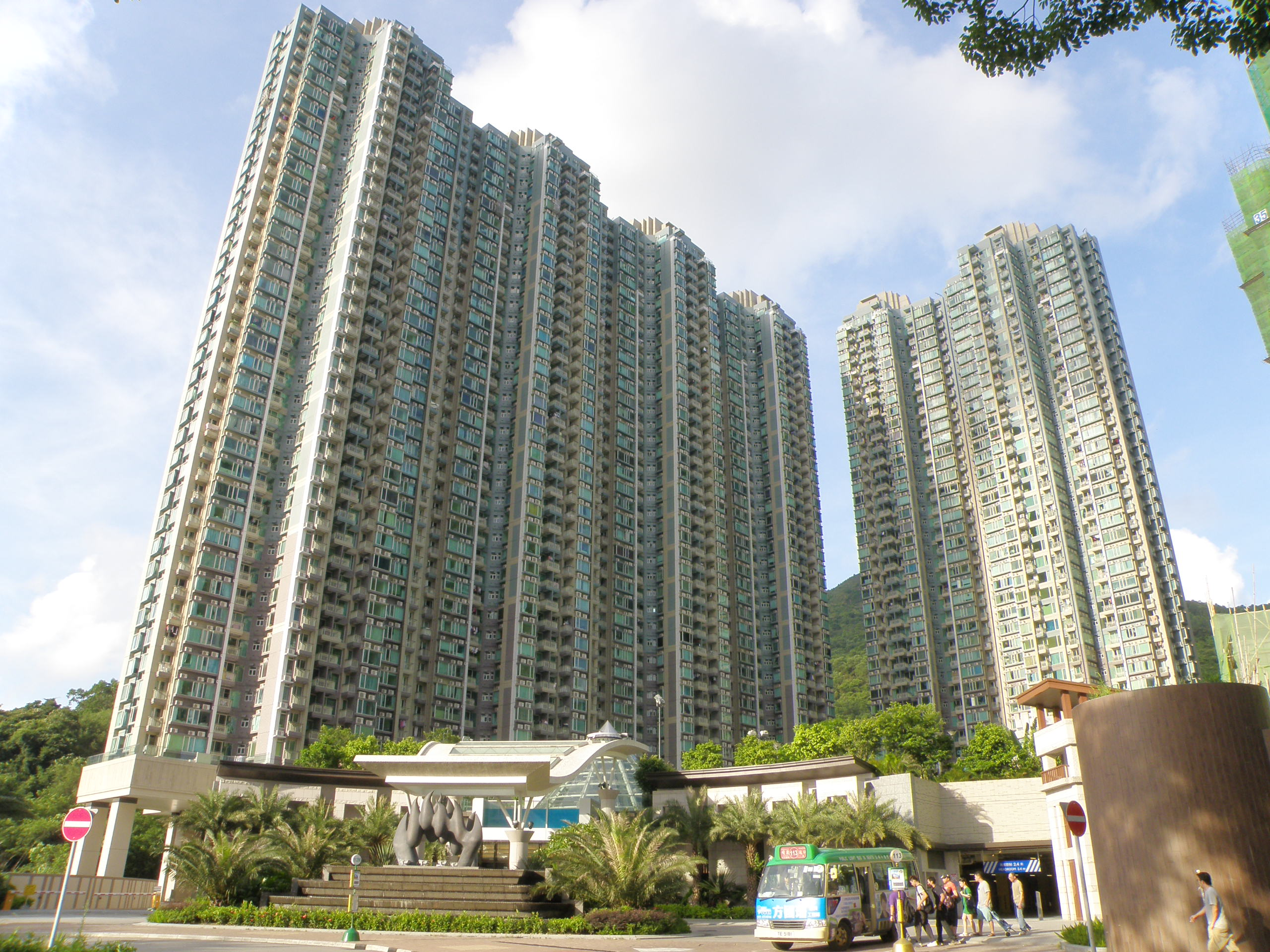
峻瀅
峻瀅II

#### 位於寶林（近寶琳站）
- 新都城一期 Metro City Phase I （恆基兆業）（共6座2048個單位）
- 新都城二期 Metro City Phase II （恆基兆業）（共11座3344個單位）
- 都會豪庭（新都城三期） The Metropolis (Metro City Phase III) （恆基兆業）（共4座1376個單位）
- 旭輝臺 Radiant Towers（香港房屋協會發展之夾屋，2001年後轉作私人樓宇發售）（共2座704個單位）
- 怡心園 Sersnity Place（香港房屋協會發展之夾屋，及後轉作私人樓宇發售）（共5座1526個單位）
- 慧安園 Well On Garden（南豐發展）（共4座1280個單位）
- 富麗花園 Finery Park（昌生興業）（共2座688個單位）

#### 位於坑口（近坑口站）
- 南豐廣場 Nan Fung Plaza （南豐發展）（共5座1614個單位）
- 海悅豪園 Maritime Bay（信和置業）（共2座736個單位）
- 蔚藍灣畔 Residence Oasis（信和置業、嘉里建設及港鐵公司）（共6座2135個單位）
- 新寶城 La Cite Noble （恆基兆業）（共6座2184個單位）
- 東港城 East Point City（新鴻基地產）（共7座2184個單位）

#### 位於市中心（近將軍澳站）
中心地帶：
- 將軍澳廣場 Tseung Kwan O Plaza （南豐發展）（共8座2882個單位）
- 將軍澳中心 Park Central（新鴻基地產、恆基兆業、南豐發展及華懋）（共12座4542個單位）
- 將軍澳豪庭 Central Heights（新鴻基地產、恆基兆業、南豐發展、華懋及港鐵公司）（共1座390個單位）
- 天晉 The Wings （新鴻基地產及港鐵公司）（共6座1028個單位）
- 君傲灣 The Grandiose（新世界發展及港鐵公司）（共3座1472個單位）

市中心南部：
- 天晉II The WingsII （新鴻基地產）（共8座784個單位）
- 天晉IIIA The WingsIIIA （新鴻基地產）（共9座960個單位）
- 天晉IIIB The Wings IIIB（新鴻基地產）（326個單位）
- 海天晉 Ocean Wings （新鴻基地產）（628個單位）
- The Parkside （會德豐地產）（591個單位）
- CAPRI （會德豐地產）（428單位）
- SAVANNAH （會德豐地產）（799個分層單位及5幢洋房）
- MONTEREY （會德豐地產）（926個單位）
- 帝景灣 Corinthia by the Sea （信和置業及嘉華國際）（536個單位）
- 嘉悅 Twin Peaks （嘉華國際）（372個單位）
- 藍塘傲 Alto Residences （麗新發展及帝國集團）（605個單位）
- 海翩滙 The Papillons （華懋）（840個單位）

#### 位於調景嶺（近調景嶺站）
- 維景灣畔 Ocean Shores（太古及新鴻基地產）（共15座5733個單位）
- 都會駅 Metro Town （港鐵公司、長江實業及南豐發展）（共5座3775個單位）
- 城中駅 Le Point （港鐵公司、長江實業及南豐發展）（共4座2096個單位）

#### 位於百勝角
- 清水灣半島 Oscar by the Sea （新鴻基地產及香港氧氣）（共7座1959個單位）

#### 住宅一覽

新都城
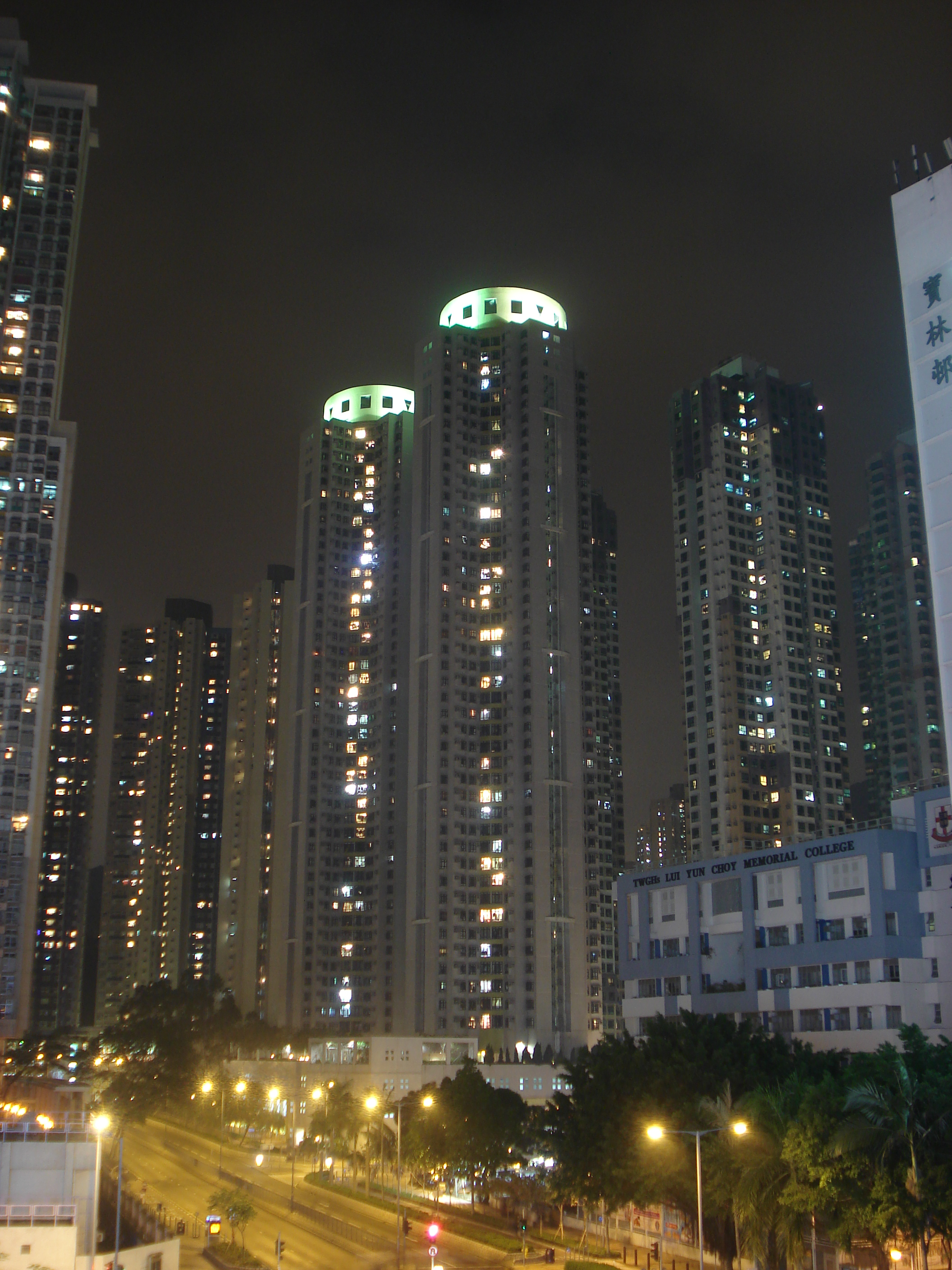
旭輝臺
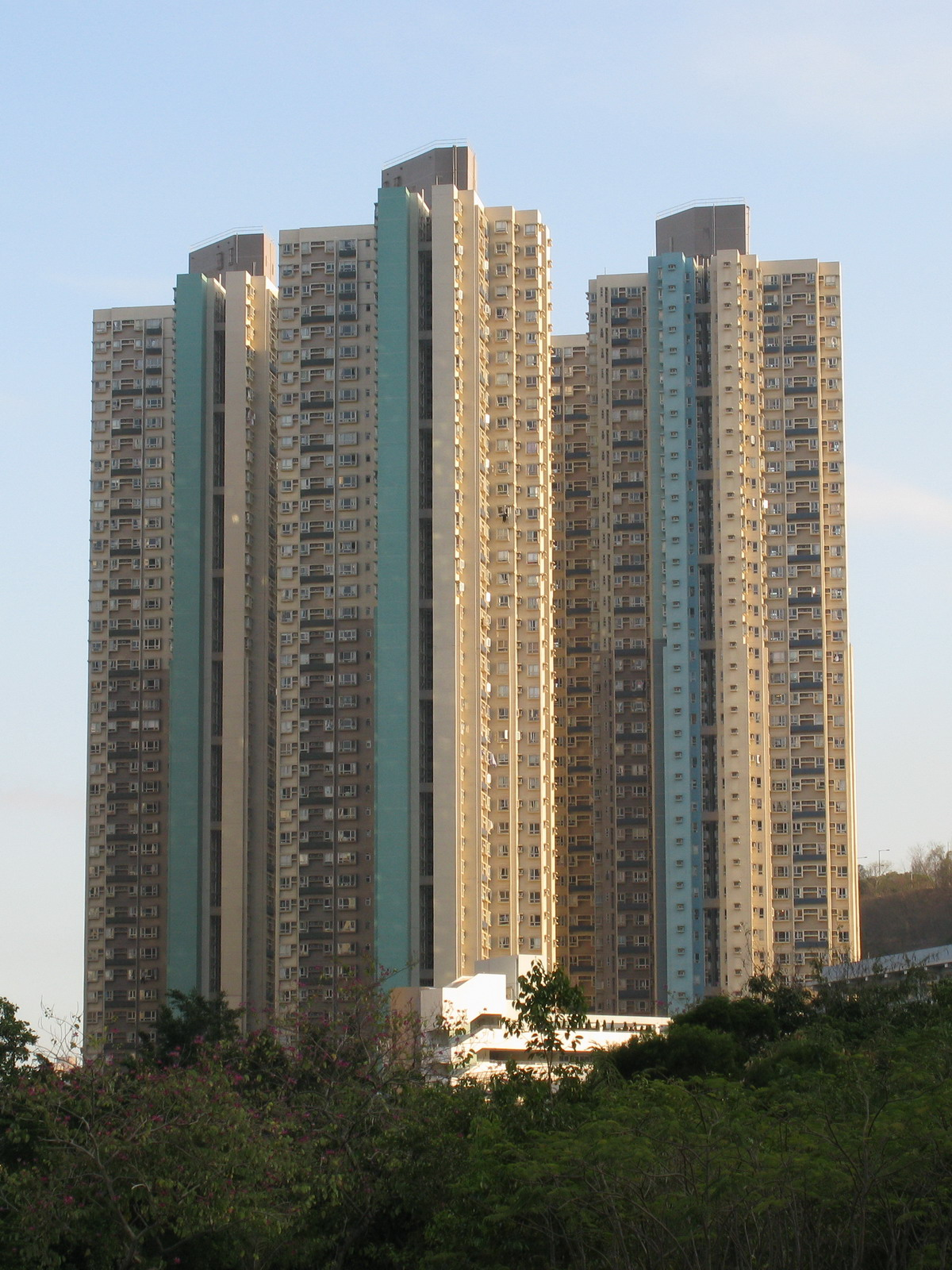
怡心園
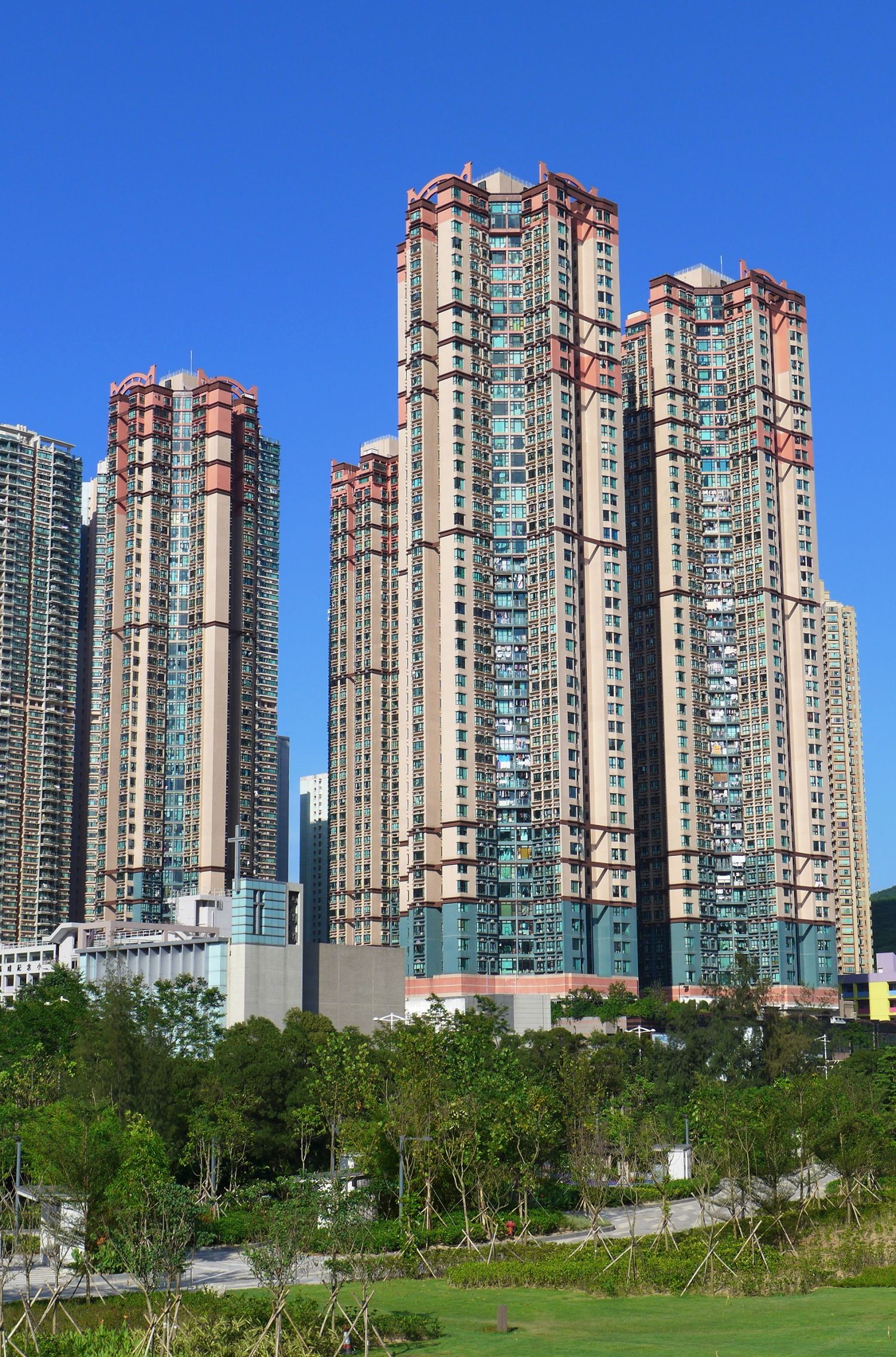
南豐廣場
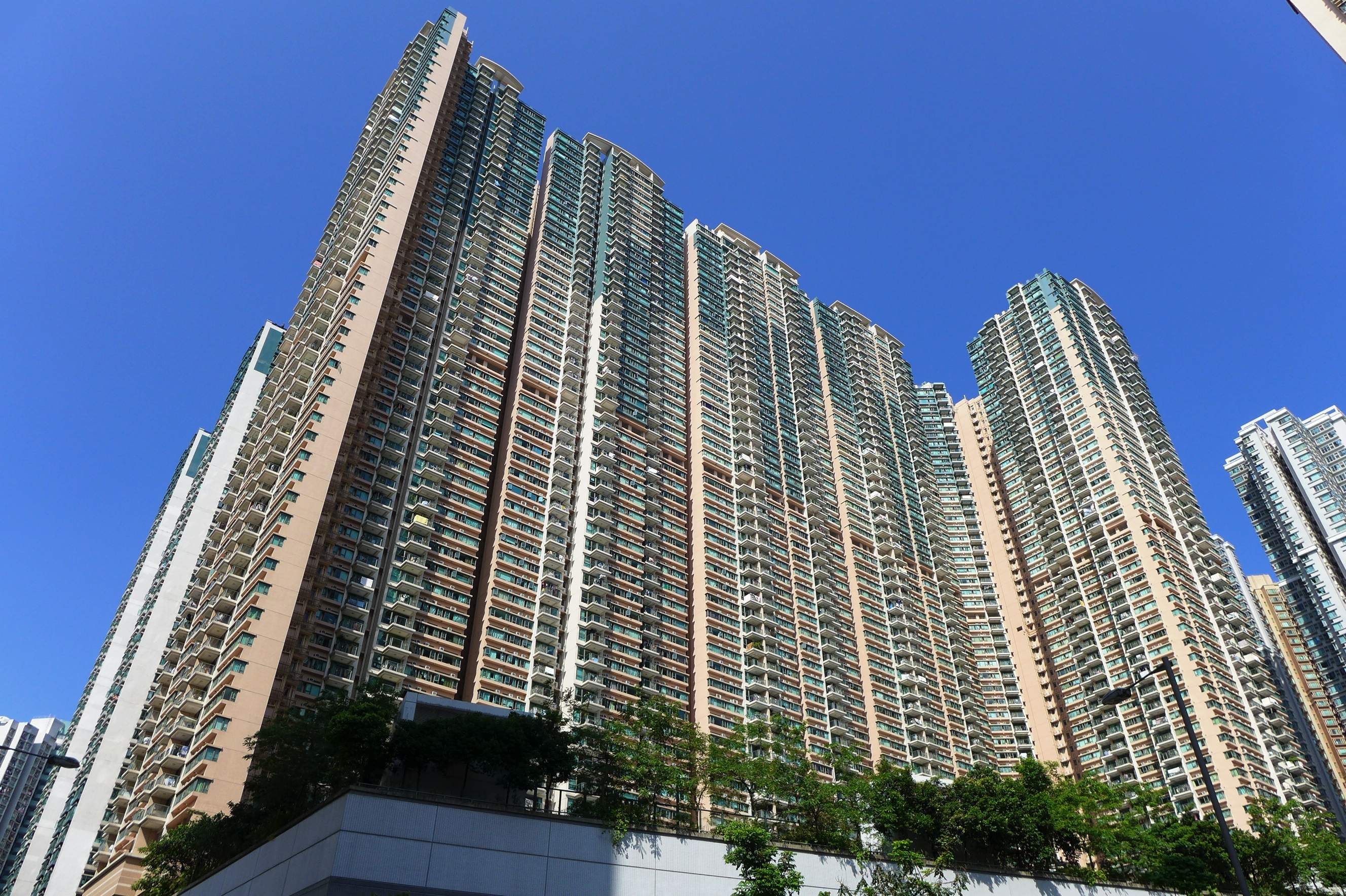
蔚藍灣畔
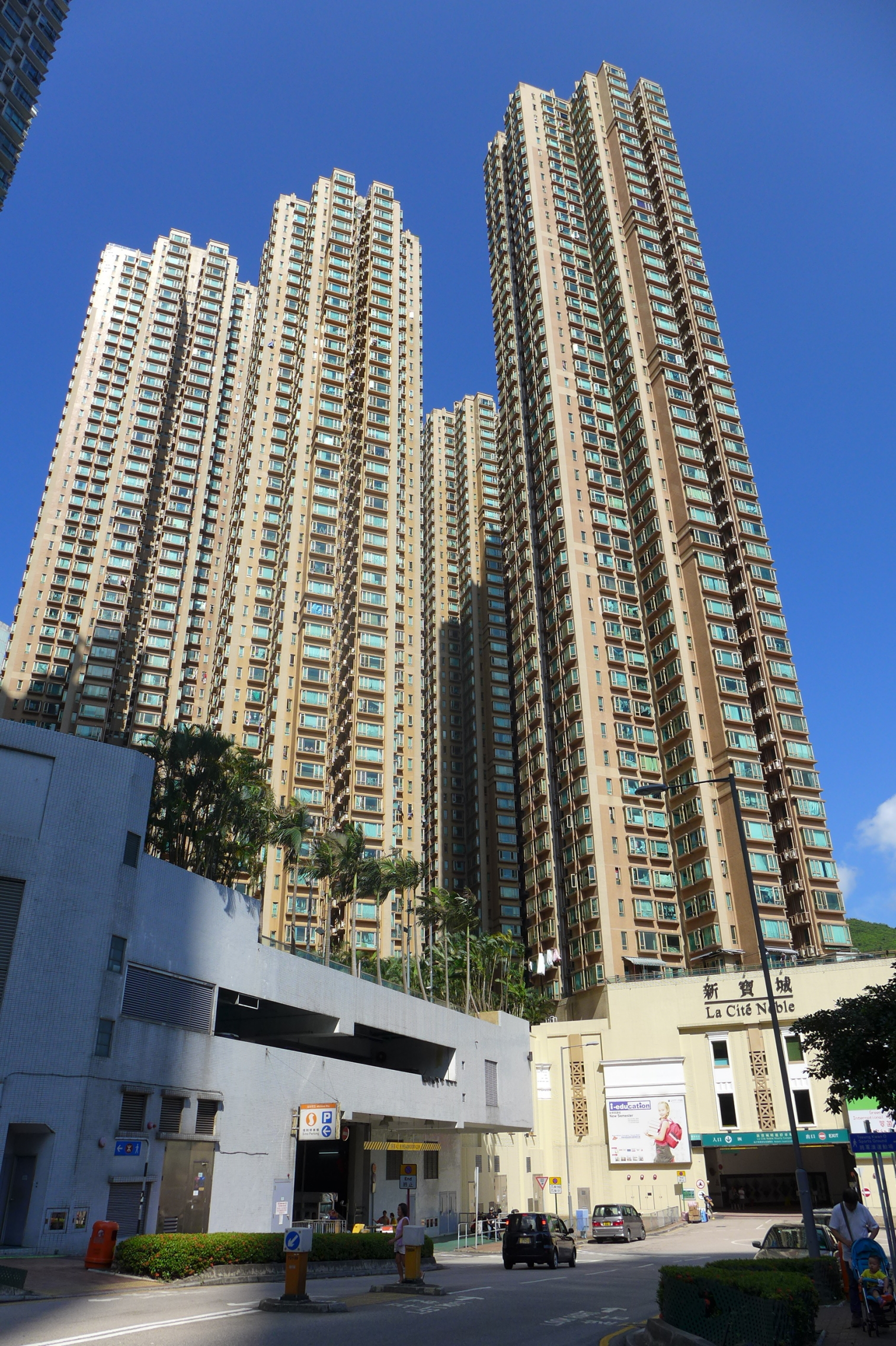
新寶城
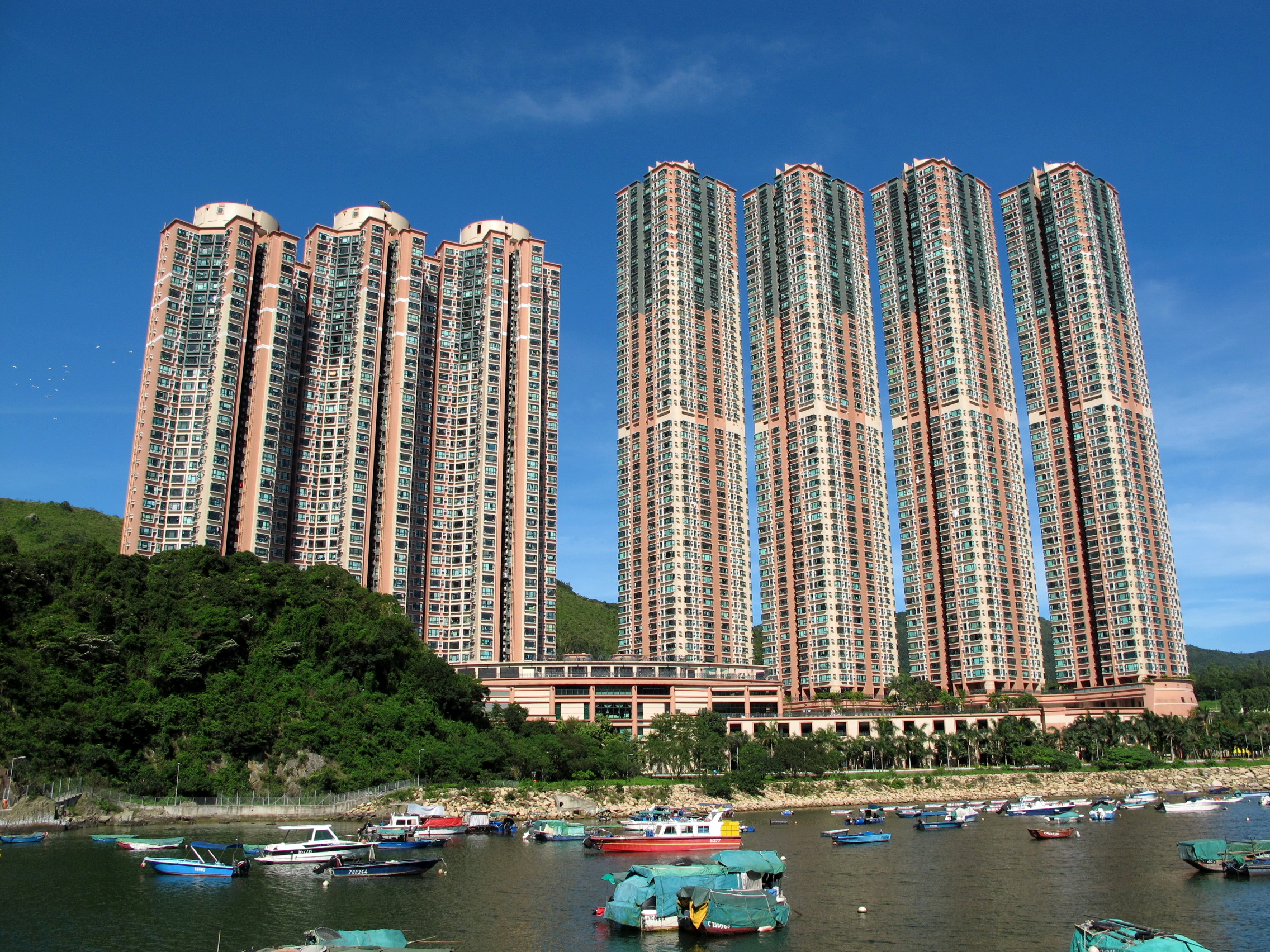
清水灣半島
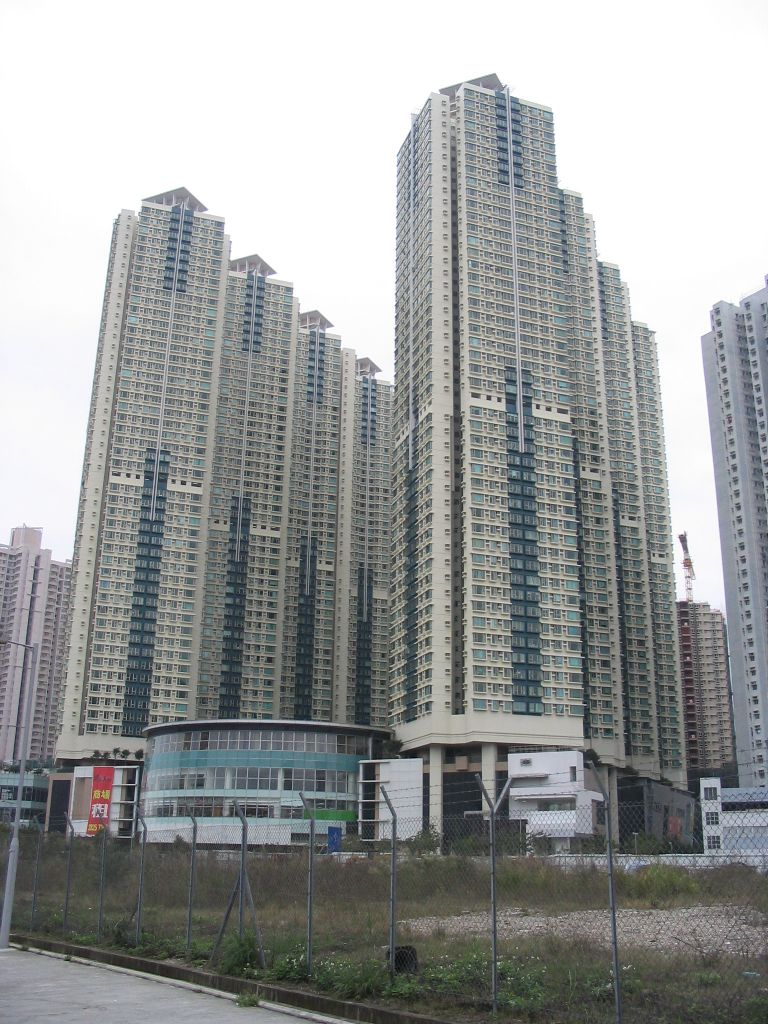
將軍澳廣場
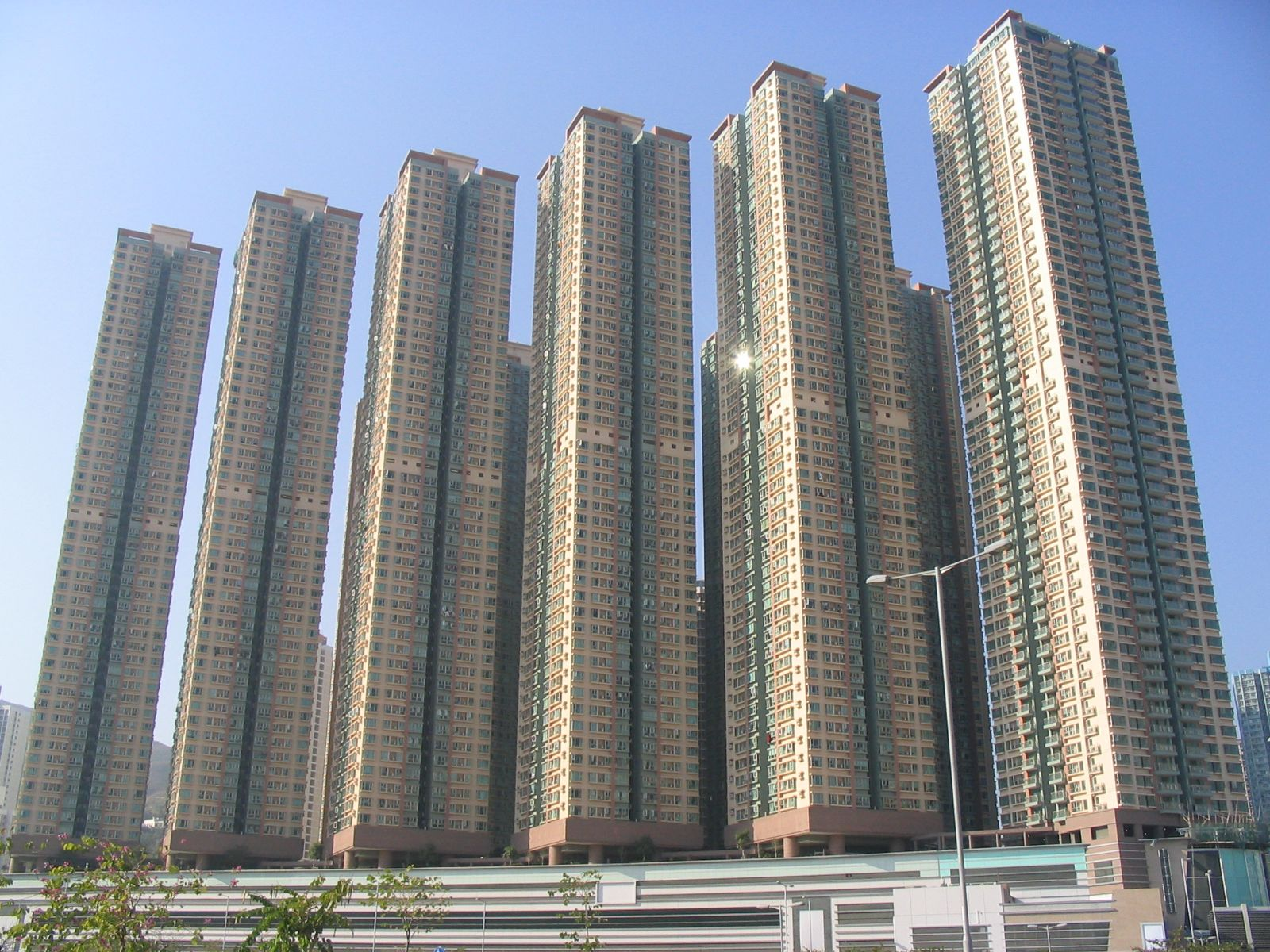
將軍澳中心
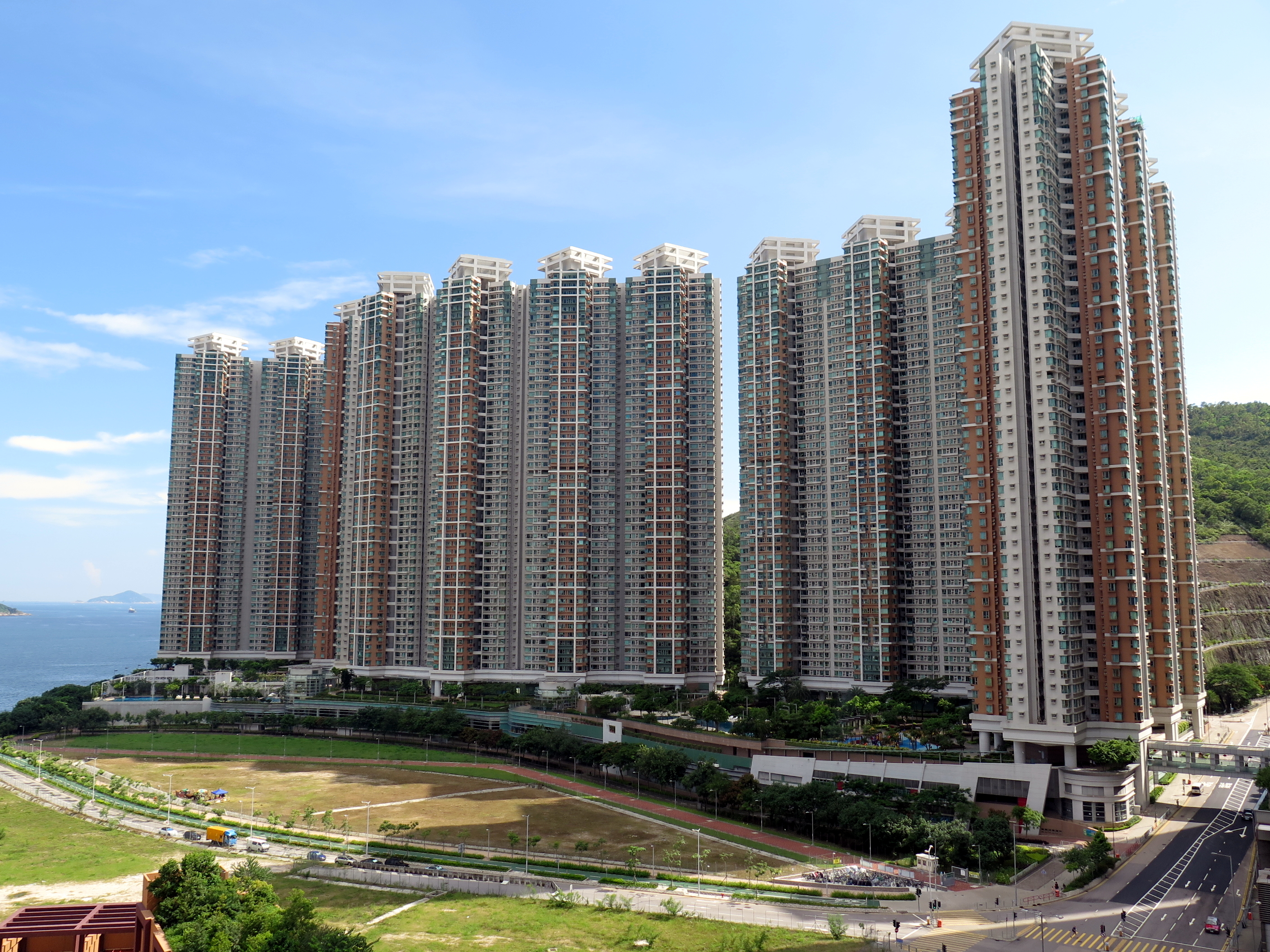
維景灣畔
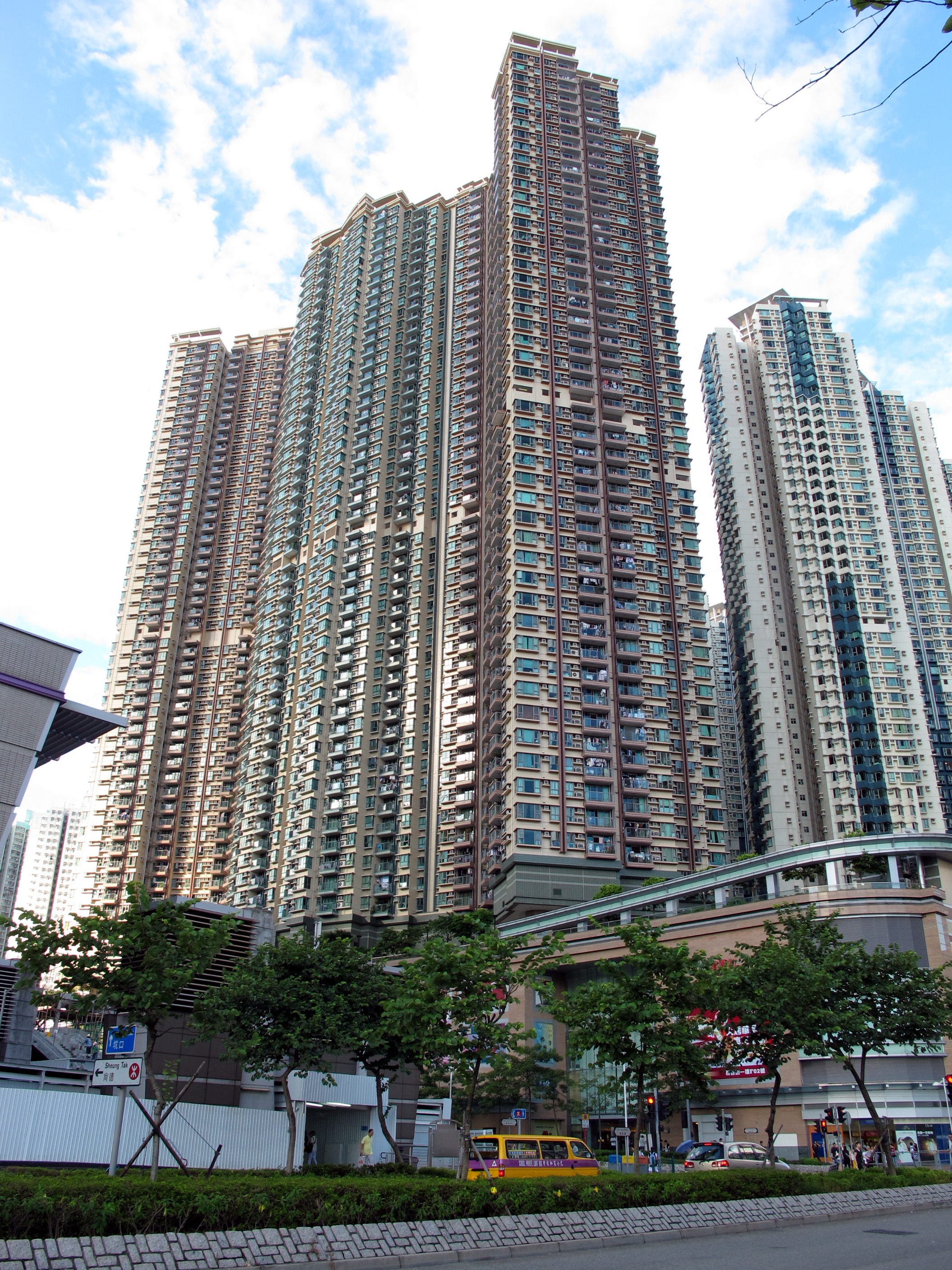
君傲灣
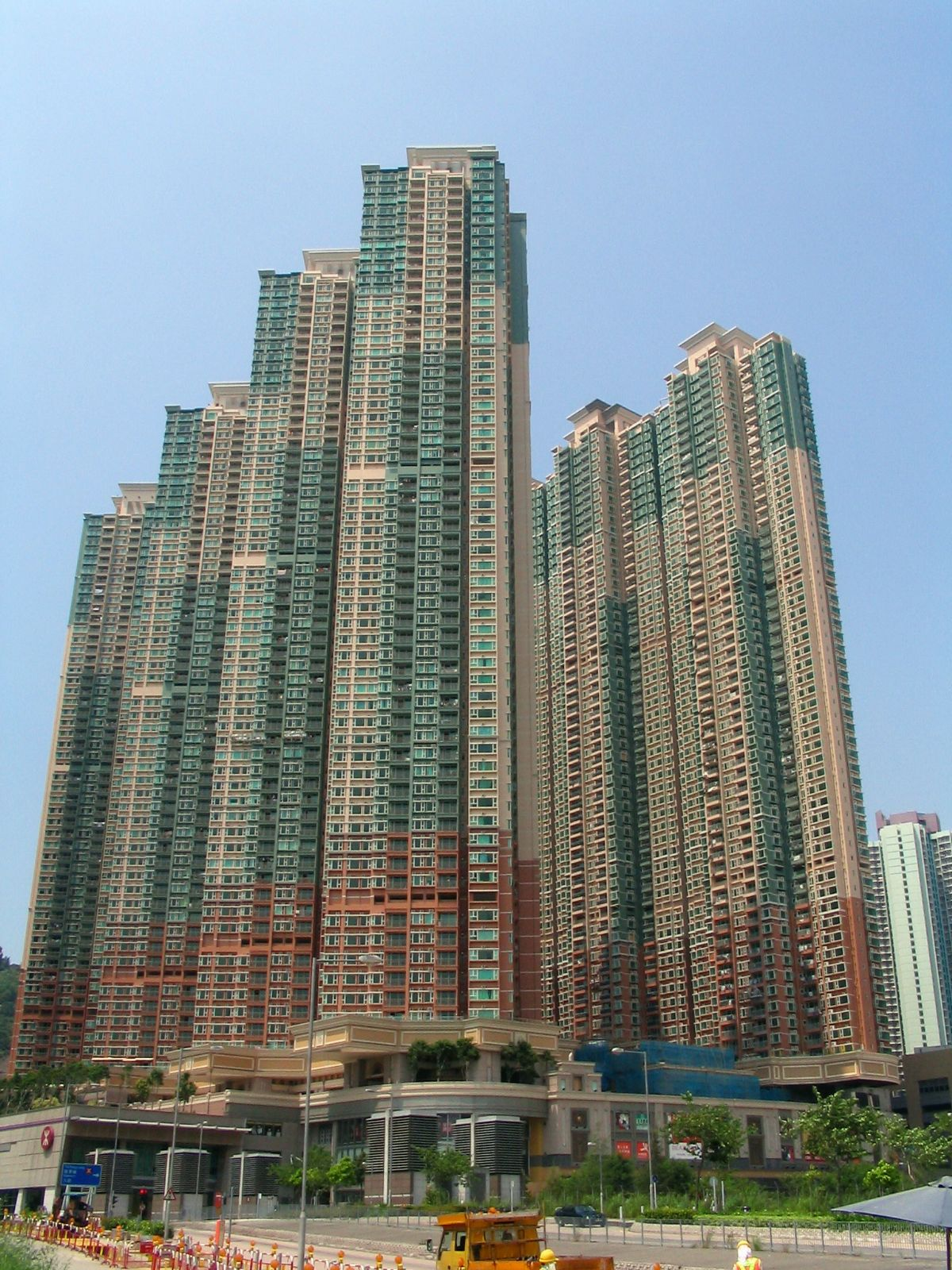
都會駅及城中駅
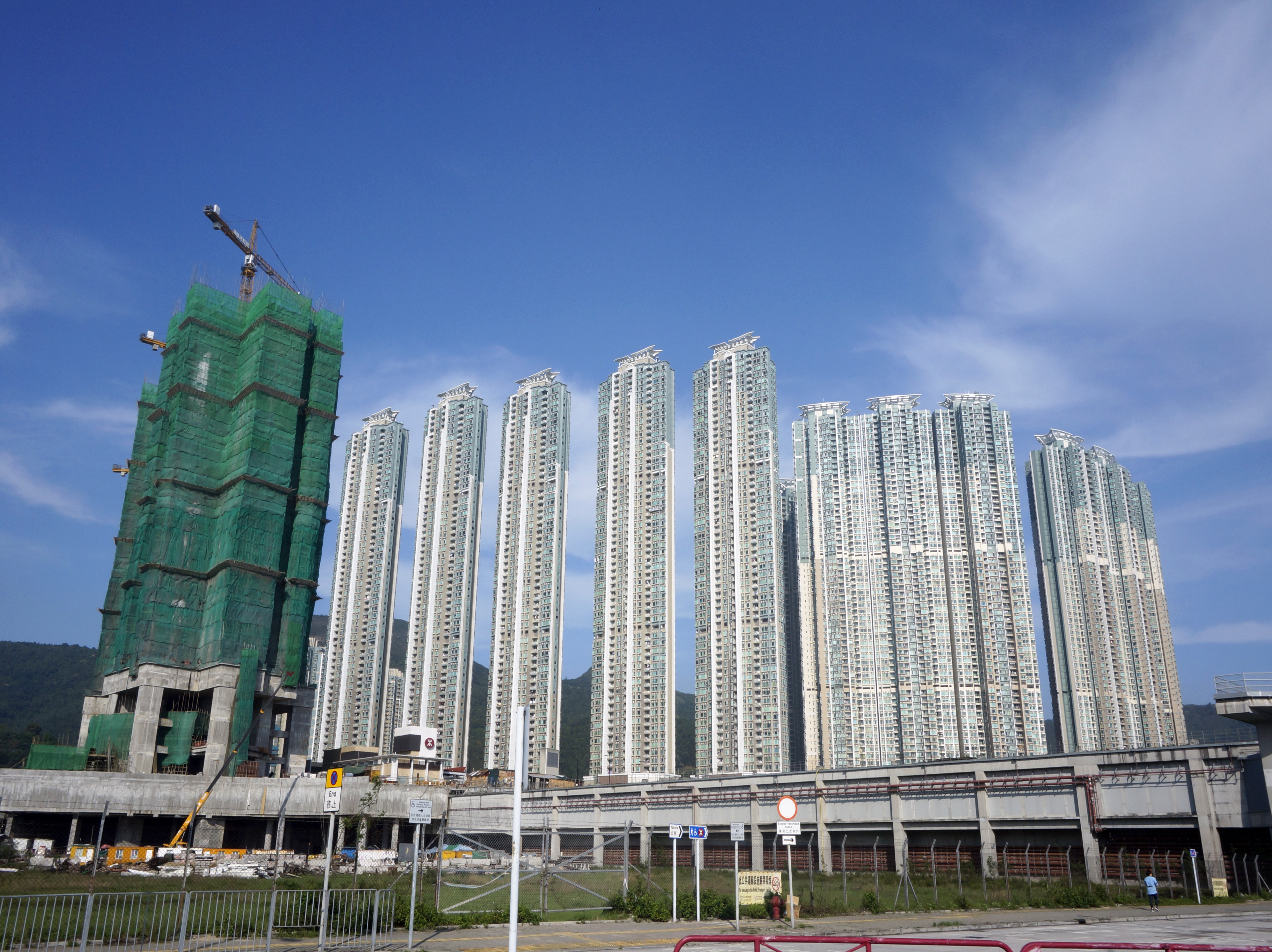
日出康城
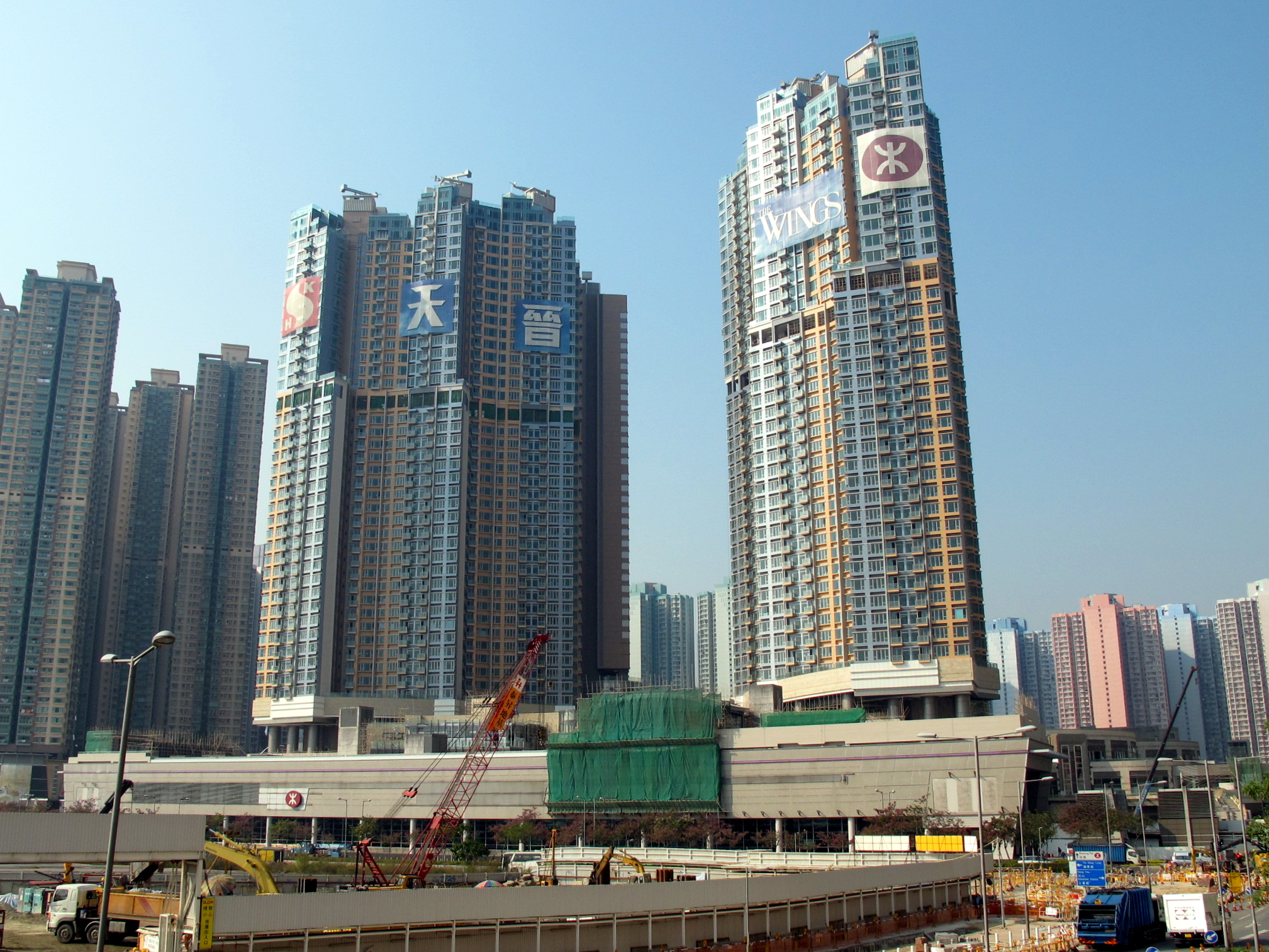
天晉
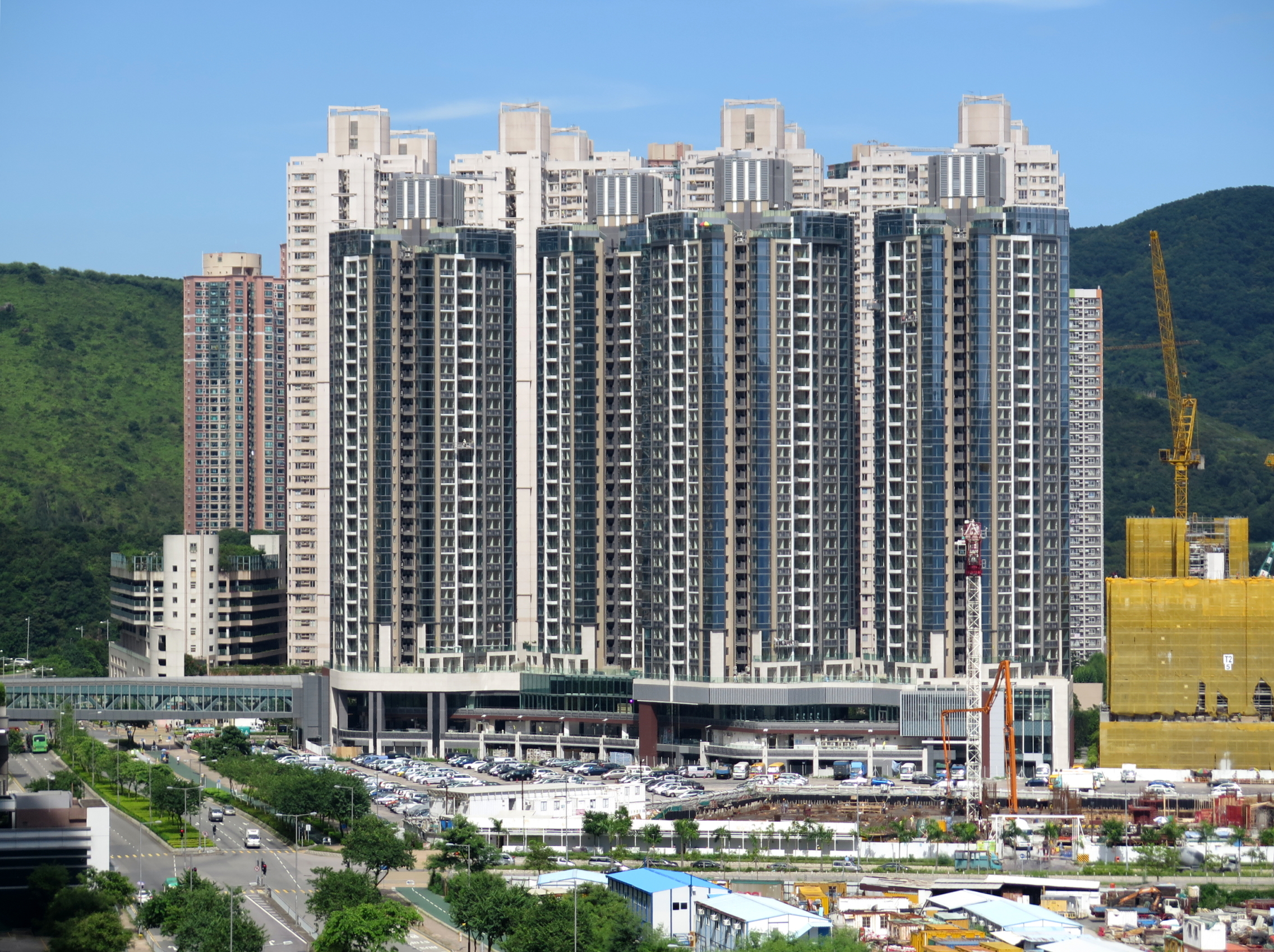
天晉II
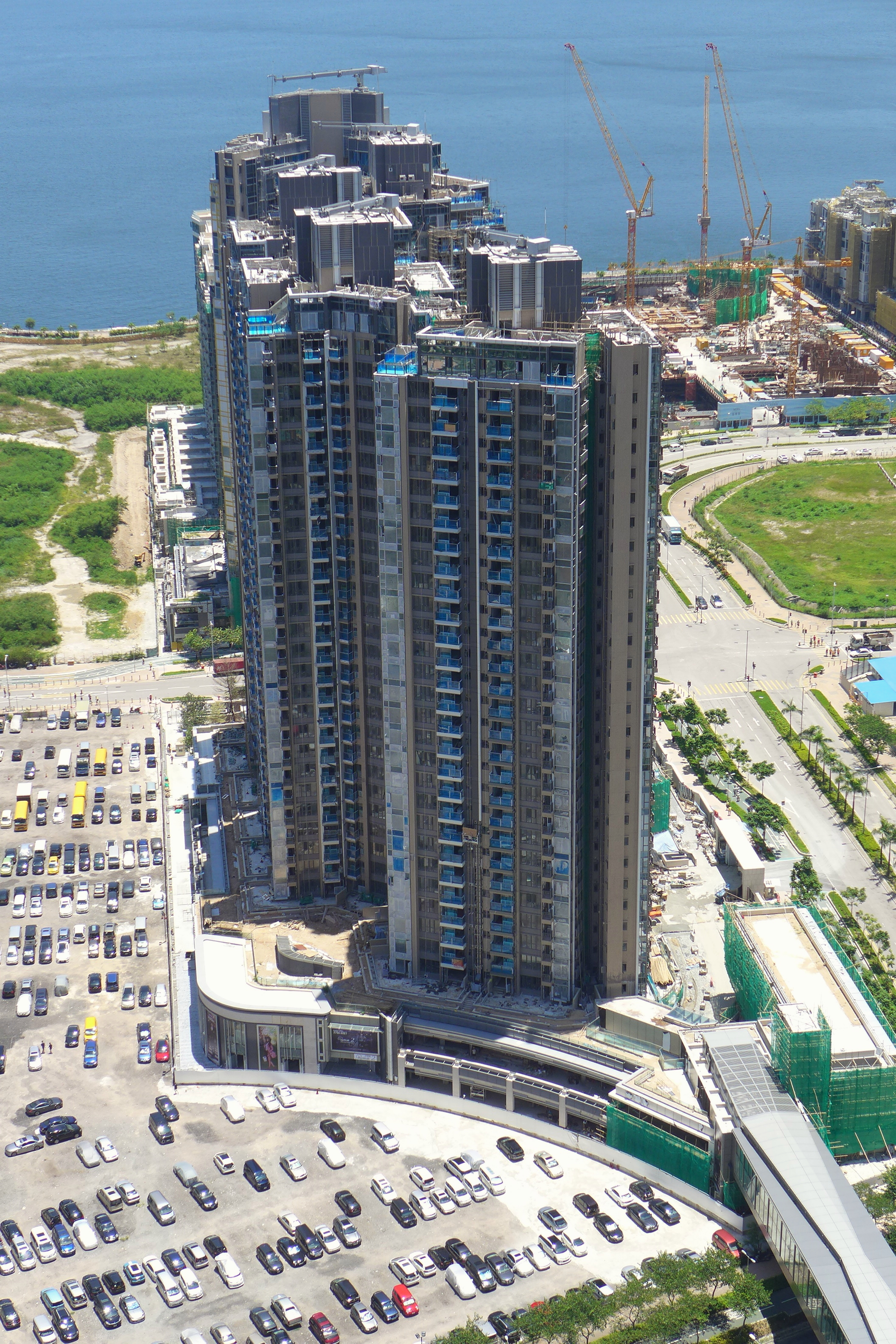
天晉IIIA
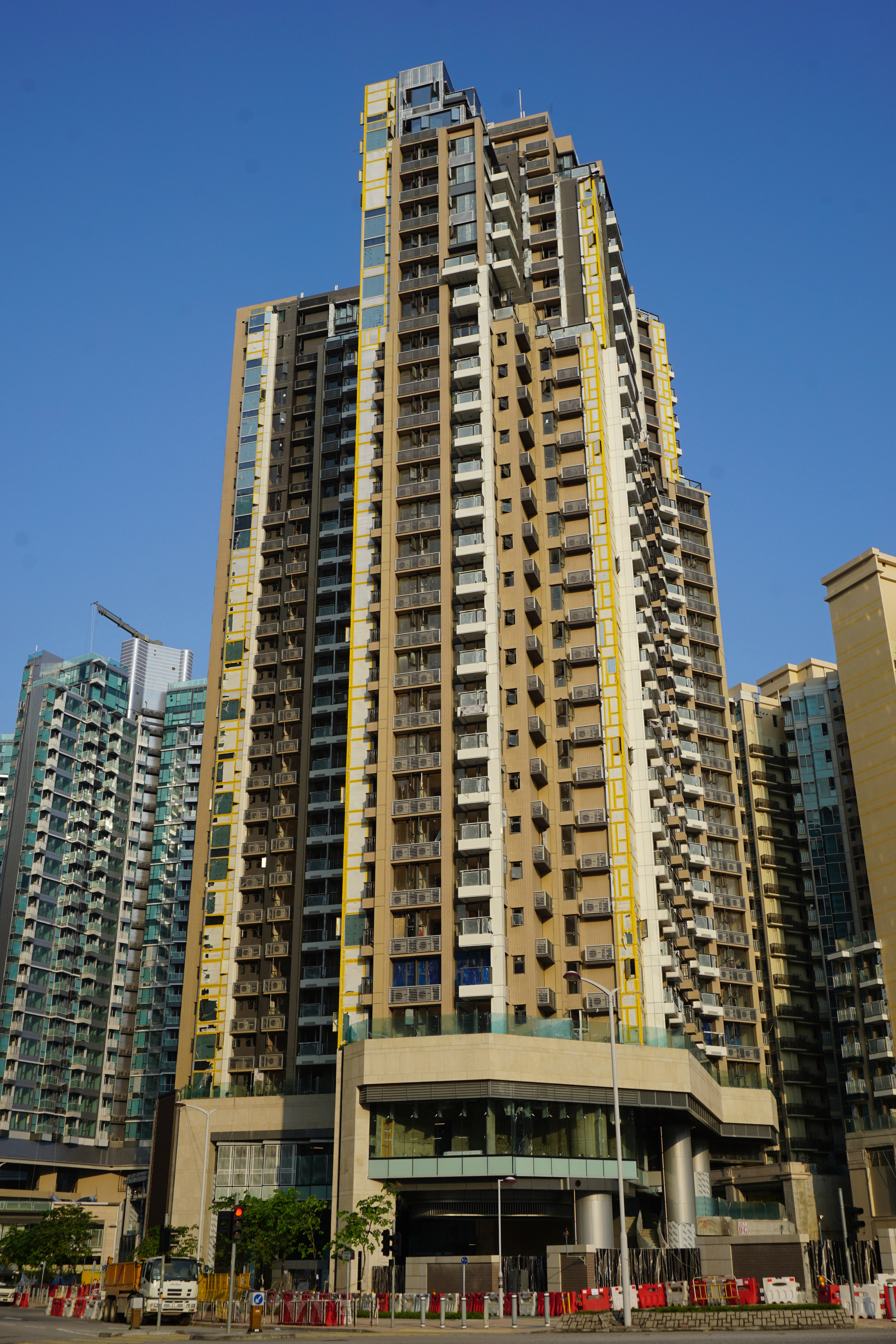
天晉IIIB
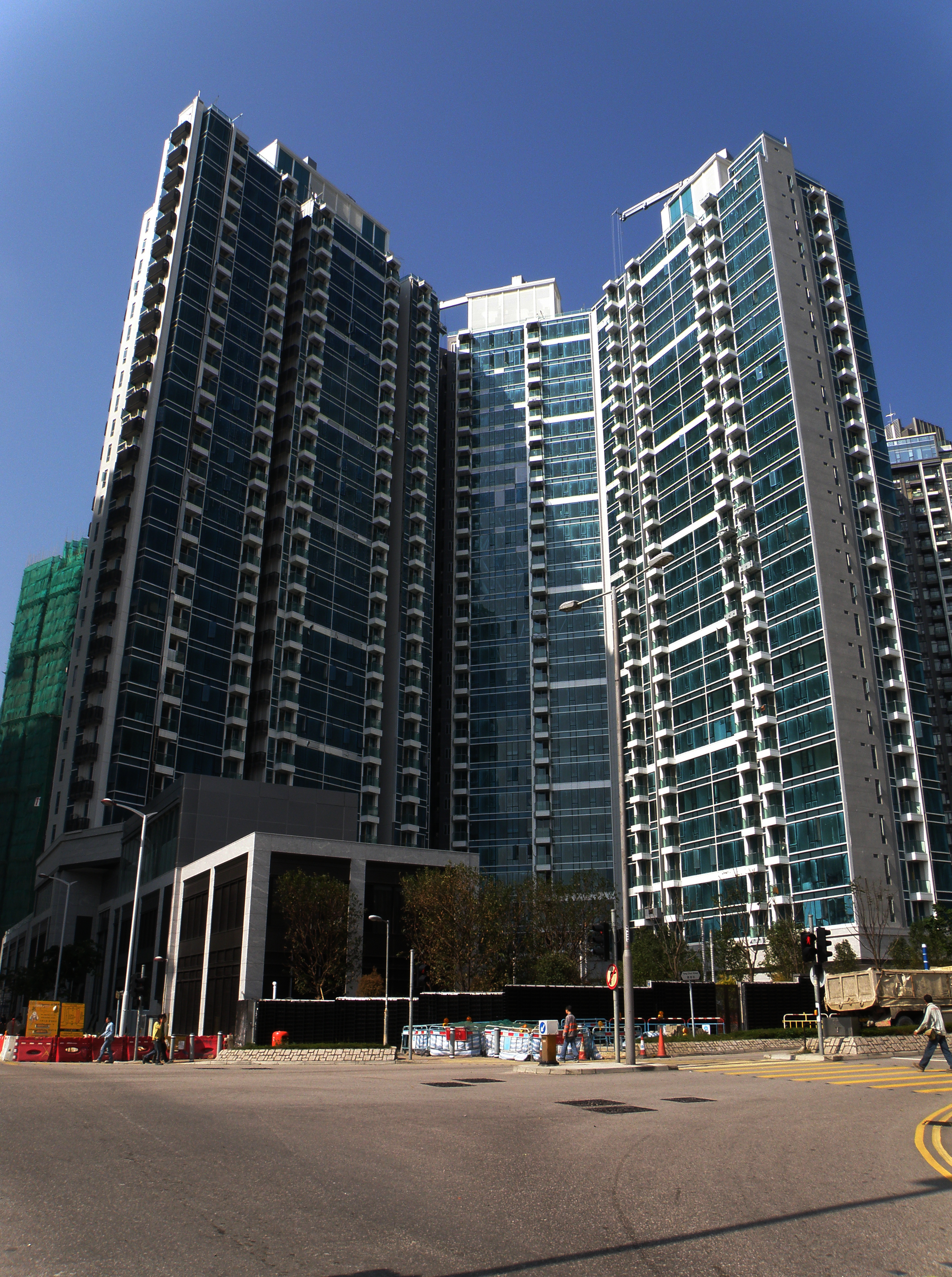
The Parkside
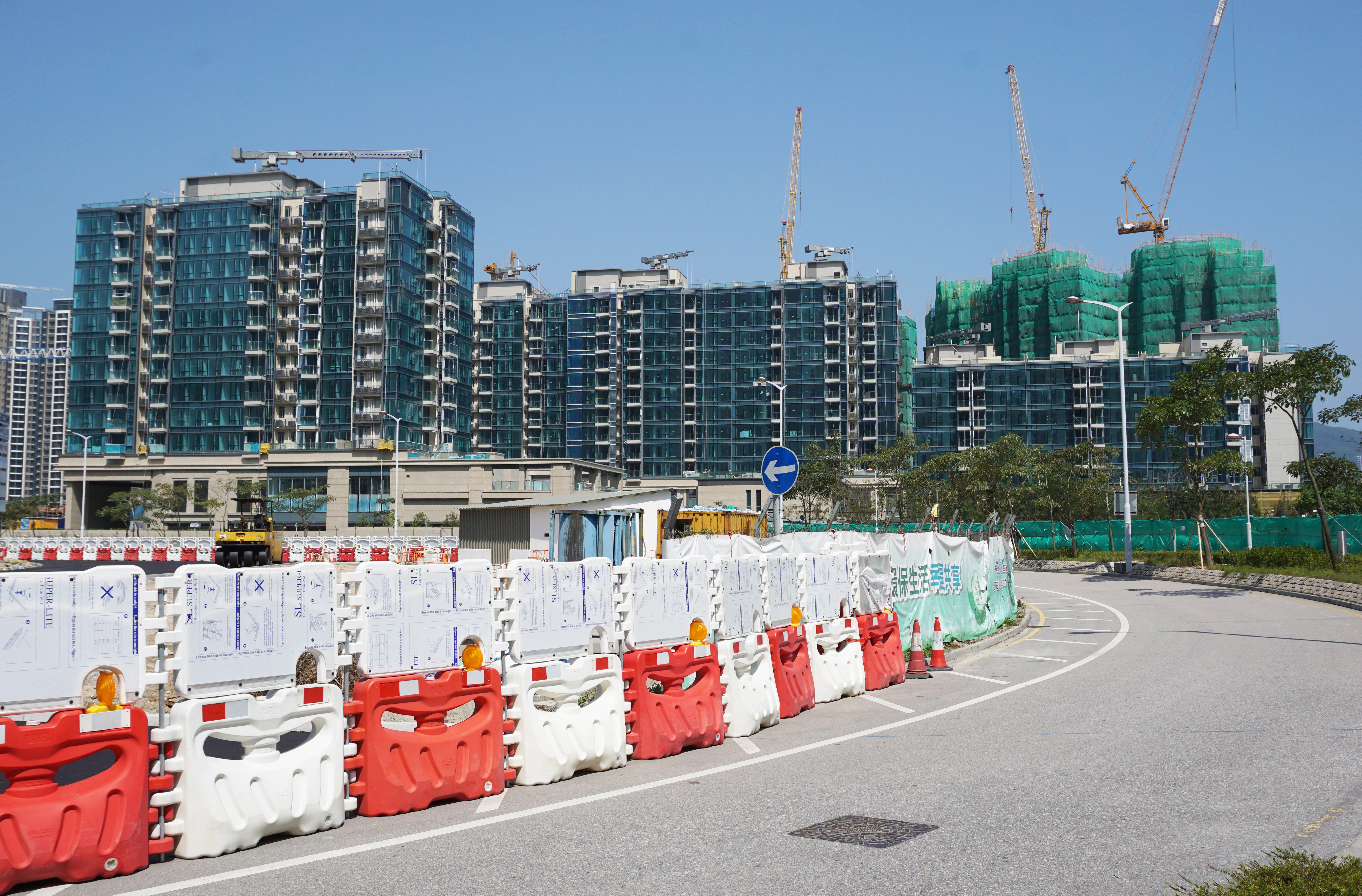
CAPRI
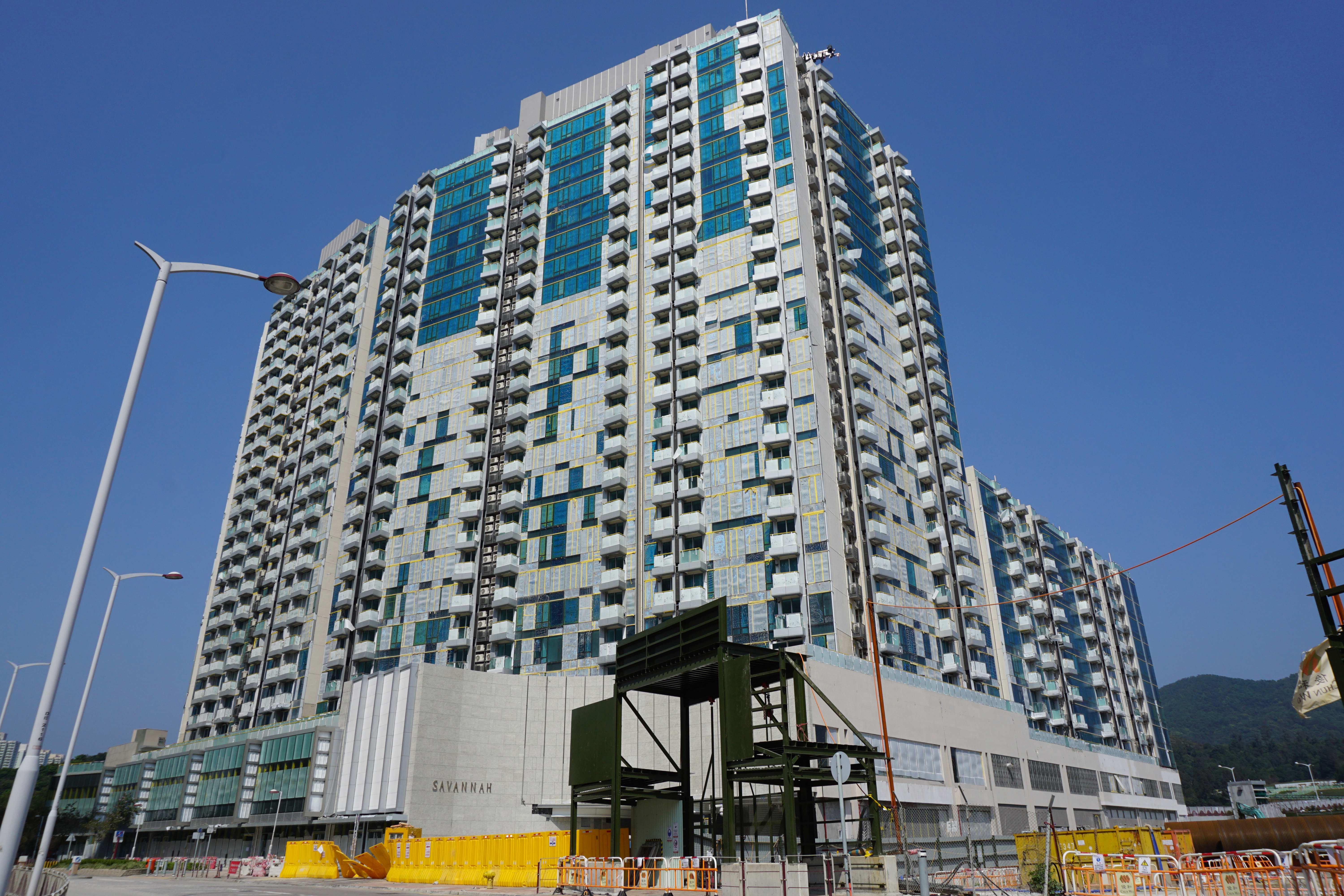
SAVANNAH
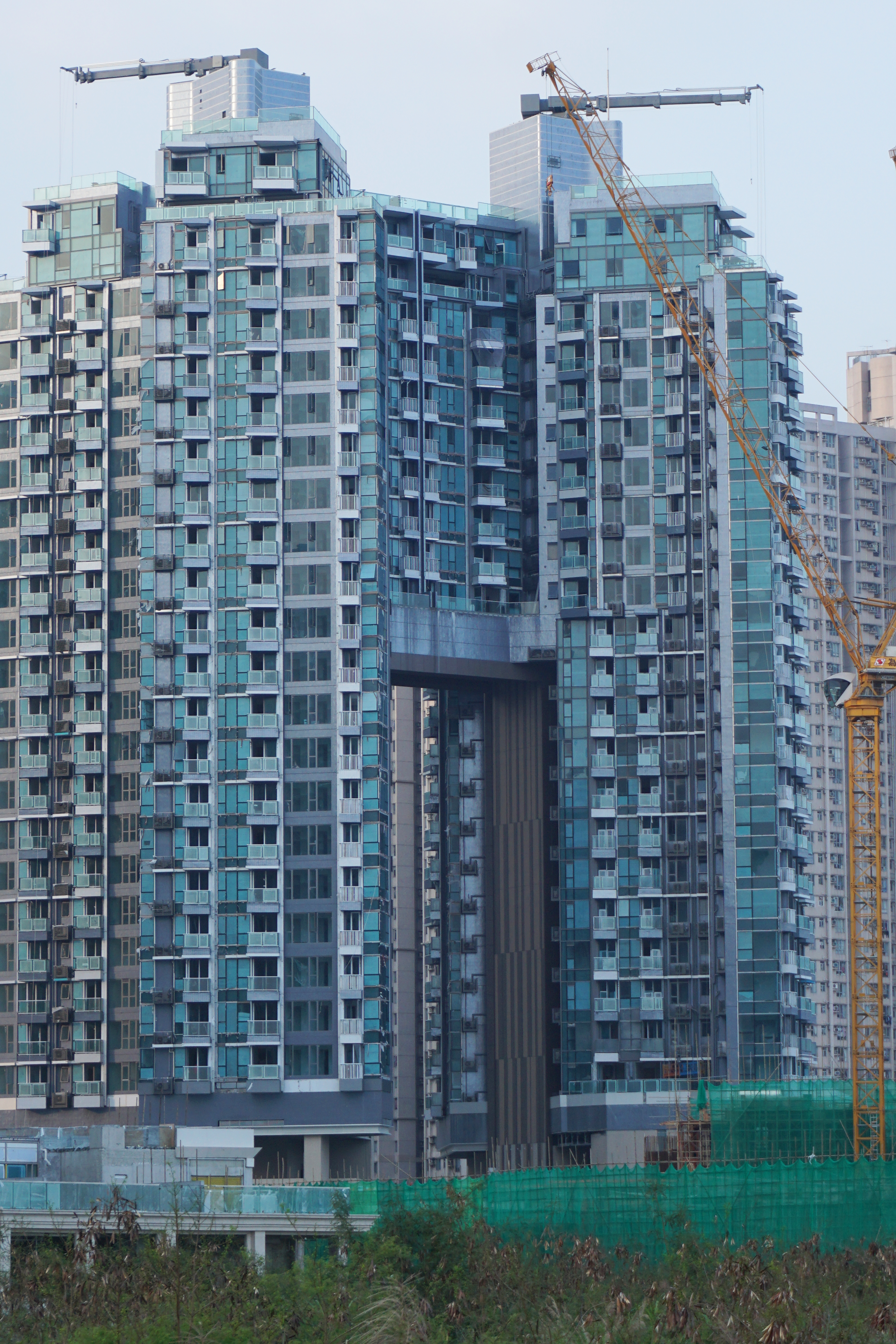
嘉悅
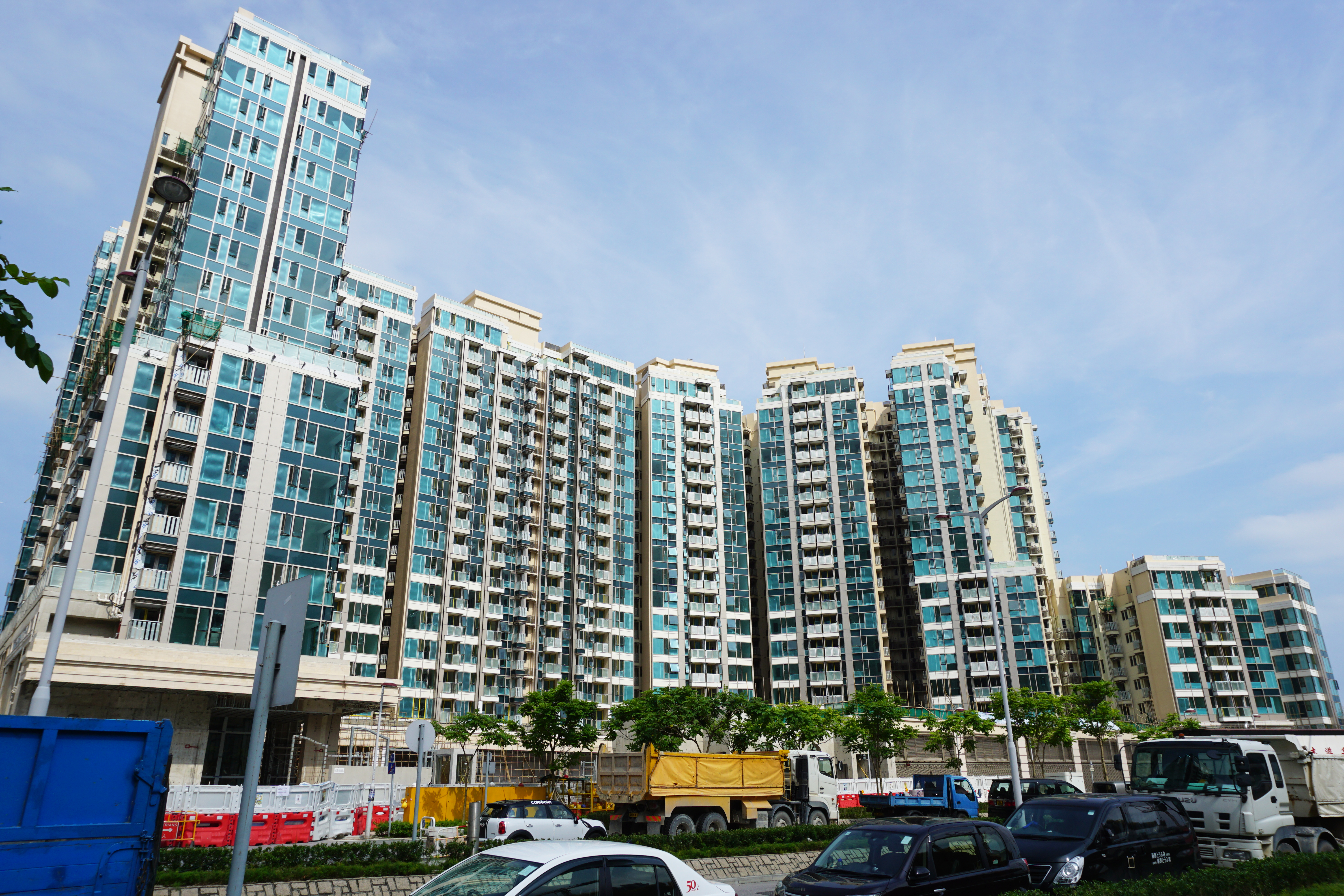
帝景灣
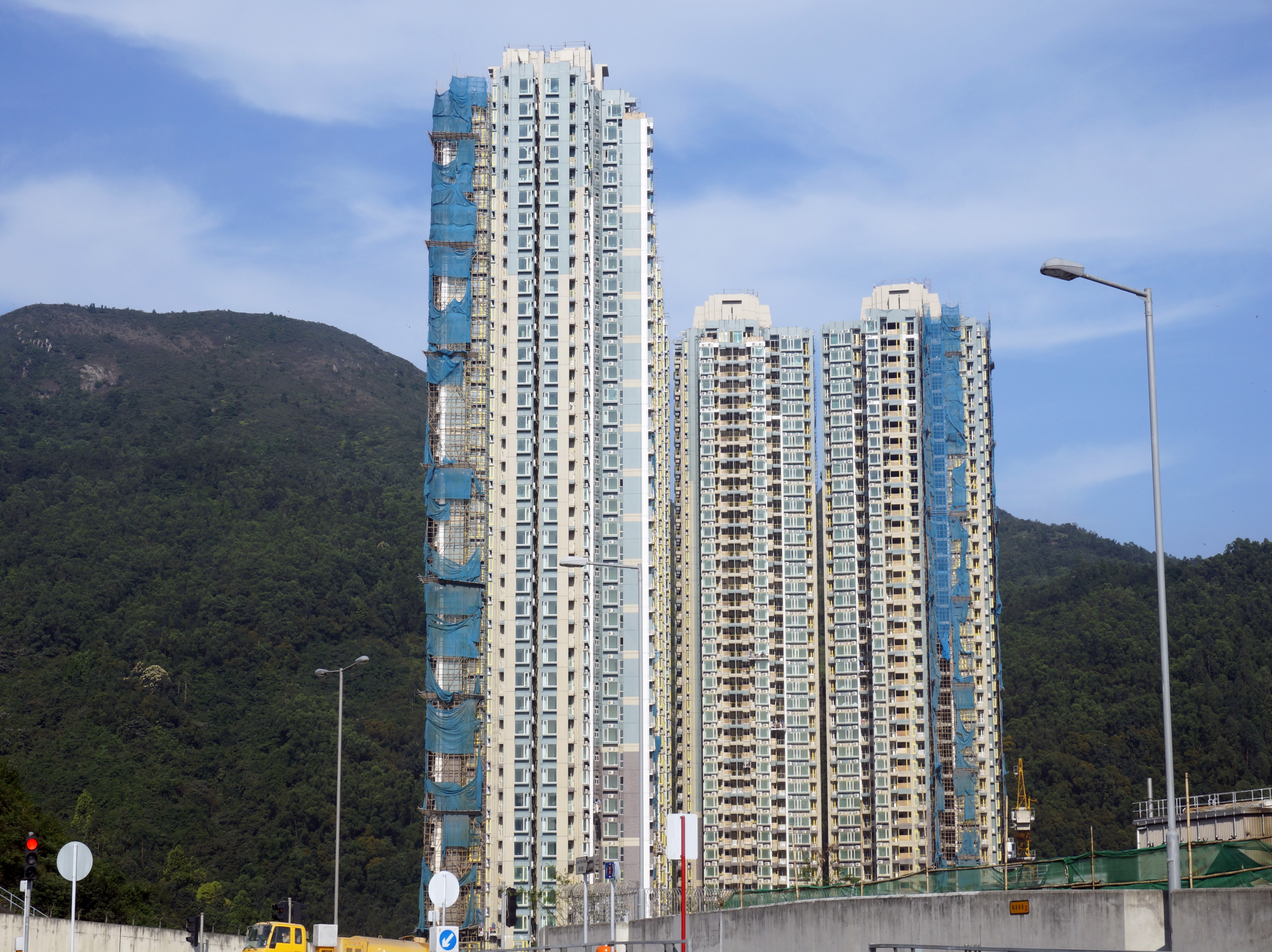
峻瀅
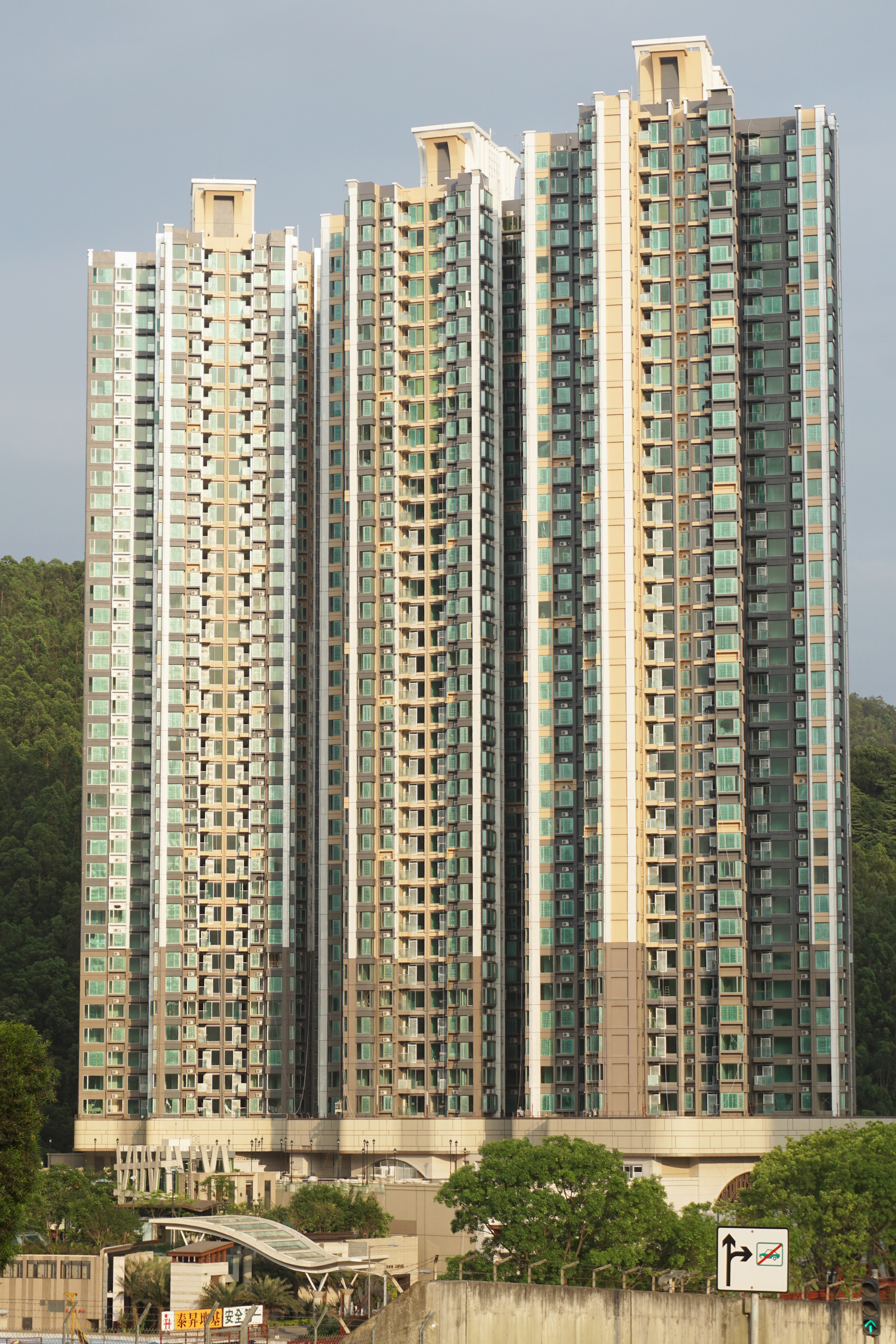
峻瀅II

### 鄉村（村屋）
- 將軍澳村
- 水邊村
- 馬游塘村
- 布袋澳村
- 孟公屋村
- 茅湖仔村

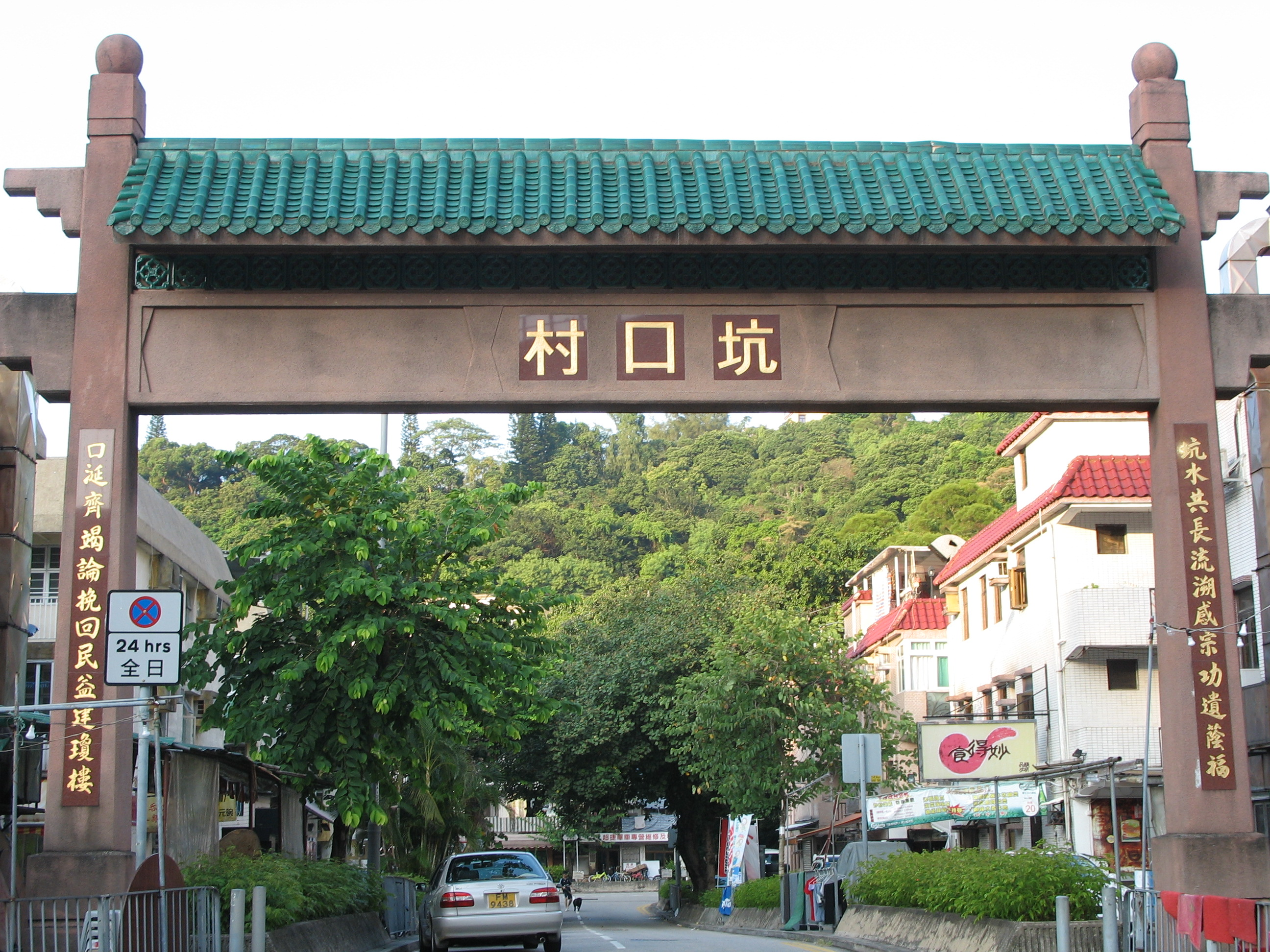
坑口村
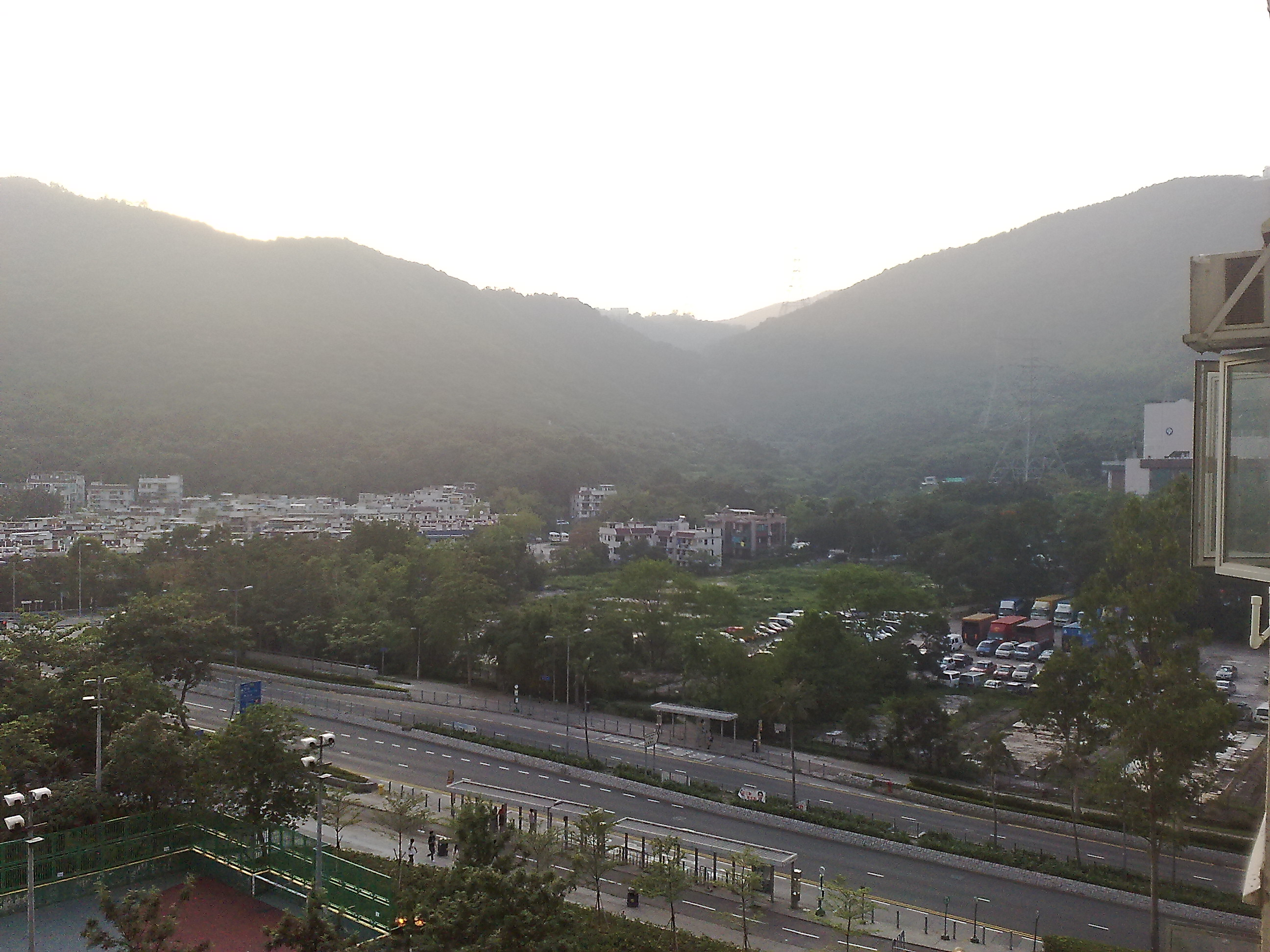
將軍澳村

- 魷魚灣村
- 田下灣村
- 佛頭洲村

- 坑口村
- 將軍澳村

### 購物商場

#### 位於日出康城（近康城站）
- The LOHAS 康城（設全港最大溜冰場及將軍澳最大的戲院）
- 「卓裕大道」商場 Premier Link

#### 位於寶林（近寶琳站）
- MCP One（新都城中心一期）
- MCP Central（新都城中心二期）
- MCP Discovery（新都城中心三期）
- 寶林商場
- 景林商場
- 慧安商場／慧星匯

#### 位於坑口（近坑口站）
- 東港城
- 南豐廣場
- 海悅豪園購物商場
- 「連理街」商場 The Lane
- TKO Gateway（前厚德商場）
- 富寧花園商場
- 明德商場
- 新寶城商場

#### 位於市中心（近將軍澳站）
- 將軍澳中心商場
- 將軍澳廣場商場
- 富康花園商場
- PopCorn
- PopCorn 2（前The Edge 君薈坊）
- PopWalk（天晉滙）
- PopWalk 2（天晉滙 2）
- PopWalk 3（天晉滙 3）
- Ocean PopWalk （海天晉滙）
- TKO Spot（前尚德廣場，曾稱尚德商場）
- Parkside Mall
- MONTEREY Place
- CAPRI Place
- SAVANNAH Place
- 嘉悅基座商場
- 帝景灣商場
- Papillons Square 翩滙坊
- 藍塘傲格林威治村
- 雍明商場

#### 位於調景嶺（近調景嶺站）
- 彩明商場
- 都會駅
- 維景灣畔

#### 位於翠林／將軍澳山區
- 翠林新城（前翠林商場）
- 康盛花園商場

#### 商場一覽

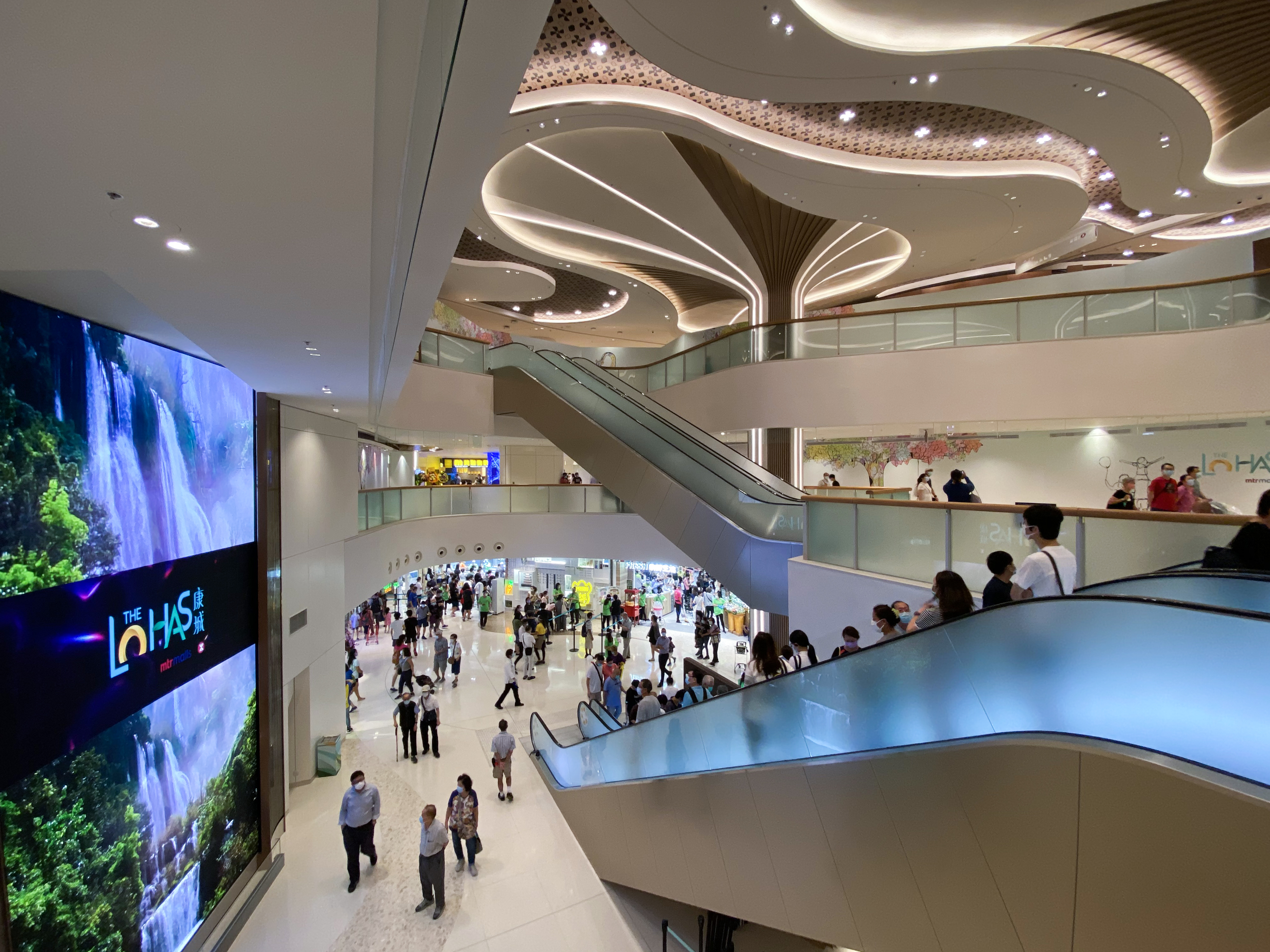
The LOHAS 康城
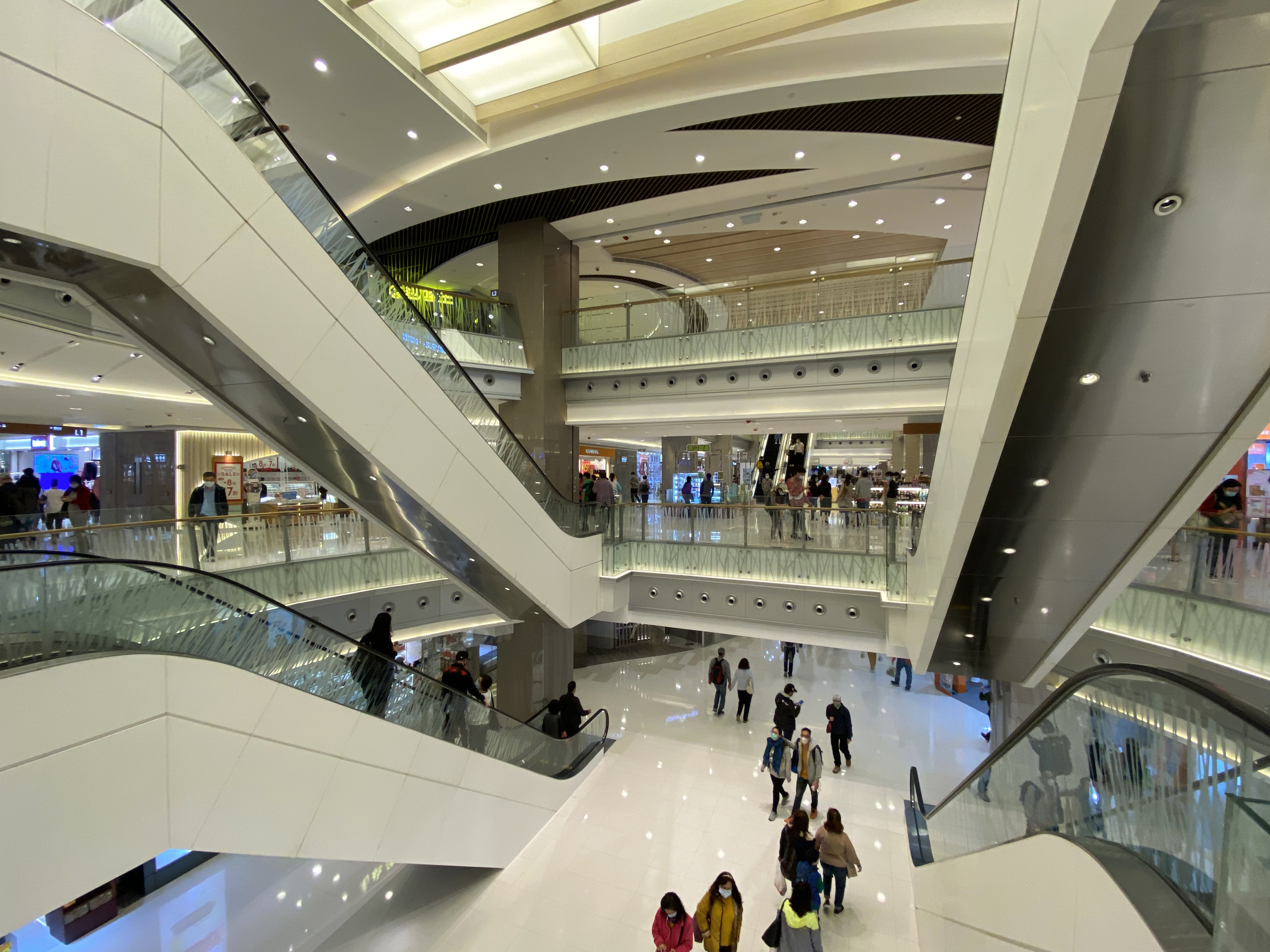
MCP新都城中心
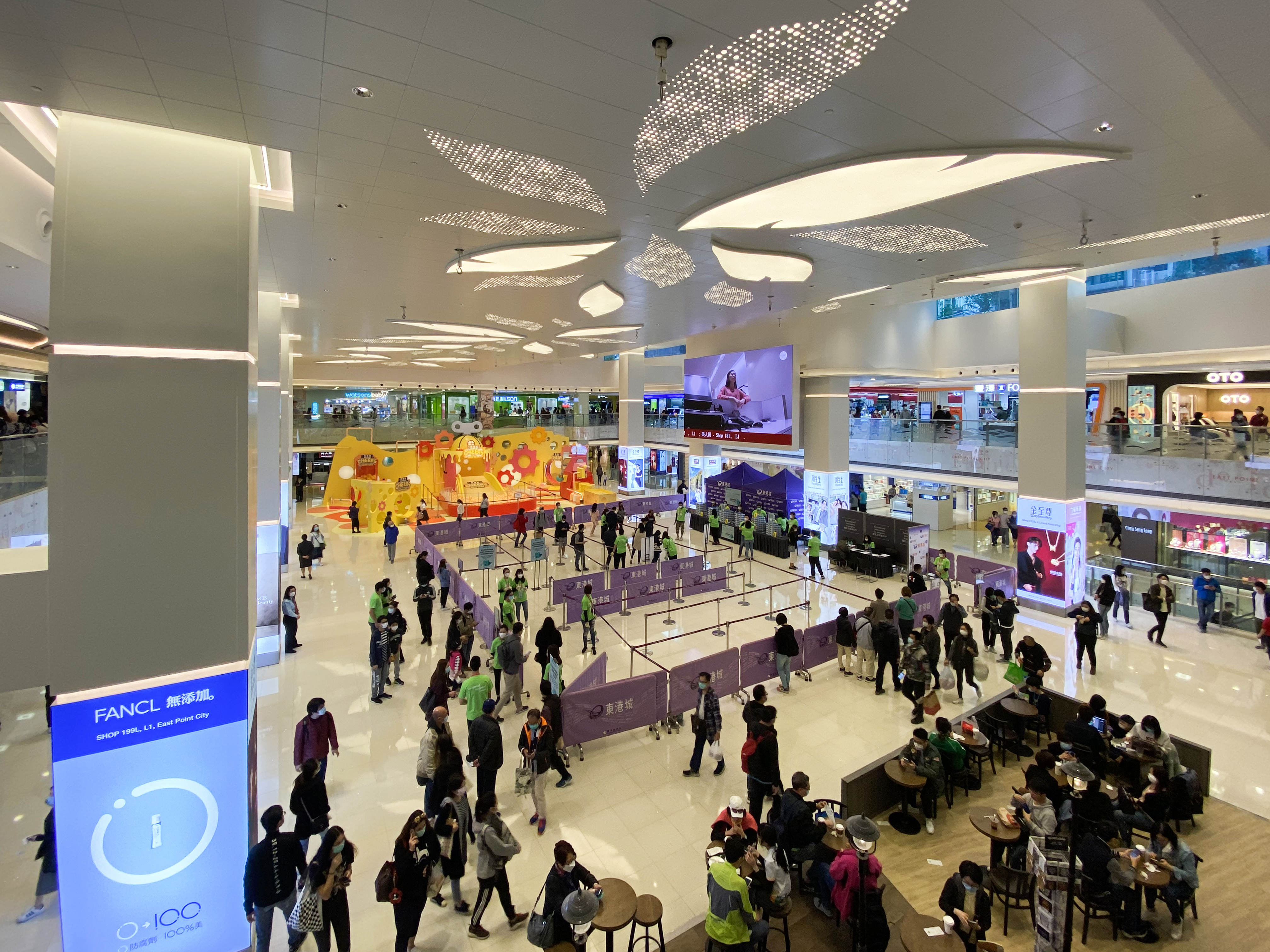
東港城
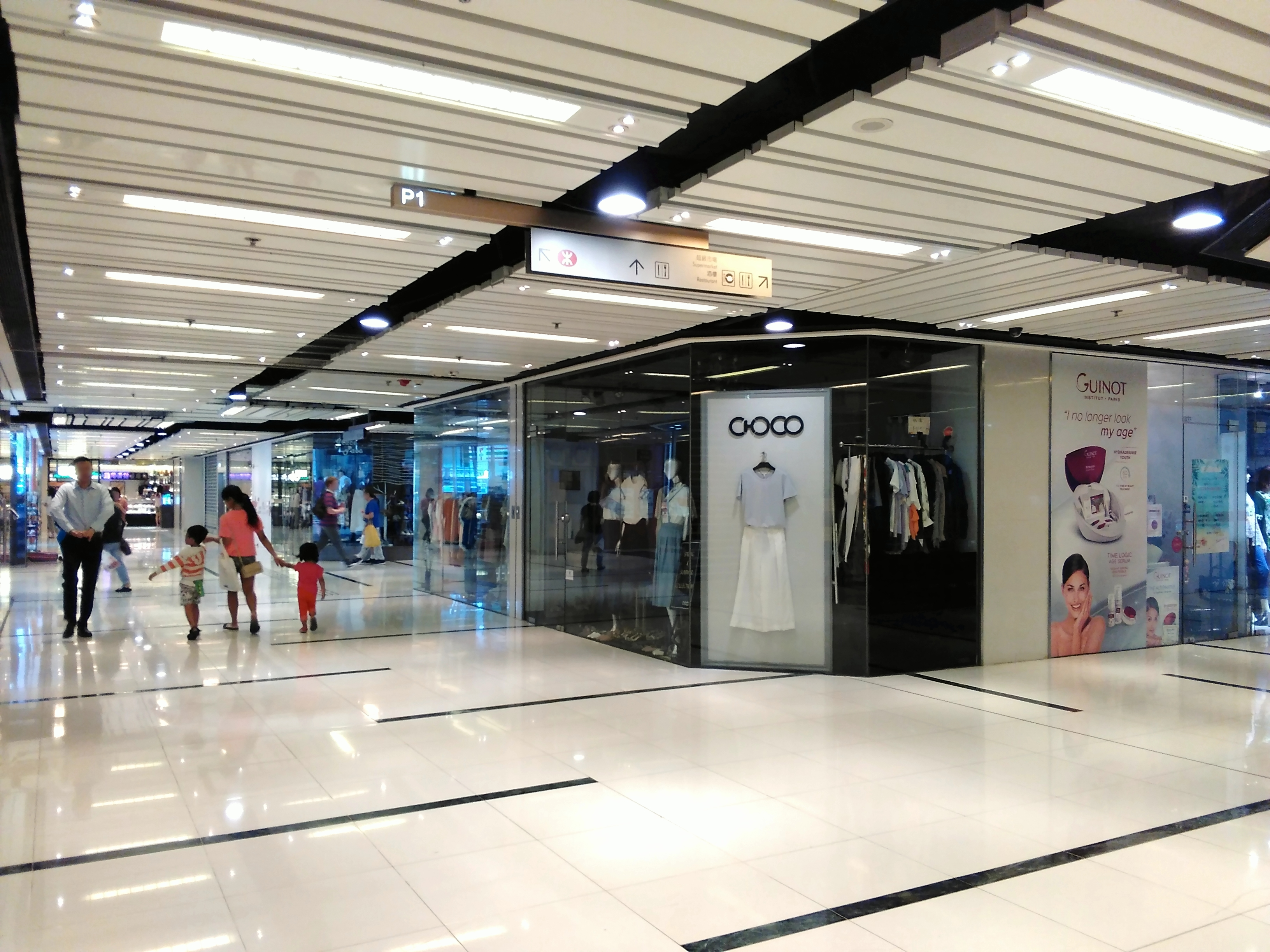
南豐廣場
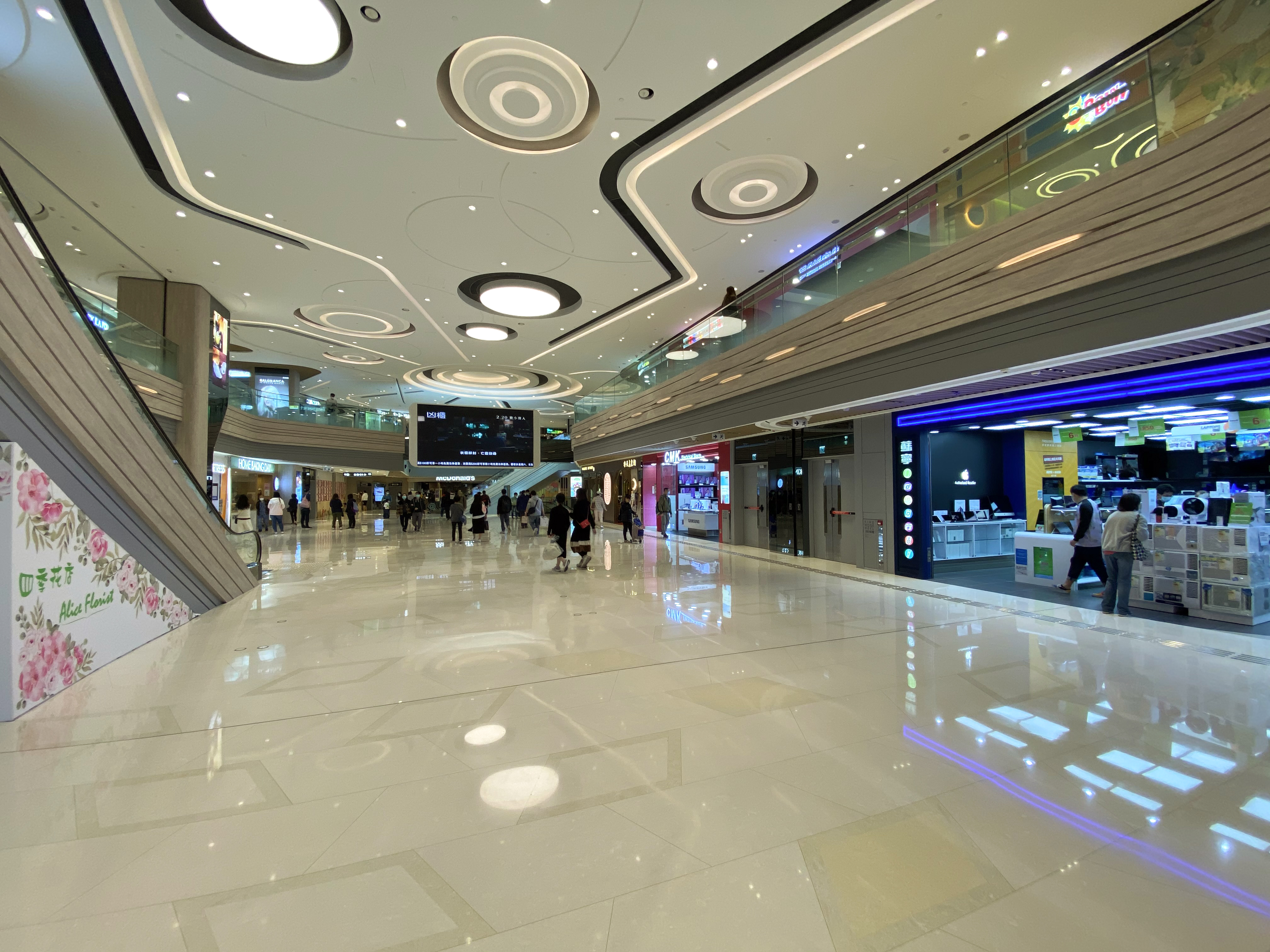
將軍澳中心
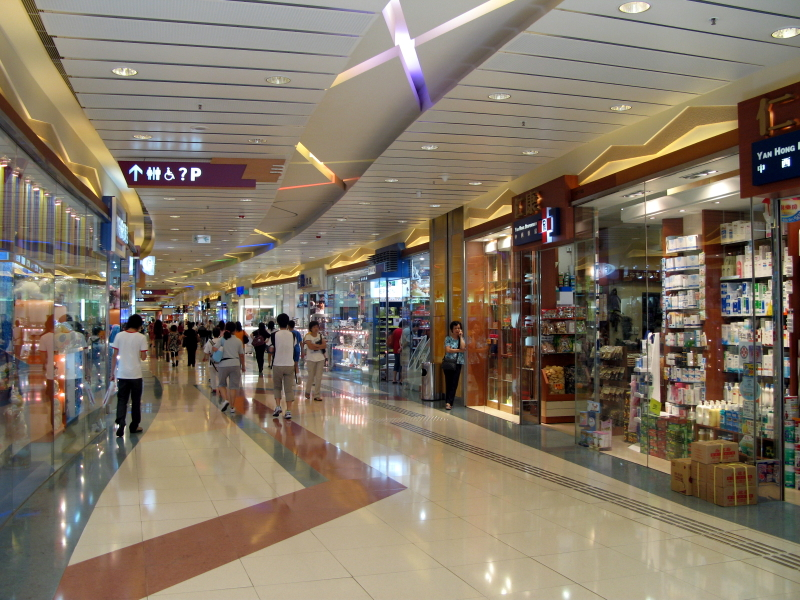
「連理街」商場
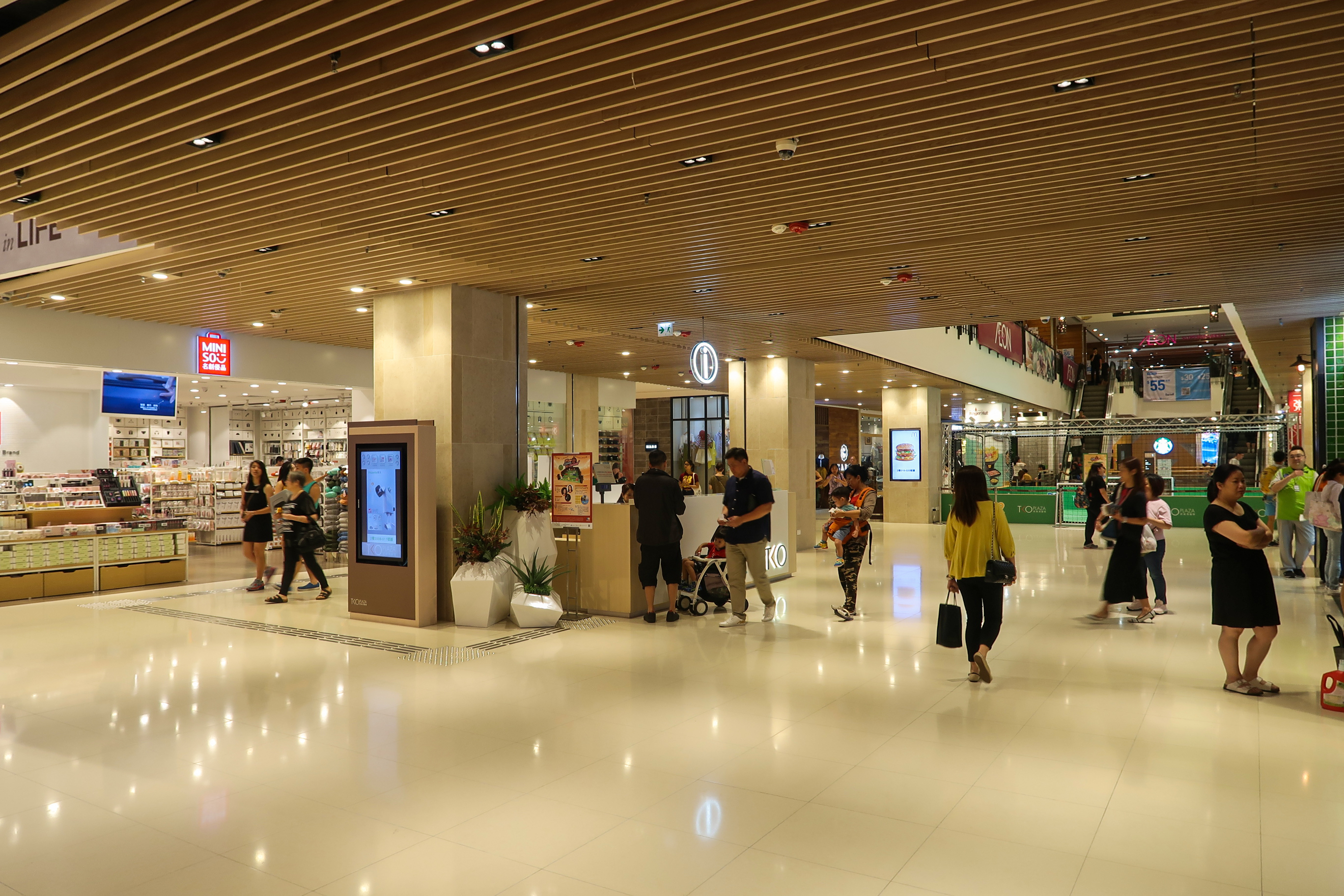
將軍澳廣場
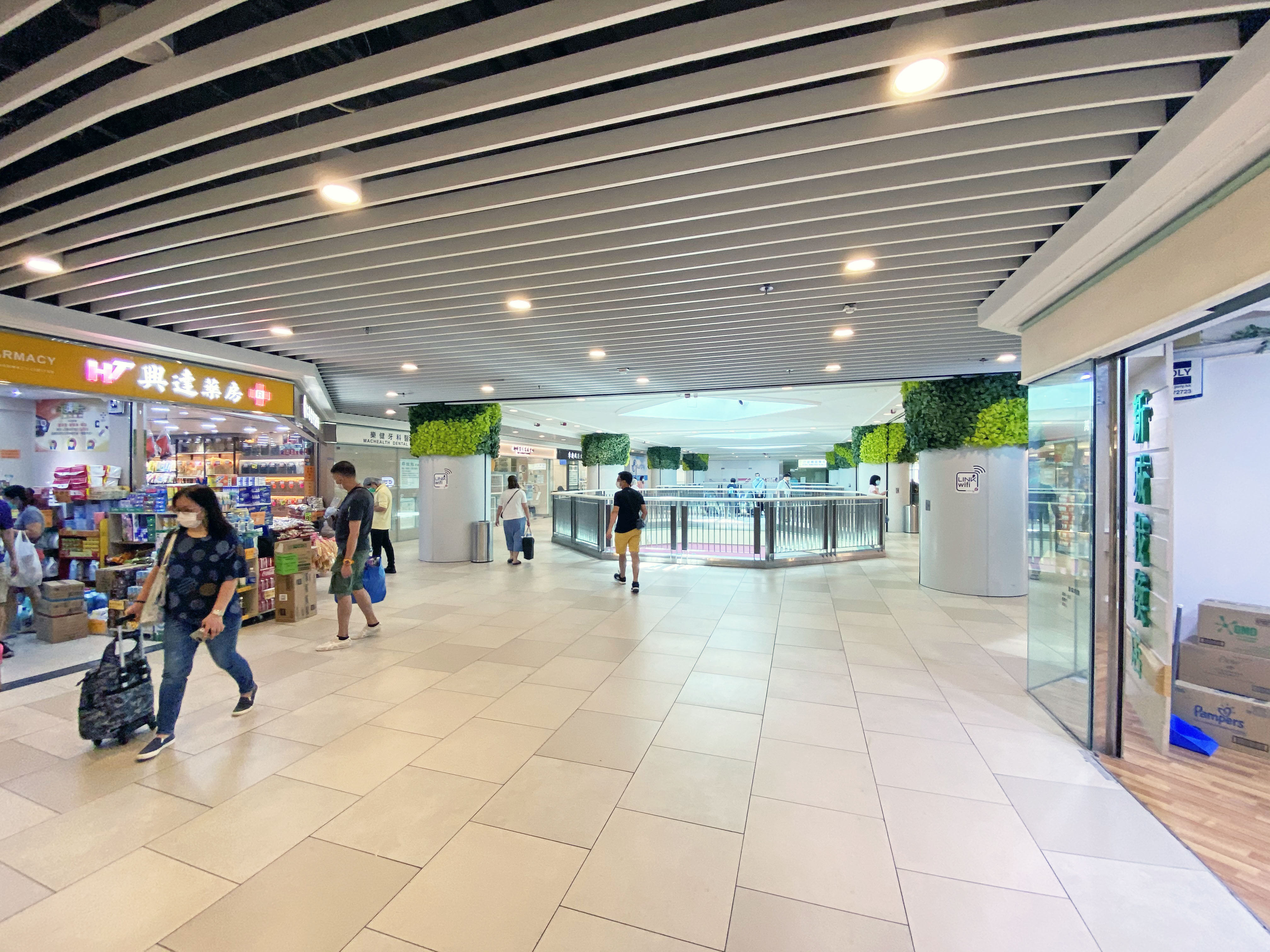
彩明商場
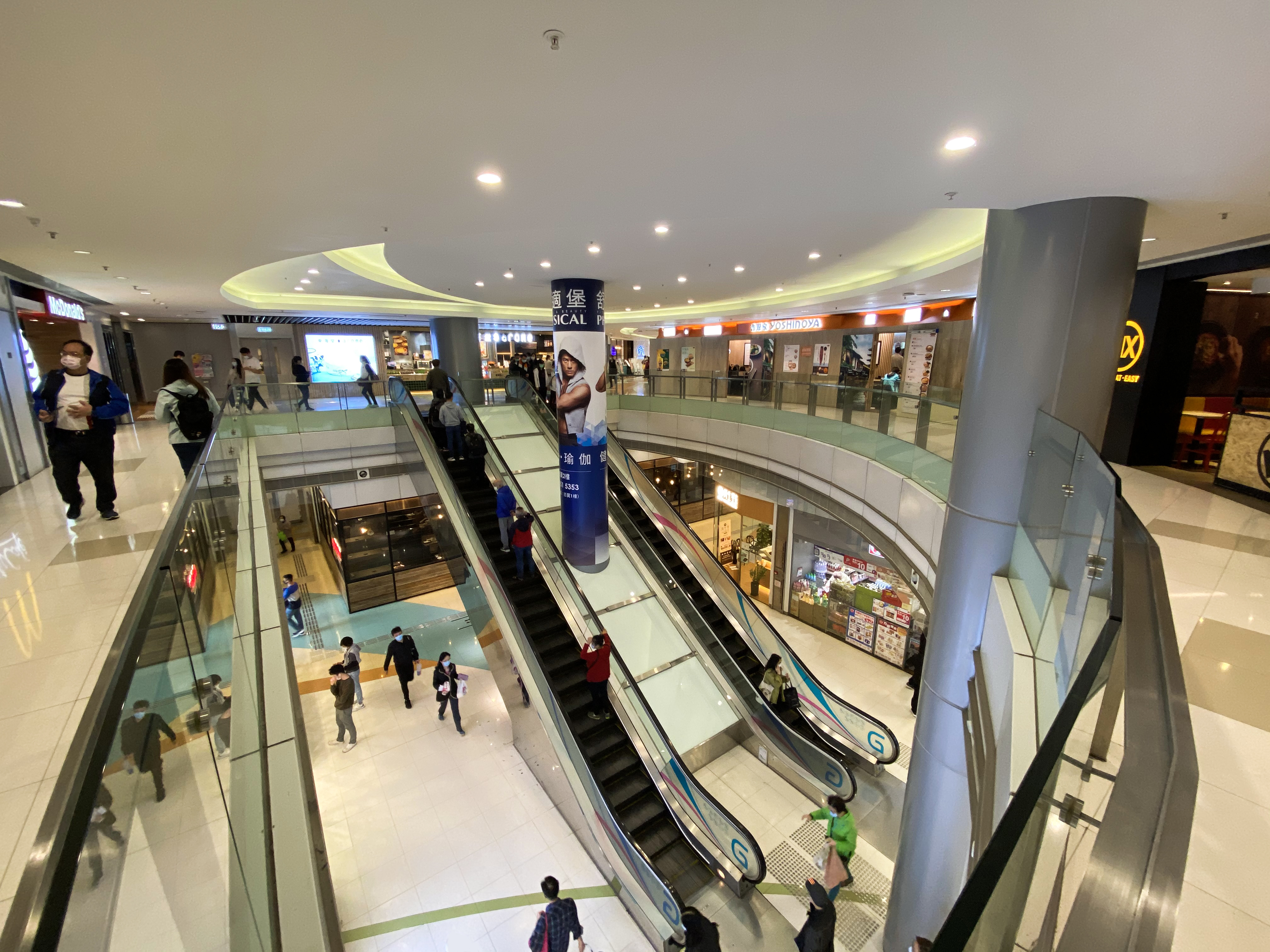
TKO Gateway
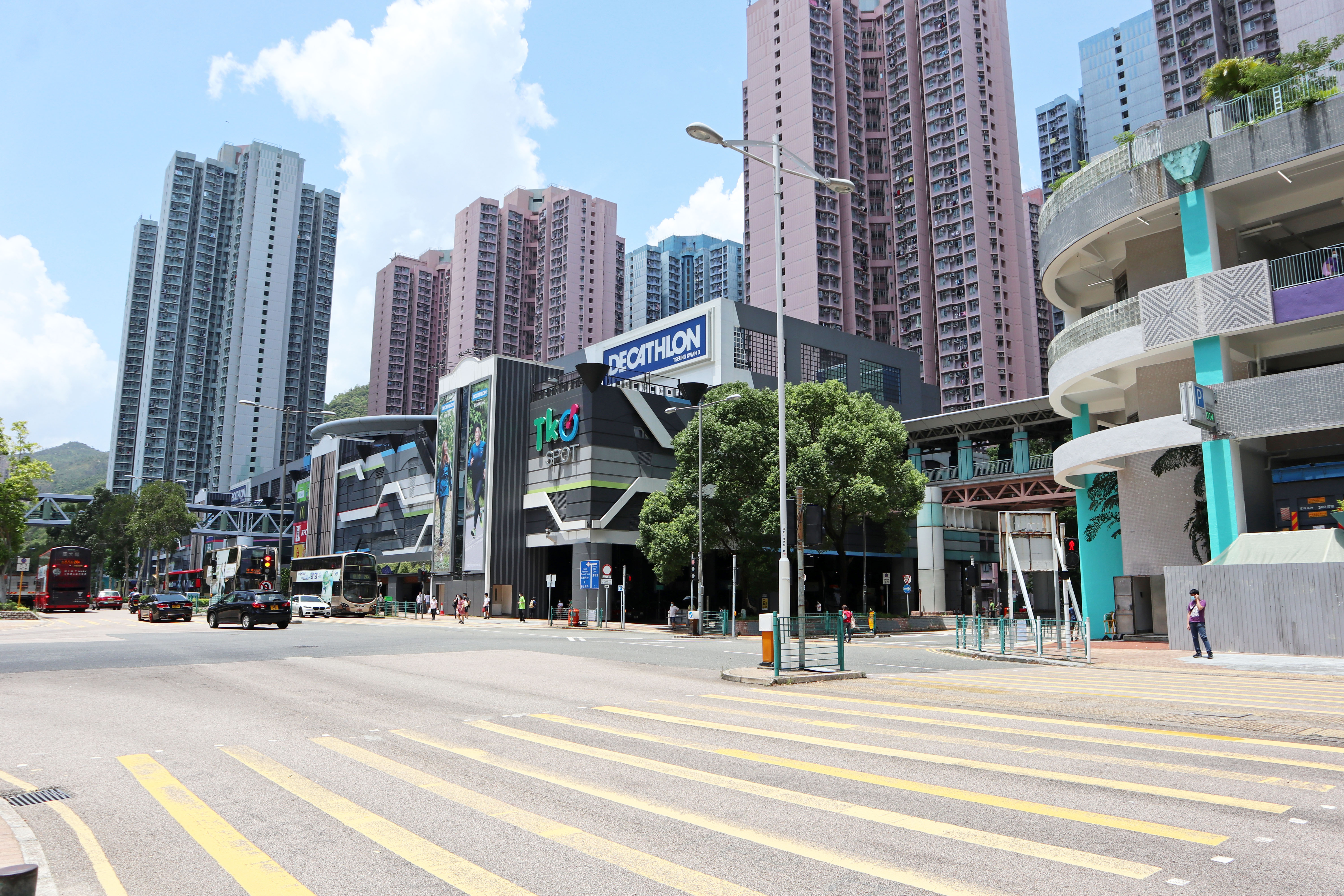
TKO Spot
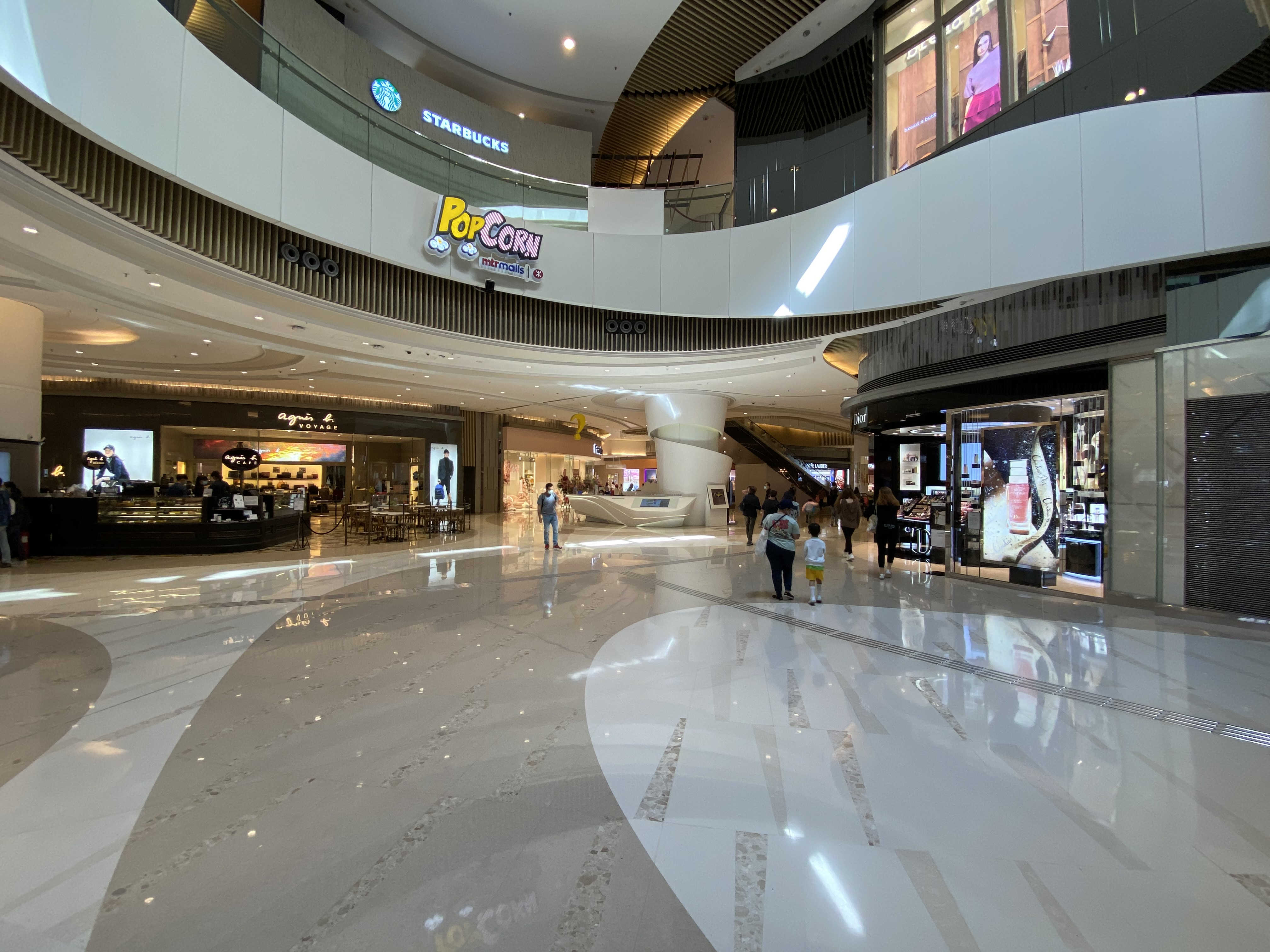
PopCorn
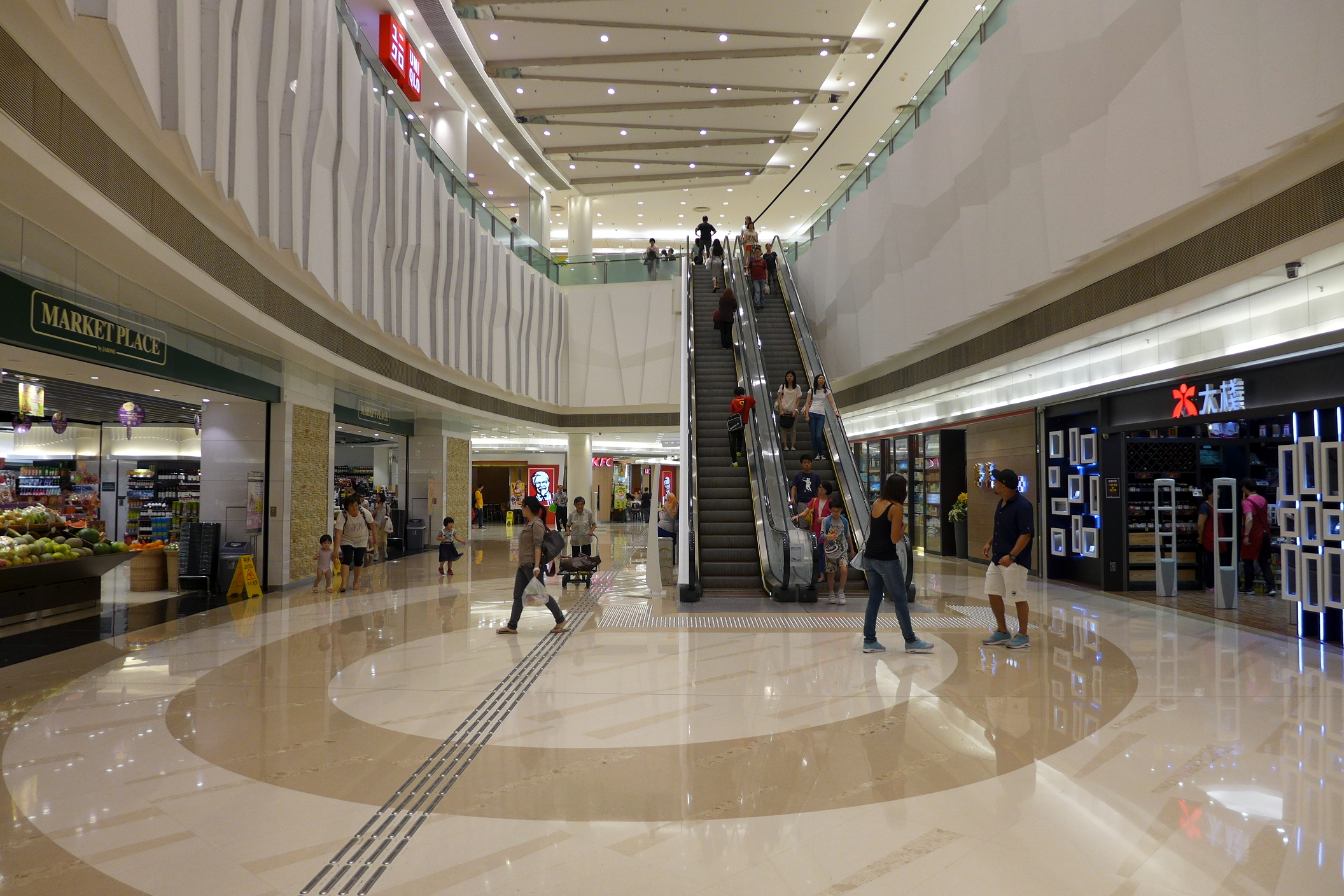
PopCorn 2
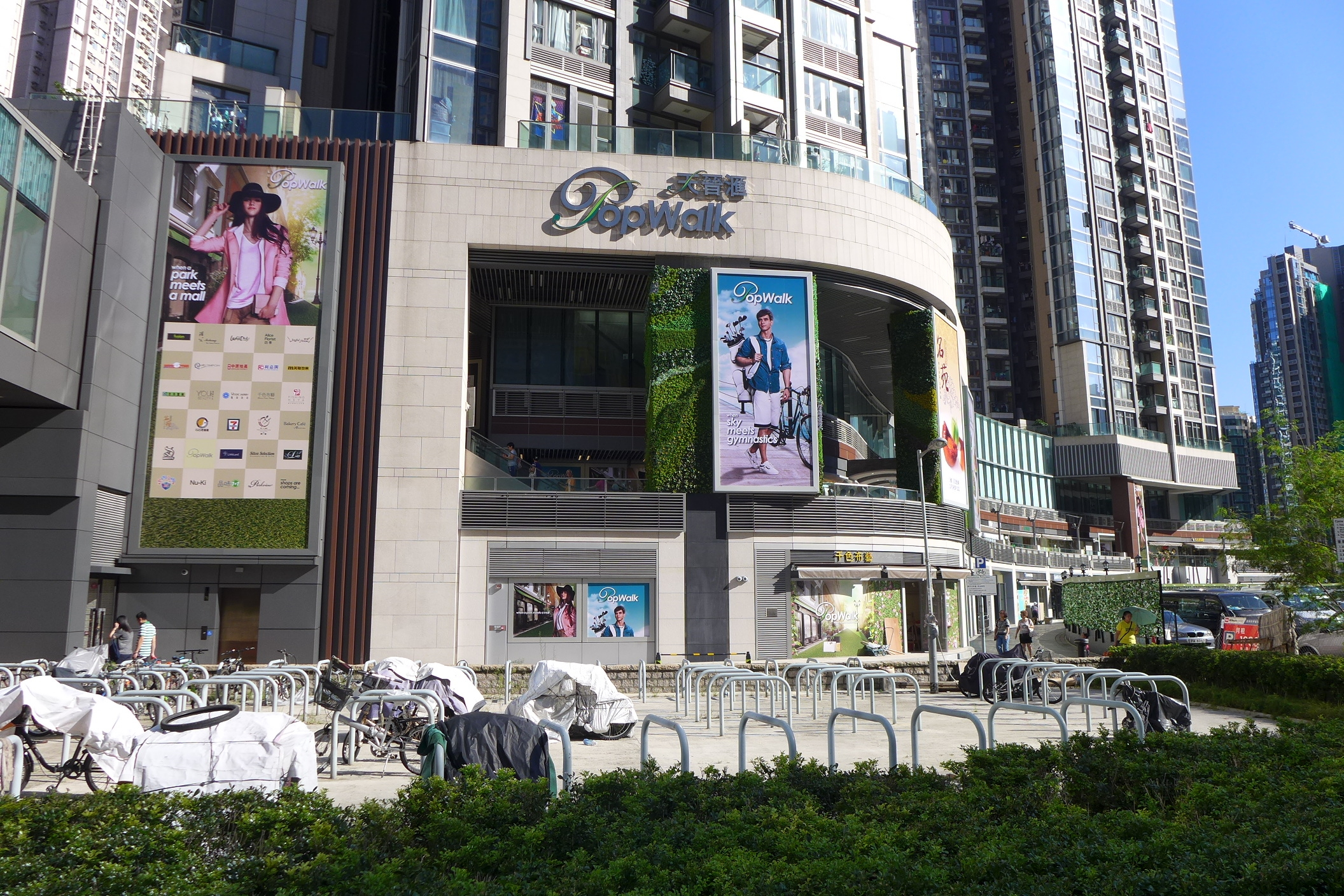
PopWalk
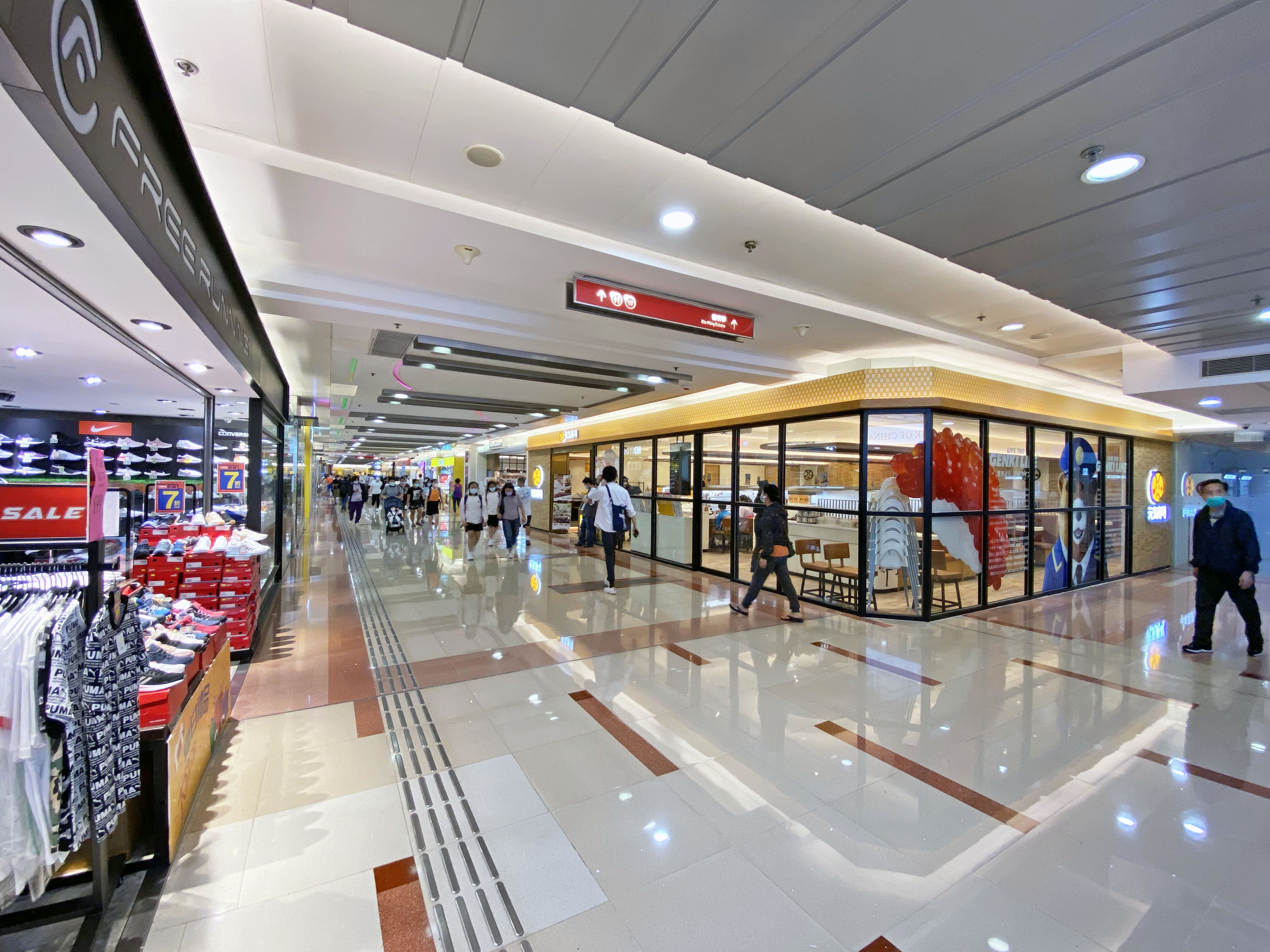
都會駅商場
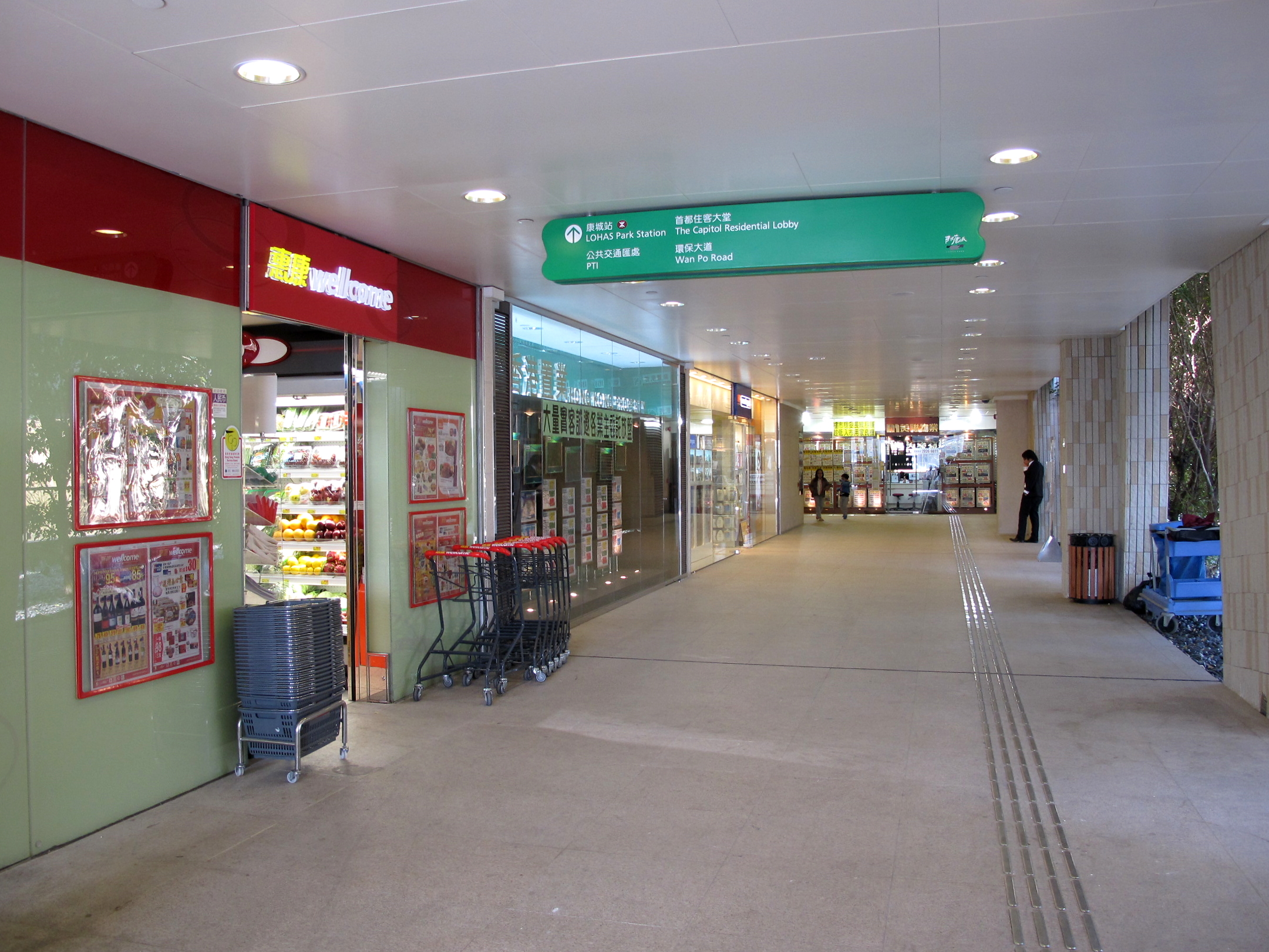
「卓裕大道」商場
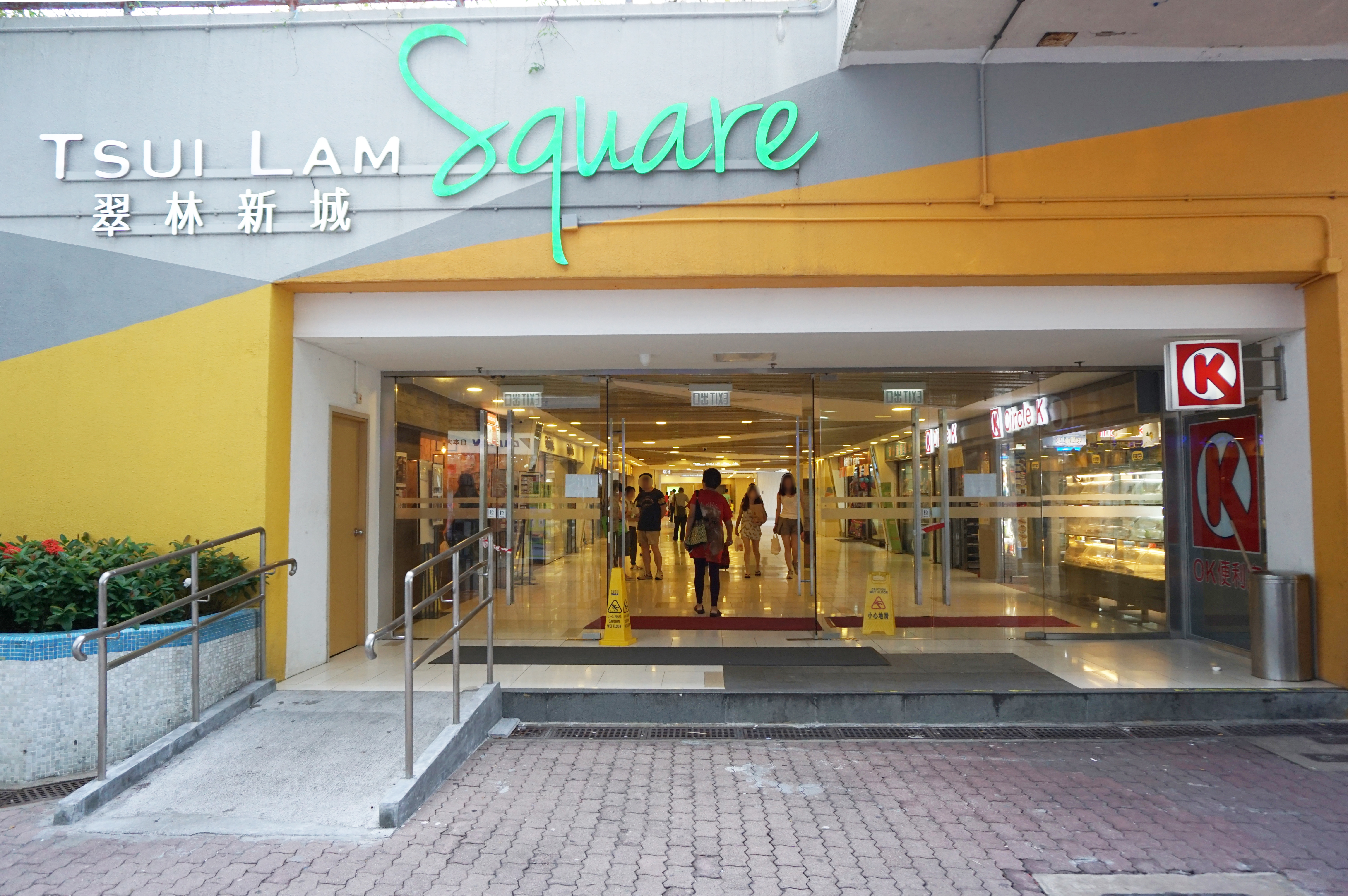
翠林新城
前寶勤樓商場（現成為寶林商場一部分）

### 酒店及服務式住宅
- 香港九龍東皇冠假日酒店
- 香港九龍東智選假日酒店
- 星峰薈

## 公共設施

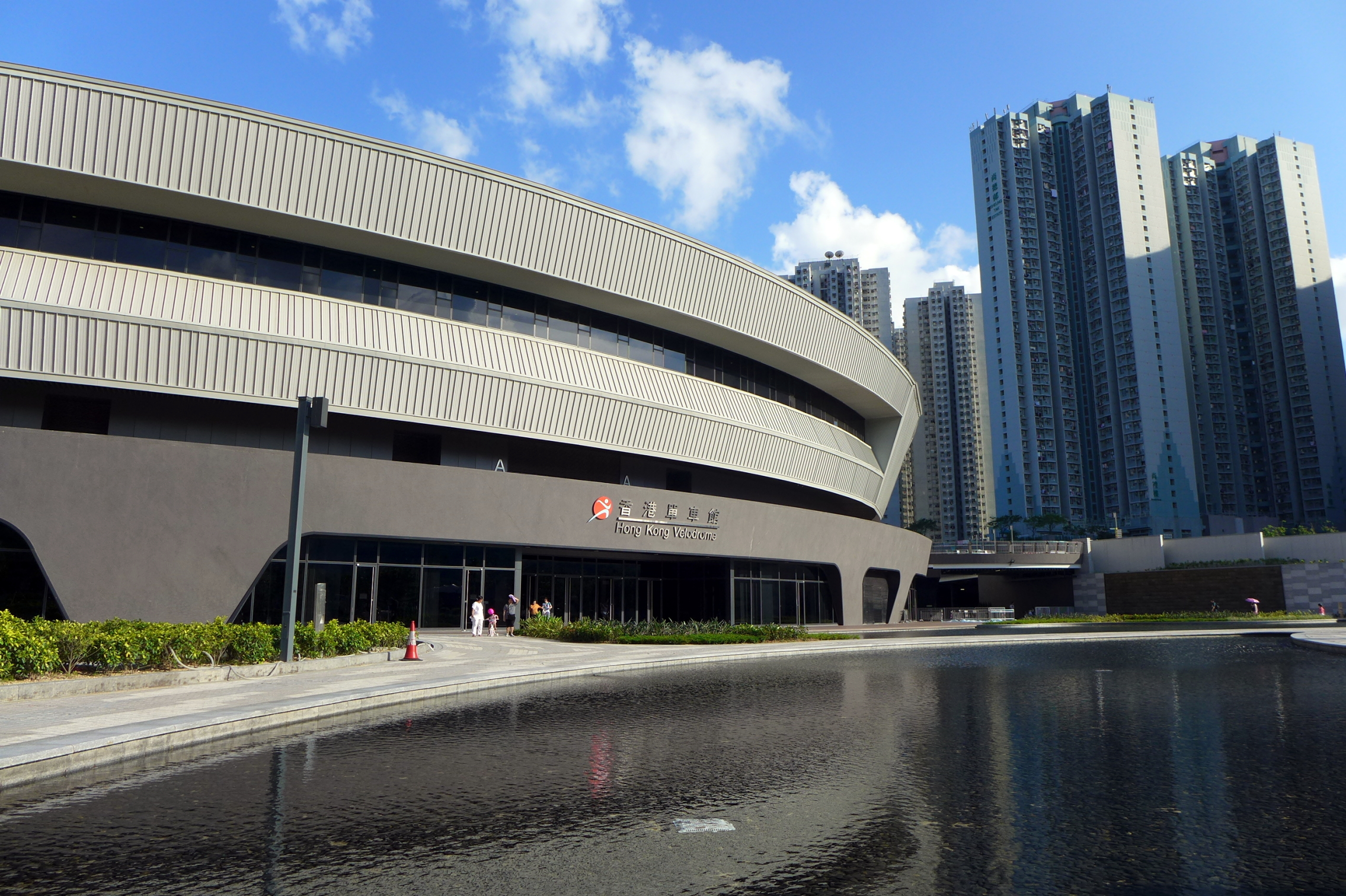
香港單車館

將軍澳公共圖書館(左)與將軍澳游泳池(中)及將軍澳體育館(右)組織為將軍澳最大型的康樂及圖書館綜合場館。

將軍澳醫院

西貢將軍澳政府綜合大樓

### 醫療服務
公營醫院（九龍東聯網）
- 將軍澳醫院– 為將軍澳區居民提供中層服務的全科醫院。
- 靈實醫院 – 為聯網提供非急性護理、復康及療養服務的延續護理醫院。
- 將軍澳賽馬會診所
- 將軍澳寶寧路母嬰健康院
- 將軍澳寶寧路長者健康中心
- 將軍澳中醫醫院及政府中藥檢測中心（預計2025年落成）

### 政府部門
- 西貢將軍澳政府綜合大樓
- 將軍澳南服務設施大樓（設社區會堂、長者服務中心、綜合家庭服務中心，以及特殊幼兒中心等社福中心）
- 將軍澳政府合署（預計2025年落成）
  - 佔地約16,680平方米，樓高12層，並另設2層地庫停車場。
- 將軍澳聯用綜合大樓（預計2028年至29年落成）
  - 佔地約6000平方米大樓，樓高12層，並另設2層地庫停車場，將為區內居民提供首個公眾街市，醫療設施（包括西貢地區康健中心、兒童體能智力測驗中心、母嬰健康院、皮膚科診所及捐血中心），福利設施（包括長者鄰舍中心、長者日間護理中心、殘疾人士地區支援中心、家長／親屬資源中心、到校學前康復服務辦事處及展能中心）
- 入境事務處總部 （佔地約17,200平方米）
- 將軍澳第85區香港電台新廣播大樓（佔地30600平方米）（建議中）
- 將軍澳第86區政府聯用大樓兼政府化驗所總部（佔地6100平方米）（建議中）

### 治安部門
- 將軍澳警署
- 寶林消防局
- 寶林救護站
- 大赤沙消防局
- 大赤沙救護站
- 消防及救護學院
- 消防局暨救護站
  - 位於將軍澳第72區，佔地約32453平方呎，屬政府、機構或社區地帶。擬建新大樓有16層附連天台，設施包括部門宿舍、分區消防局暨救護站，並提供132個部門宿舍單位，預計2024年第3季完工
- 水警總區總部及水警港口分區基地
  - 位於將軍澳第86區。此幅土地現正由土木工程拓展署進行一項「將軍澳跨灣連接路」工程。按照現時土木工程拓展署的工程進度表，該幅工程土地預期於2021年按階段移交予香港警務處。整個移交程序預計將於2022年完成。加上三年的施工期及搬遷時間，新建的水警總部及水警港口分區基地預計將會最早於2026年啟用

### 公園
- 香港單車館公園（前稱將軍澳市鎮公園）
- 坑口文曲里公園
- 寶康公園
- 寶翠公園
- 將軍澳海濱公園
- 將軍澳南海濱長廊
- 鴨仔山公園
- 唐明街公園（連接唐明街休憩處）（前稱將軍澳市中心公園）
- 寶琳休憩處
- 馬游塘休憩花園
- 貿泰路花園
- 田下灣花園
- 培成花園
- 坑口花園
- 將藍公路花園
- 常寧遊樂場
- 魷魚灣遊樂場
- 翠嶺里遊樂場
- 茅湖仔足球場
- 將軍澳第66區市鎮公園及公眾停車場（佔地約1.65萬平方米）（項目位于寶邑路與至善街之間的第66區，預計於2028年落成）
- 將軍澳南公園（佔地約38820平方米）（項目位于寶邑路與至善街之間的第68區，預計2025年8月至10月上旬分階段開放）
- 調景嶺公園（佔地約為5.8公頃）'(計劃中)
- 調景嶺花園（佔地405平方米）（2024年3月28日落成啟用）
- 日出公園（只供日出康城住客使用）
- 動感公園（只供日出康城住客使用）

寶康公園
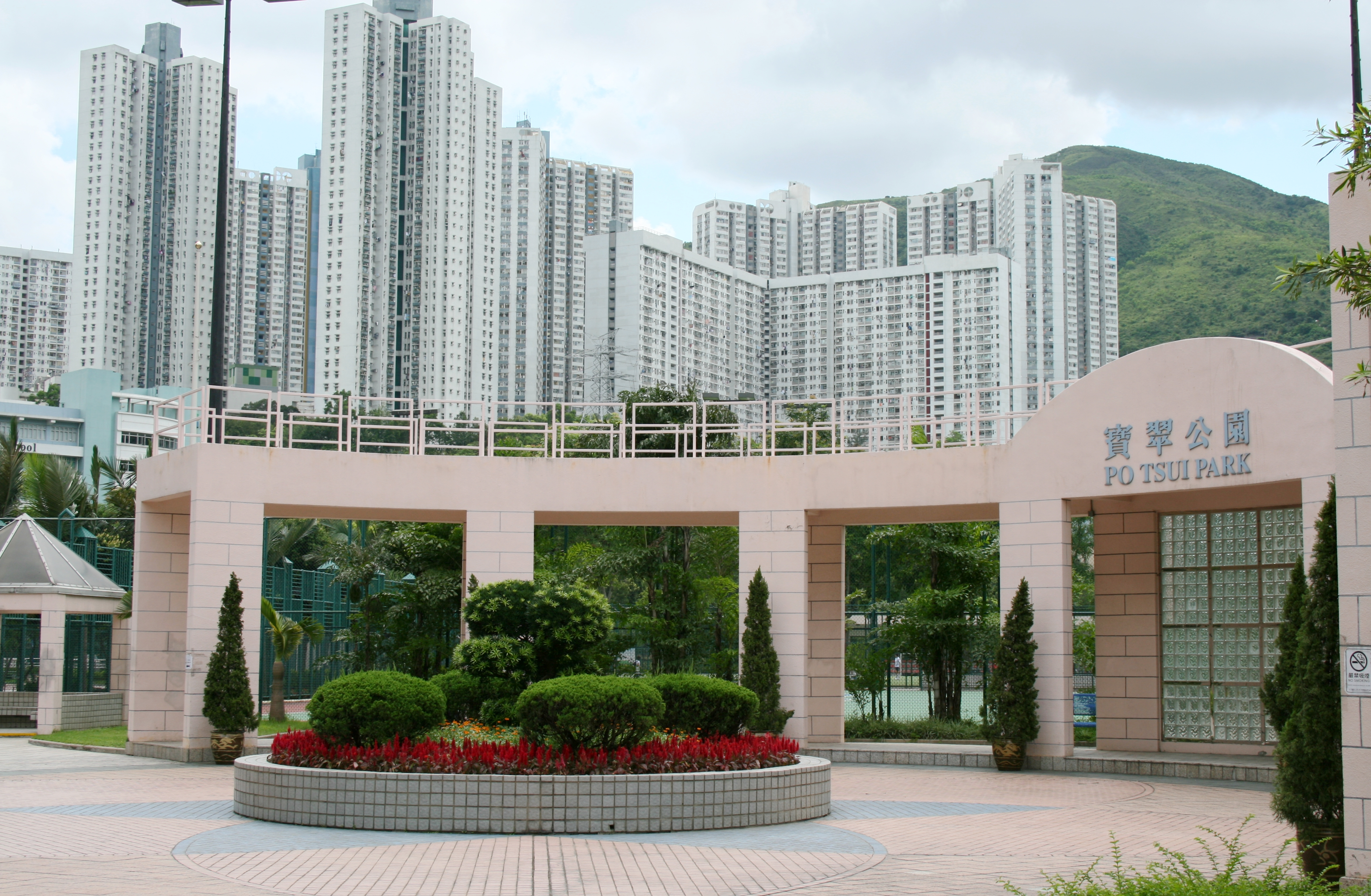
寶翠公園
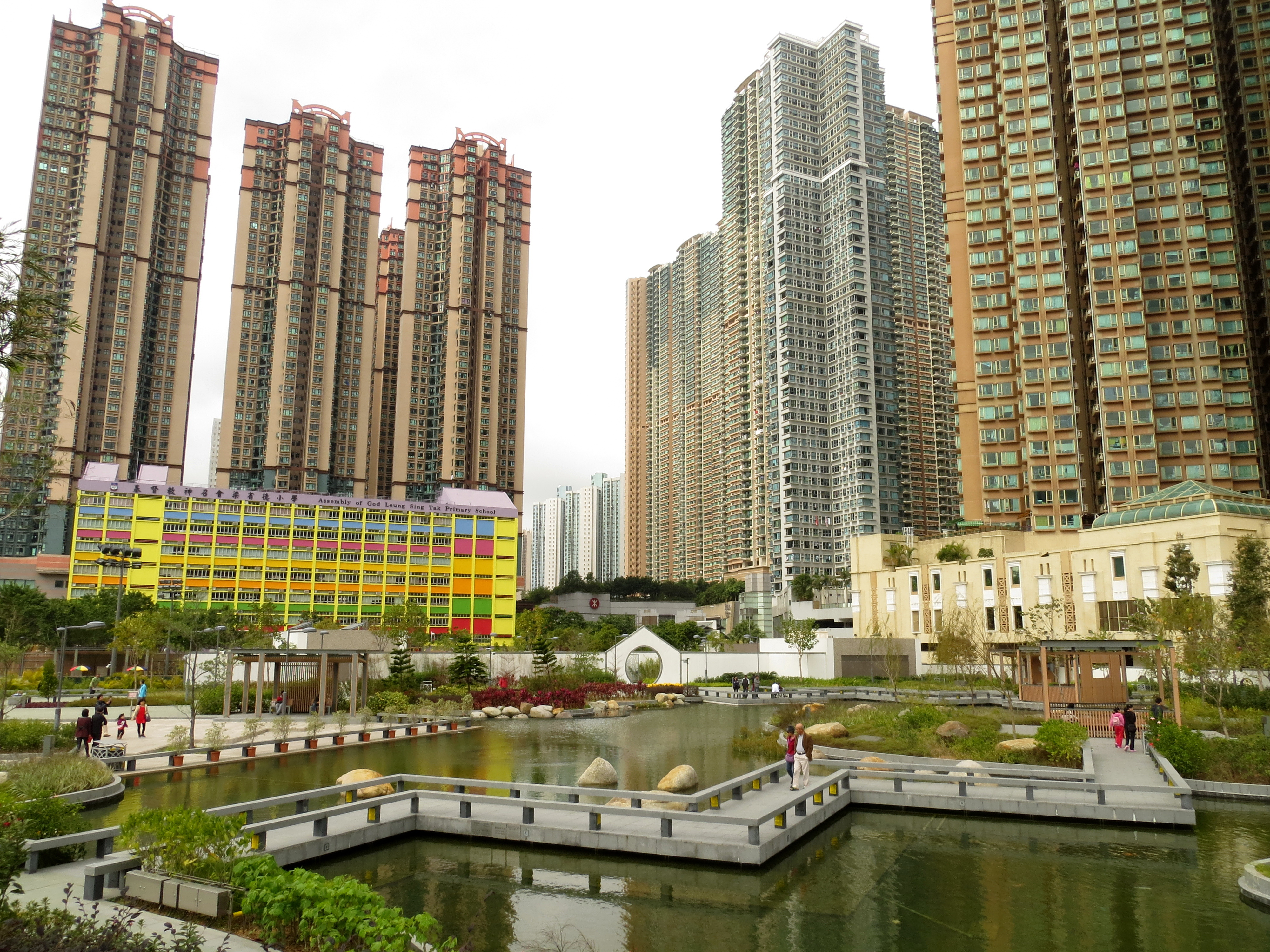
坑口文曲里公園
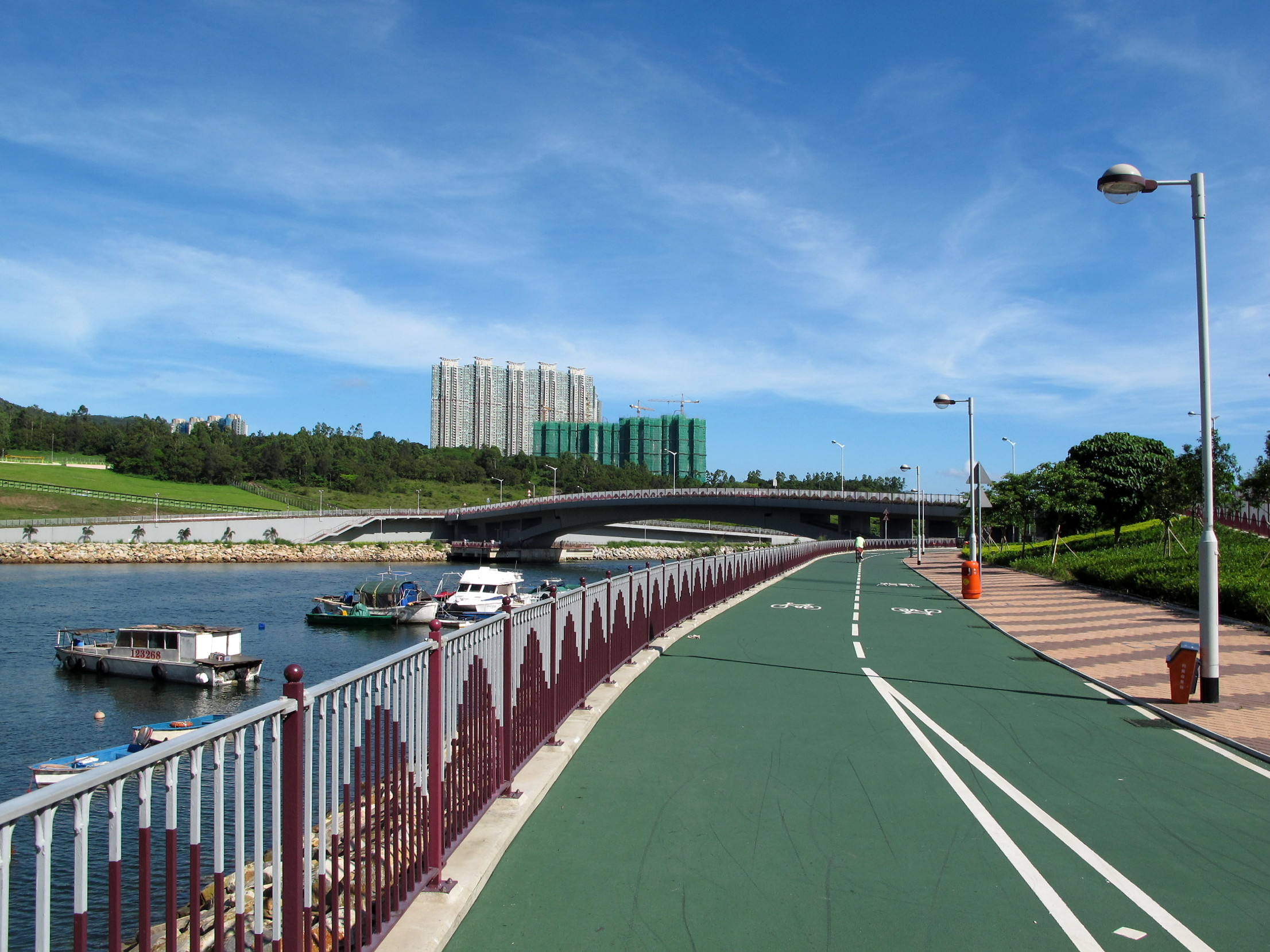
將軍澳海濱公園
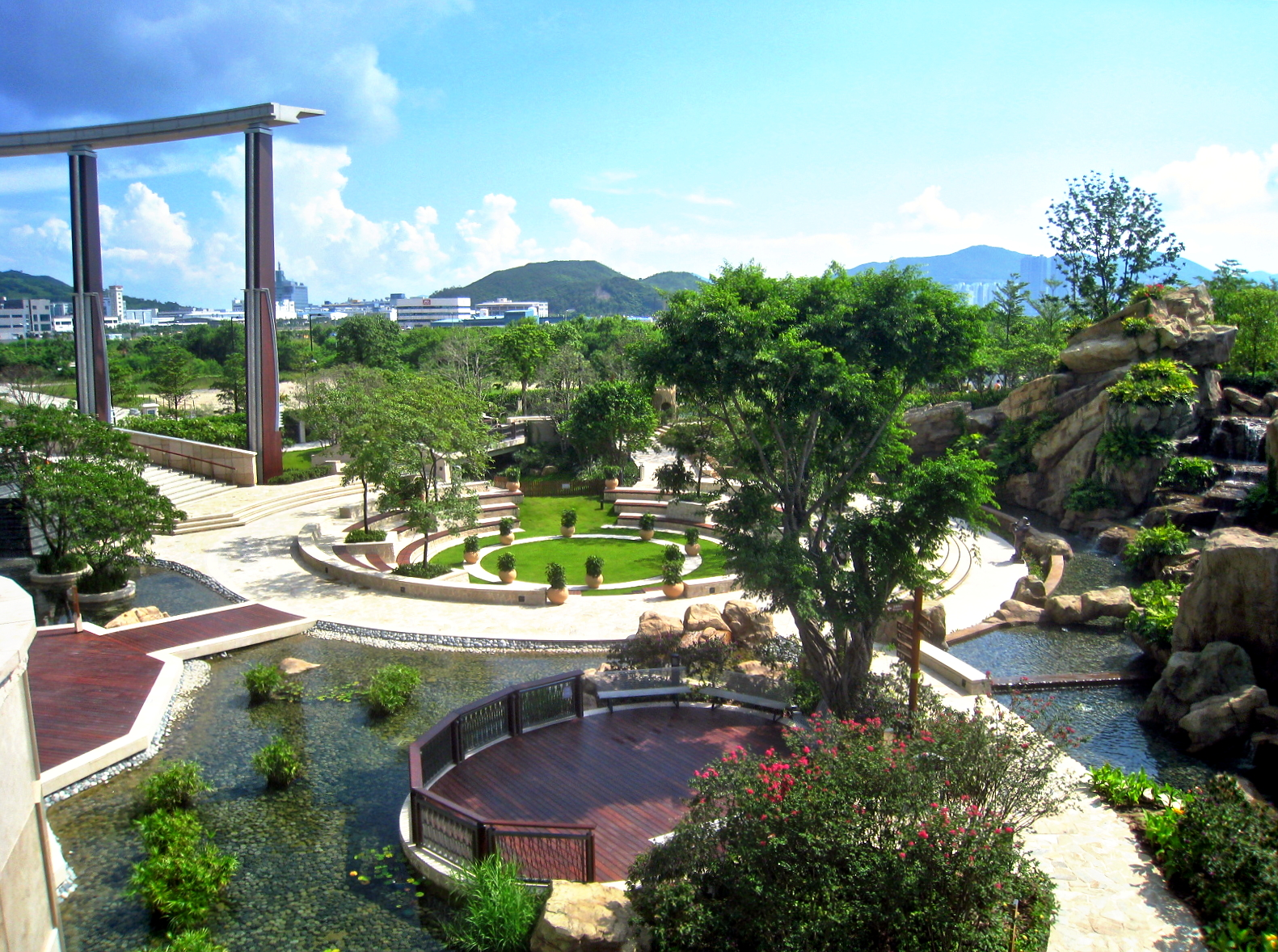
日出公園

### 文娛設施
- 香港單車館（佔地6.6公頃）
- 將軍澳運動場（佔地5.9公頃）
- 調景嶺體育館
- 調景嶺公共圖書館
- 寶林體育館
- 翠林體育館
- 坑口體育館（位於西貢將軍澳政府綜合大樓）
- 將軍澳體育館
- 將軍澳游泳池
- 將軍澳公共圖書館
- 西貢文物館（位於仁濟醫院王華湘中學內）
- 賽馬會香港足球總會足球訓練中心
- 將軍澳水上活動中心（計劃中）
- 將軍澳第65區體育館兼室內暖水游泳池及河畔公園（計劃中）
- 將軍澳第86區室內康樂中心（計劃中）

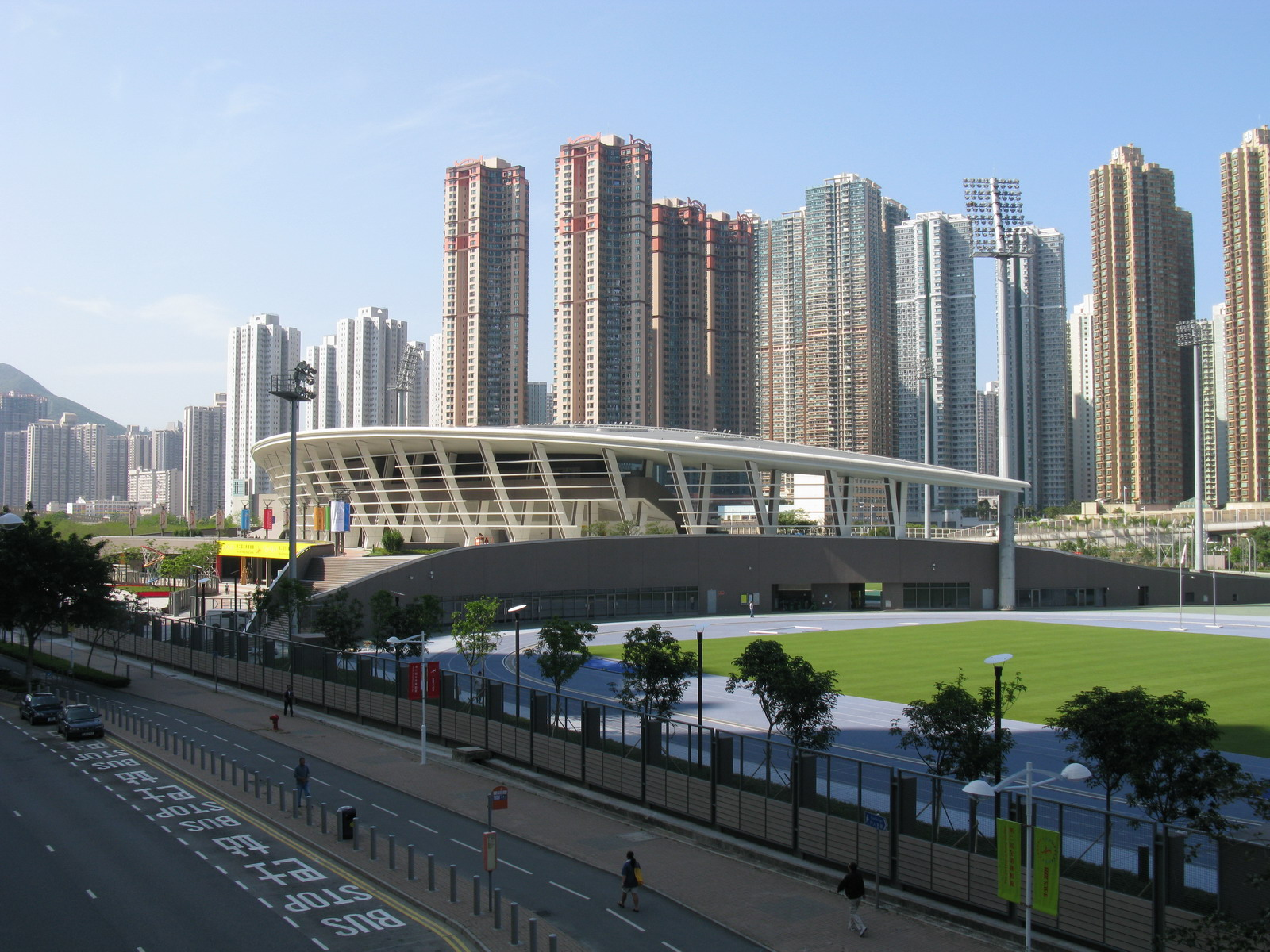
將軍澳運動場
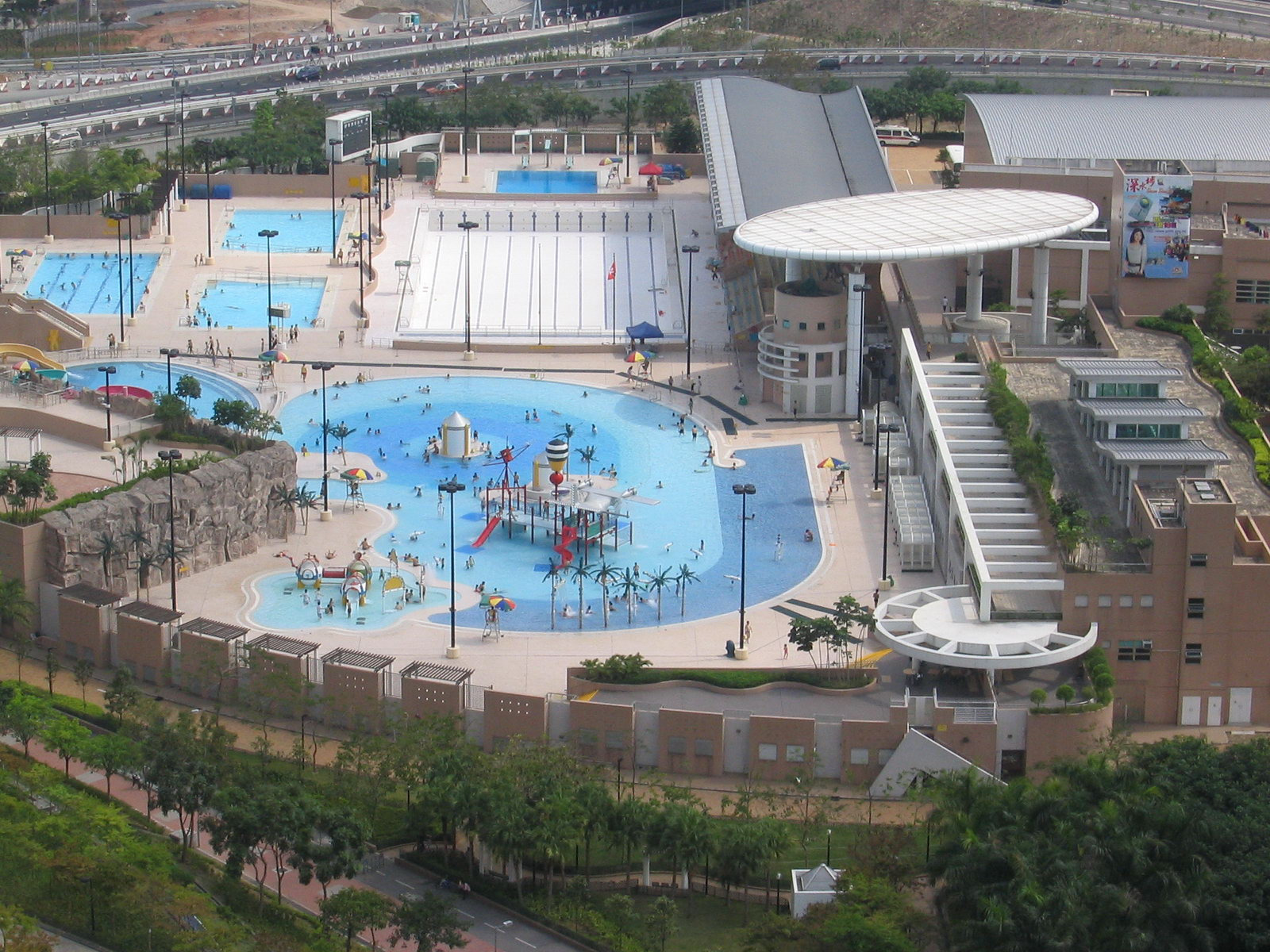
將軍澳游泳池
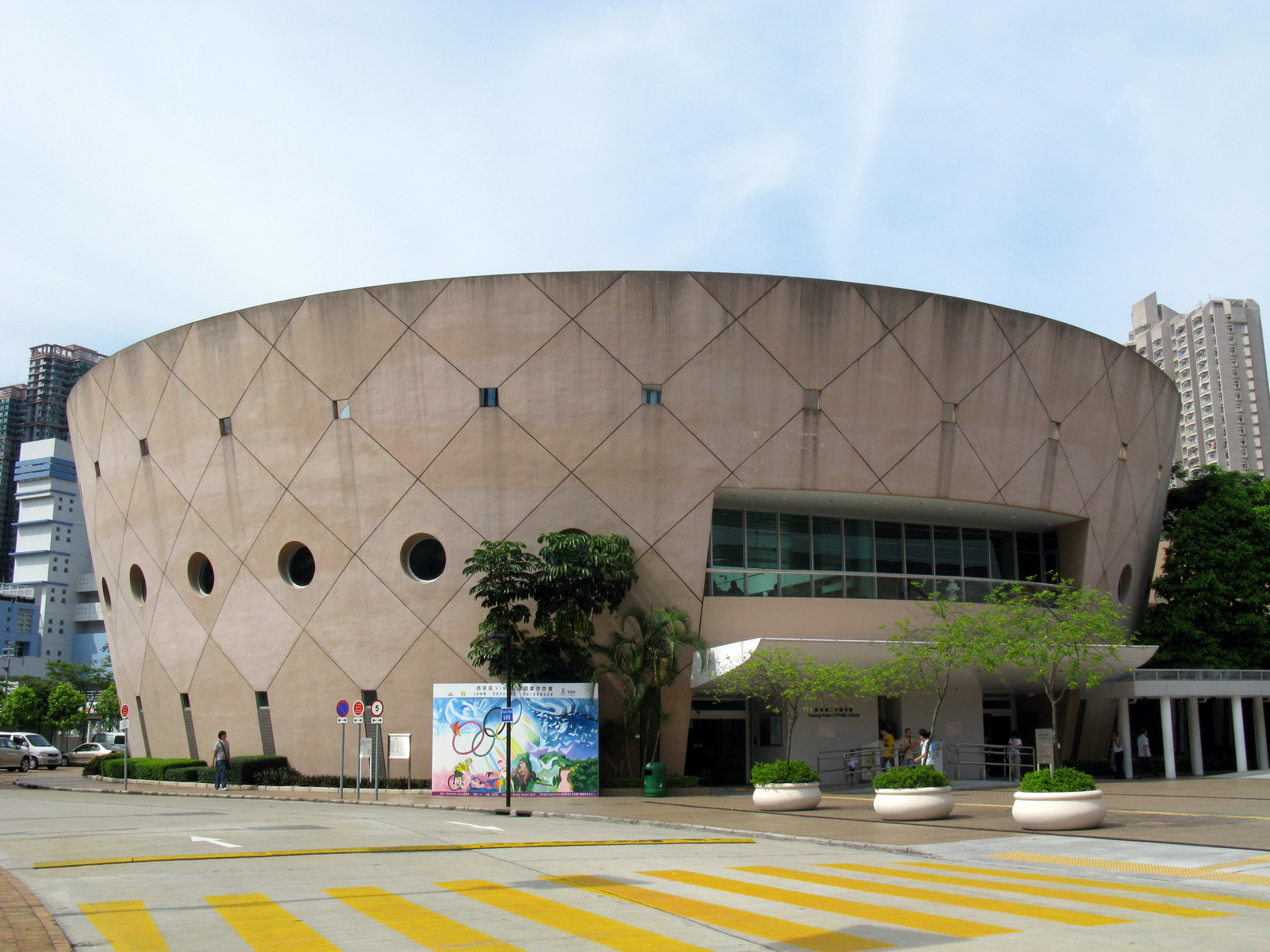
將軍澳公共圖書館
坑口體育館
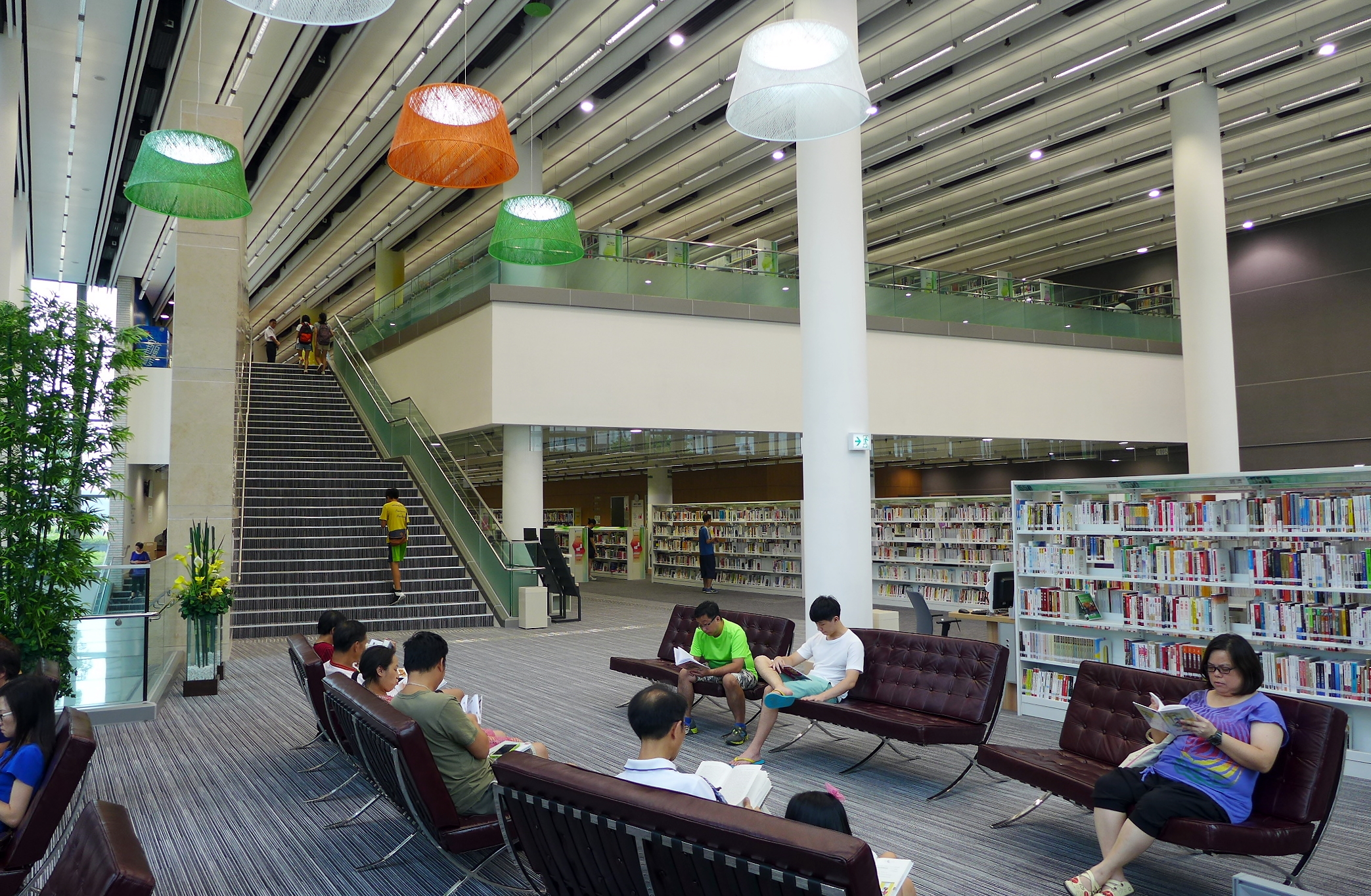
調景嶺公共圖書館

### 社區中心
- 翠林社區中心
- 景林鄰里社區中心
- 尚德社區會堂
- 健彩社區會堂
- 康城社區會堂
- 坑口社區會堂（位於西貢將軍澳政府綜合大樓）
- 至善活動中心（位於將軍澳南服務設施大樓）
- 將軍澳政府合署（又稱將軍澳聯用綜合大樓）（預計2025年落成）
  - 佔地約16680平方米，樓高12層，主要用作市政、醫療及福利設施，並另設2層地庫停車場。大樓將為區內居民提供首個公眾街市，可提供不少於120個攤檔）

### 寵物公園
- 寶琳休憩處
- 將軍澳海濱公園寵物公園
- 環保大道寵物公園
- 將軍澳新市鎮公園寵物公園（預計2024年落成）（以取代現有的將軍澳海濱公園寵物公園）

## 大專院校

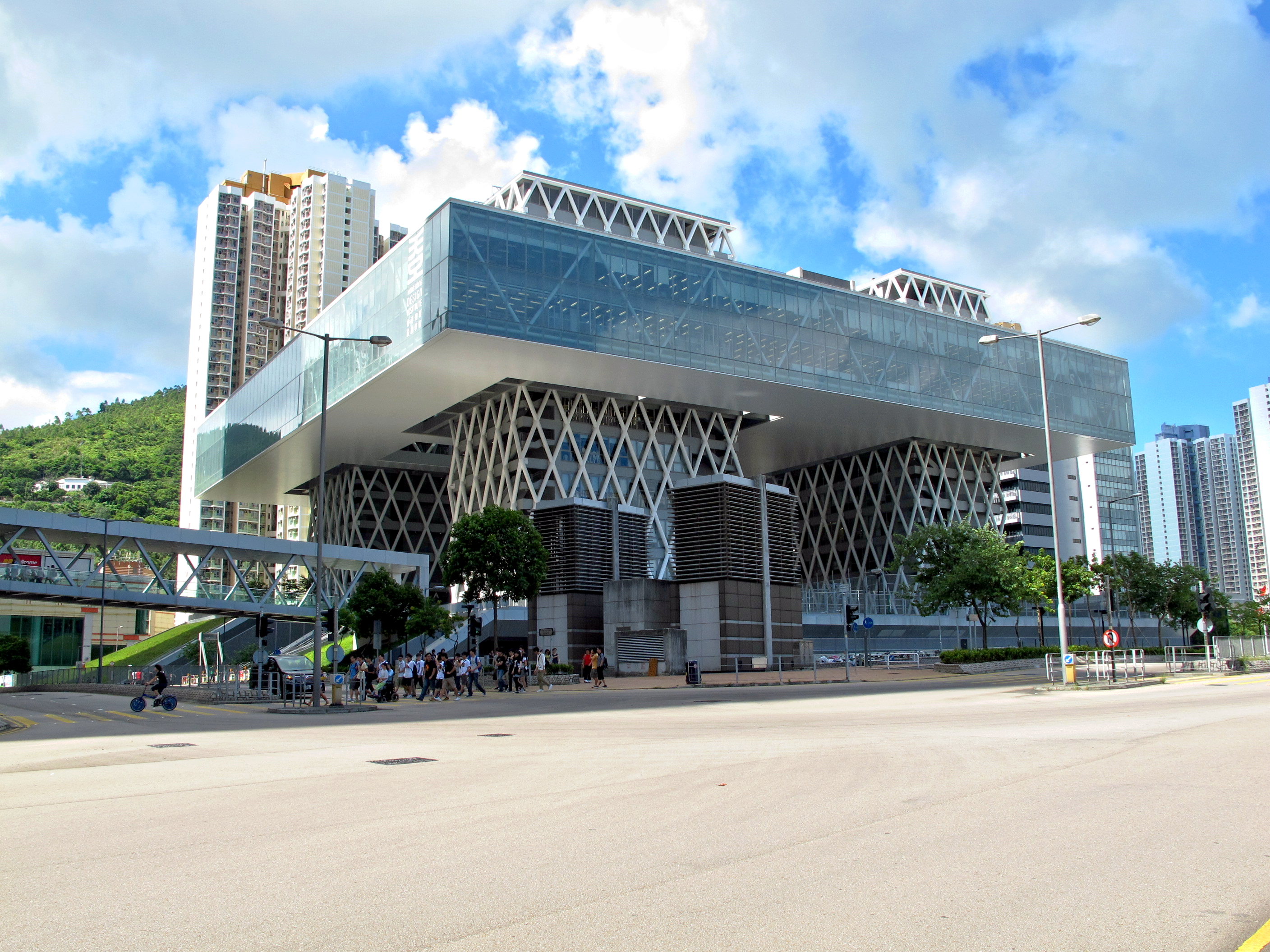
香港知專設計學院

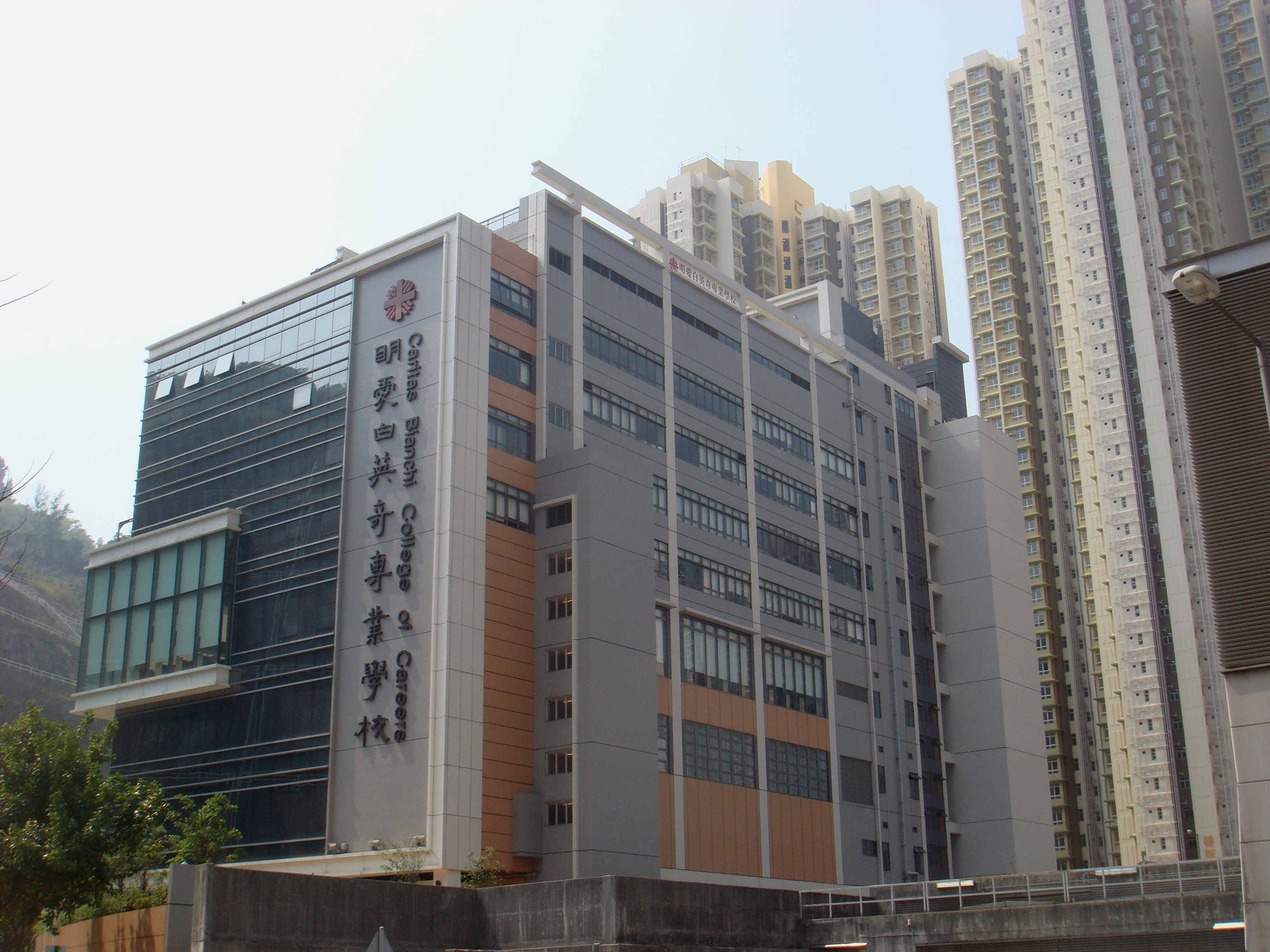
明愛白英奇專業學校

- 明愛白英奇專業學校
- 聖方濟各大學
- 香港知專設計學院
- 香港專業教育學院（李惠利）
- 香港中文大學專業進修學院將軍澳教學中心
- 香港教育大學將軍澳教學中心

## 基礎教育

### 中學教育

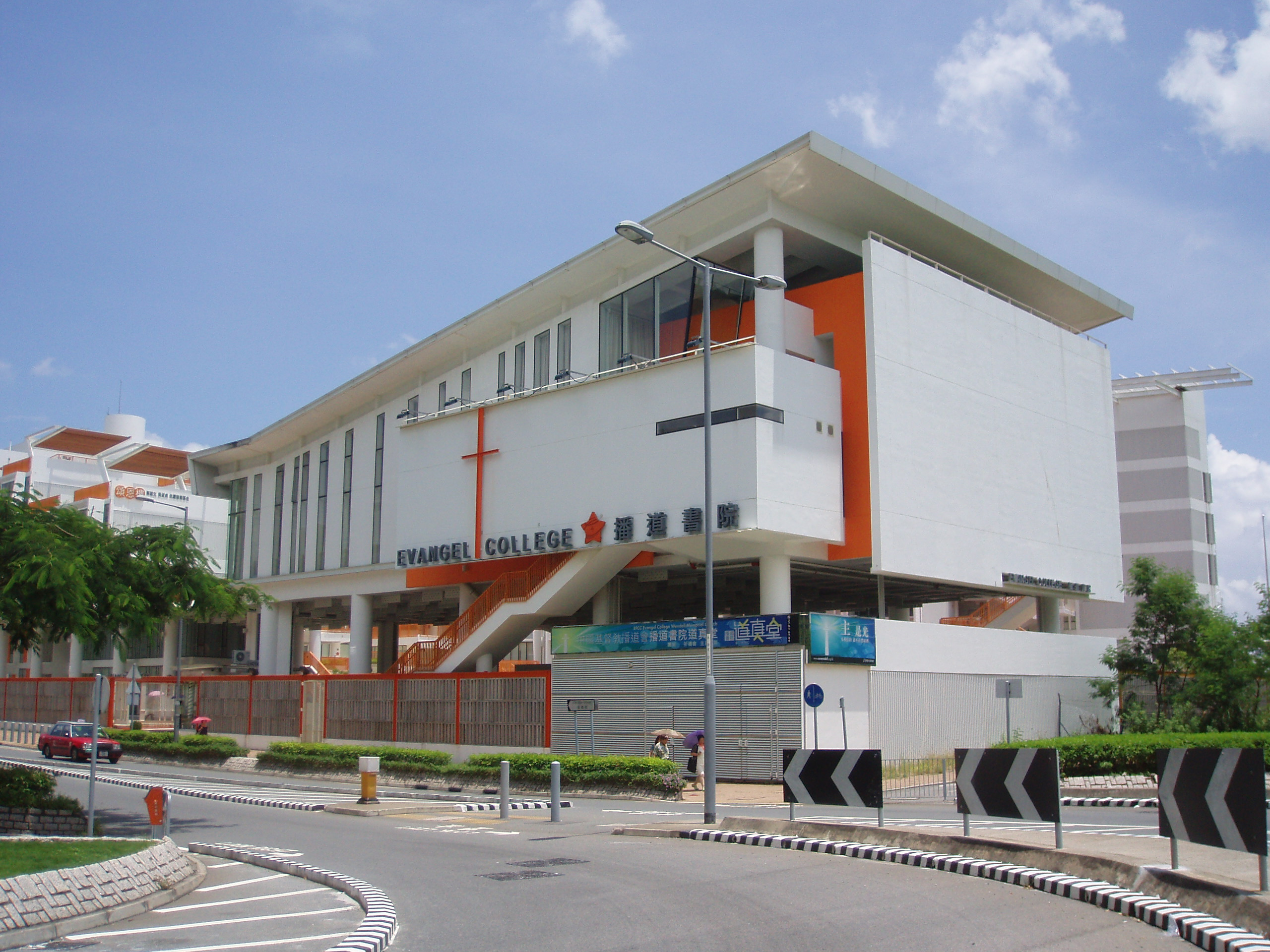
播道書院

- 寶覺中學 （页面存档备份，存于）
- 天主教鳴遠中學 （页面存档备份，存于）
- 港澳信義會慕德中學
- 迦密主恩中學 （页面存档备份，存于）
- 將軍澳官立中學 （页面存档备份，存于）
- 景嶺書院 （页面存档备份，存于）
- 保良局甲子何玉清中學 （页面存档备份，存于）
- 東華三院呂潤財紀念中學 （页面存档备份，存于）
- 仁濟醫院靚次伯紀念中學 （页面存档备份，存于）
- 順德聯誼總會鄭裕彤中學 （页面存档备份，存于）
- 威靈頓教育機構張沛松紀念中學 （页面存档备份，存于）
- 馬錦明慈善基金馬陳端喜紀念中學 （页面存档备份，存于）
- 香港道教聯合會圓玄學院第三中學 （页面存档备份，存于）
- 仁濟醫院王華湘中學 （页面存档备份，存于）
- 博愛醫院八十週年鄧英喜中學 （页面存档备份，存于）
- 基督教宣道會宣基中學 （页面存档备份，存于）
- 香海正覺蓮社佛教正覺中學 （页面存档备份，存于）
- 香港華人基督教聯會真道書院（中學部） （页面存档备份，存于）
- 匯知中學 （页面存档备份，存于）
- 將軍澳香島中學 （页面存档备份，存于）
- 保良局羅氏基金中學 （页面存档备份，存于）
- 優才（楊殷有娣）書院
- 播道書院 （页面存档备份，存于）
- 東華三院黃鳳翎中學（將於2029年遷入）

### 小學教育

天主教聖安德肋小學

基督教神召會梁省德小學

佛教志蓮小學

- 天主教聖安德肋小學 （页面存档备份，存于）
- 景林天主教小學 （页面存档备份，存于）
- 將軍澳天主教小學 （页面存档备份，存于）
- 港澳信義會小學 （页面存档备份，存于）
- 港澳信義會明道小學 （页面存档备份，存于）
- 將軍澳官立小學 （页面存档备份，存于）
- 香海正覺蓮社佛教黃藻森學校
- 保良局馮晴紀念小學 （页面存档备份，存于）
- 東華三院王余家潔紀念小學 （页面存档备份，存于）
- 仁濟醫院陳耀星小學 （页面存档备份，存于）
- 順德聯誼總會梁潔華小學 （页面存档备份，存于）
- 基督教神召會梁省德小學 （页面存档备份，存于）
- 博愛醫院陳國威小學 （页面存档备份，存于）
- 基督教宣道會宣基小學 （页面存档备份，存于）
- 保良局黃永樹小學 （页面存档备份，存于）
- 仁愛堂田家炳小學 （页面存档备份，存于）
- 佛教志蓮小學 （页面存档备份，存于）
- 聖公會將軍澳基德小學 （页面存档备份，存于）
- 將軍澳循道衛理小學 （页面存档备份，存于）
- 保良局陸慶濤小學 （页面存档备份，存于）
- 優才（楊殷有娣）書院
- 香港華人基督教聯會真道書院（小學部） （页面存档备份，存于）
- 播道書院 （页面存档备份，存于）

- 東華三院高可寧紀念小學（預計2029年遷入）

### 幼兒教育
- 保良局易澤峰幼稚園 （页面存档备份，存于）
- 基督教聖約教會司務道幼稚園
- 明愛翠林幼兒學校 （页面存档备份，存于）
- 比華利中英文幼稚園
- 翠林邨浸信會幼稚園 （页面存档备份，存于）
- 崇真會美善幼稚園
- 香港浸信會聯會香港西北扶輪社幼稚園 （页面存档备份，存于）
- 將軍澳英皇幼稚園 （页面存档备份，存于）
- 路德會景林幼兒園 （页面存档备份，存于）
- 東華三院力勤幼稚園 （页面存档备份，存于）
- 保良局方王換娣幼稚園 （页面存档备份，存于）
- 救世軍慶恩幼稚園 （页面存档备份，存于）
- 香港基督教播道會聯會中國基督教播道會厚恩堂厚恩幼兒學校 （页面存档备份，存于）
- 基督教宣道會香港區聯會將軍澳宣道幼稚園
- 香港華人基督會煜明幼稚園 （页面存档备份，存于）
- 救世軍明德幼兒學校 （页面存档备份，存于）
- 香港基督教播道會聯會中國基督教播道會茵怡幼兒學校 （页面存档备份，存于）
- 基督教宣道會茵怡幼稚園 （页面存档备份，存于）
- 香港保護兒童會施吳淑敏幼兒學校 （页面存档备份，存于）
- 中華基督教會香港志道堂基博幼稚園（將軍澳） （页面存档备份，存于）
- 嗇色園主辦可正幼稚園
- 大埔商會張學明幼稚園（將軍澳） （页面存档备份，存于）
- 香港小童群益會樂緻幼稚園（將軍澳） （页面存档备份，存于）
- 將軍澳循道衛理幼稚園 （页面存档备份，存于）
- 基督教香港信義會將軍澳幼稚園 （页面存档备份，存于）
- 竹園區神召會梁省德中英文幼稚園 （页面存档备份，存于）
- 竹園區神召會將軍澳康樂幼兒學校 （页面存档备份，存于）
- 青衣商會將軍澳幼稚園 （页面存档备份，存于）
- 仁愛堂鄧楊詠曼幼稚園 （页面存档备份，存于）
- 觀塘浸信會彩明幼稚園 （页面存档备份，存于）
- 香港神託會培恩幼稚園 （页面存档备份，存于）
- 保良局蔡繼有幼稚園 （页面存档备份，存于）
- 香港保護兒童會維景灣幼兒學校 （页面存档备份，存于）
- 基督教樂道幼稚園 （页面存档备份，存于）
- 天主教聖安德肋幼稚園 （页面存档备份，存于）
- 東華三院香港華都獅子會幼稚園 （页面存档备份，存于）
- 基督教香港信義會健明幼兒學校 （页面存档备份，存于）
- 歡樂創意幼稚園 （页面存档备份，存于）
- 綠茵英文（國際）幼稚園（將軍澳） （页面存档备份，存于）
- 德寶英文幼稚園（將軍澳）
- 德寶國際幼兒學校（將軍澳）
- 翠茵小宇宙幼稚園 （页面存档备份，存于）
- 德寶國際幼兒學校（寶盈花園） （页面存档备份，存于）
- 學之園幼稚園（海翩康城）） （页面存档备份，存于）
- 博士山（香港）國際幼稚園－將軍澳 （页面存档备份，存于）
- 雅惠國際幼稚園 （页面存档备份，存于）
- 綠茵英文（國際）幼稚園（日出康城） （页面存档备份，存于）
- 英藝幼稚園（將軍澳） （页面存档备份，存于）
- 聯合基督教音樂幼稚園
- 樂思創意幼稚園 （页面存档备份，存于）
- 耀中國際幼稚園（將軍澳） （页面存档备份，存于）

### 特殊學校
- 匡智翠林晨崗學校 （页面存档备份，存于）
- 將軍澳培智學校 （页面存档备份，存于）
- 靈實恩光學校 （页面存档备份，存于）
- 東華三院群芳啟智學校（擬建）

### 國際學校
- 法國Victor Segalen Association Limited香港法國國際學校   (位於將軍澳第67區一幅佔地8200平方米社區的用地)
- 英國思貝禮國際學校（Shrewsbury International School Hong Kong）- 日出康城  (位於將軍澳第85區（小赤沙）一幅佔地6950平方米社區的用地)
- 啟思中學Creative Secondary School (位於香港將軍澳蓬萊路3號) （页面存档备份，存于）

## 交通
由於將軍澳基本上缺乏公司及商業區，所以對外交通的需求彈性比起其他新市鎮還要低，而將軍澳主要的公共交通工具是港鐵和巴士。由於將軍澳屬於新發展區，所以紅色小巴禁止駛入區內。
港鐵將軍澳綫將軍澳路段在2002年8月18日通車，其中包括調景嶺站、將軍澳站、坑口站、寶琳站，與原有的觀塘綫和港島綫連成一體。2009年7月26日，將軍澳綫更在日出康城附近增設康城站，現時全綫共設有8個車站，其中5個車站是位於將軍澳。現時將軍澳大部份居民都會乘坐港鐵外出，如往九龍和香港島的會比較明顯。
根據鐵路發展策略2014建議中，東九龍綫將由寶琳站經山上連接鑽石山站，主要服務秀茂坪等山上一帶居民，而西貢區議員也曾建議增設「康景站」，服務西貢區將軍澳翠林邨與康盛花園附近，希望能夠打破了將軍澳居民「山上沒有地鐵」的慣例，但到目前為止，是否興建此站仍然是未知之數，因為在將軍澳山區興建地鐵站會增加全線走線斜度。
將軍澳的巴士路線主要分2部份，翠林、寶琳、坑口、將軍澳工業邨、將軍澳南、將軍澳市中心、調景嶺和日出康城等地巴士線由九巴及新巴經營，來往東涌及機場的巴士線則由城巴經營。將軍澳因地理位置接近九龍東多於新界，因此跟其他新市鎮不同，除來往西貢市外，來往其他新界區的巴士線均須途經九龍才可到達。首條為配合將軍澳新市鎮發展而開辦的巴士路線為93A（於1987年開辦），由寶林前往觀塘碼頭。其後九巴在將軍澳北面先後開辦多條巴士線，路線編號前綴以9字為主，如93K、98A、296A等。而首條投入服務的新巴將軍澳專線為796X，來往將軍澳站至紅磡碼頭（現改為由將軍澳工業邨至尖沙咀東），其後的新巴專線都是以9字作路線編號數字前綴，如793、798，並在編號末加上英文字母。
地區交通組織：
將軍澳.交通
將軍澳市中心交通關注組

## 工業

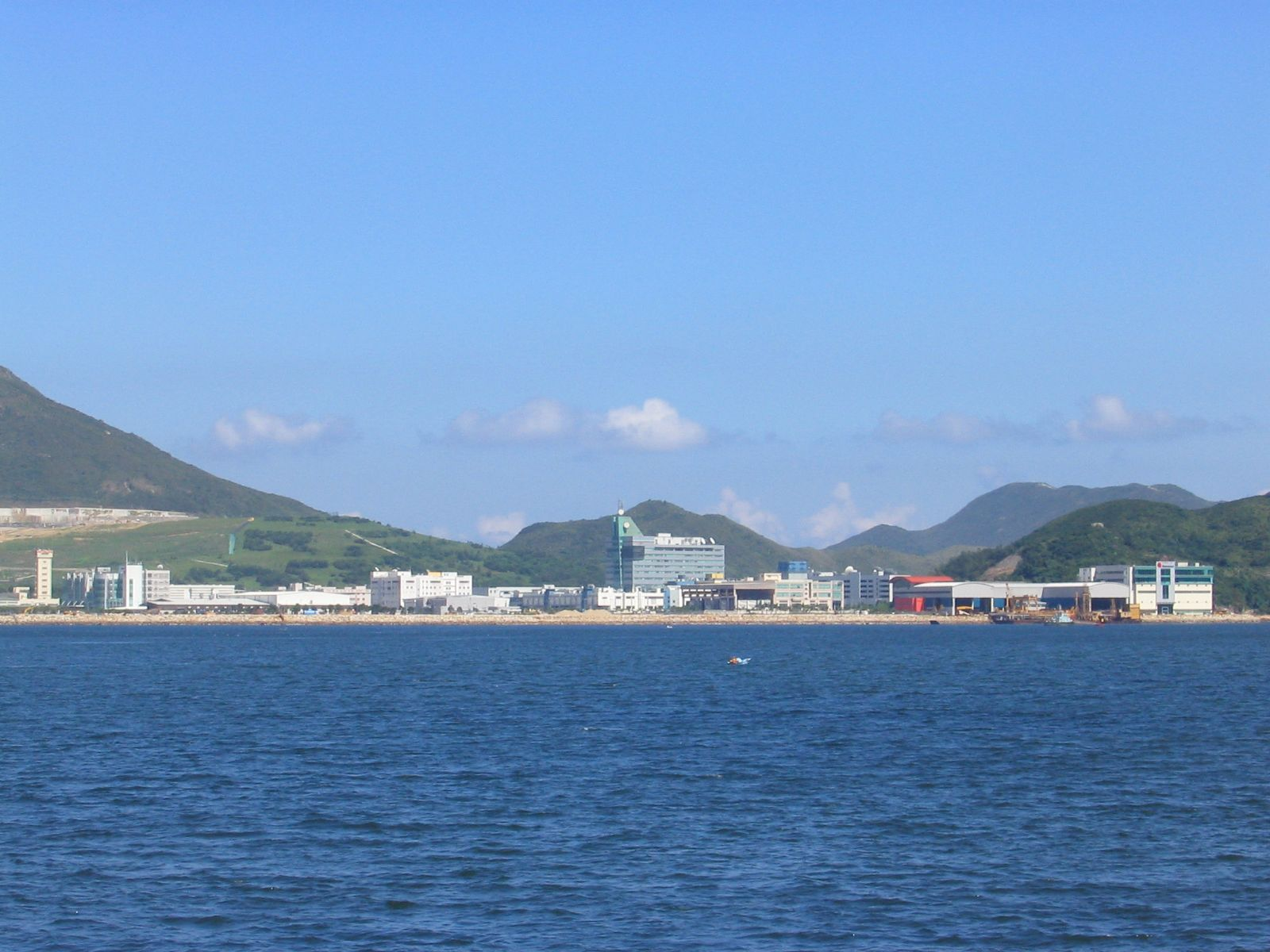
將軍澳創新園

將軍澳創新園（前稱：將軍澳工業邨）位於將軍澳大赤沙，位處東南陲，是香港第3個創新園，於1995年啟用。並與另兩個創新園（分別是大埔創新園及元朗創新園）不同，將軍澳創新園只容許一些非污染性和高科技行業設廠。
不少傳媒機構如電視廣播有限公司、香港電視網路、香港電台和香港電視娛樂ViuTV，美亞娛樂和出版之友都在創新園內設立總部和錄影廠。

## 將軍澳分區計劃大綱核准圖編號
- 第4區康盛花園
- 第5區翠林邨
- 第7區將軍澳村
- 第14區寶琳填海區
- 第17區新都城
- 第22區魷魚灣村
- 第23區景林邨、浩明苑
- 第25區寶康公園
- 第26區巴士廠
- 第27區靈實醫院
- 第27區靈實醫院
- 第31區坑口村
- 第32區將軍澳醫院
- 第35區佛頭洲村和田下灣村
- 第45區香港單車館公園、香港單車館及將軍澳運動場
- 第51區清水灣半島
- 第55區富康花園
- 第59區尚德邨、廣明苑與寶明苑
- 第65區怡明邨
- 第68區地下沙泥清理設施
- 第72區維景灣畔
- 第73區健明邨
- 第74區彩明苑
- 第77區將軍澳第一期堆填區
- 第85區污水處理廠
- 第86區日出康城
- 第87區將軍澳工業邨
- 第101區及第105區將軍澳第二/三期堆填區
- 第109區半見村
- 第123區茅湖仔村
- 第124區爆炸品貯存庫
- 第128區將軍澳－藍田隧道相關設施
- 第130區將軍澳華人永遠墳場
- 第135區佛堂洲

## 外部連結
- 航拍將軍澳紀錄1
- 航拍將軍澳紀錄2
- .   [2016-07-12]. （原始内容存档于2018-10-09）.
- 規劃署 – 新界規劃小冊子：將軍澳 （页面存档备份，存于）
- 西貢區議會
- 西貢區分界圖一
- 西貢區分界圖二
- 將軍澳新聞組
- 將軍澳新聞組
- 西貢健康安全城市 （页面存档备份，存于）